# Biserica de lemn din Bica

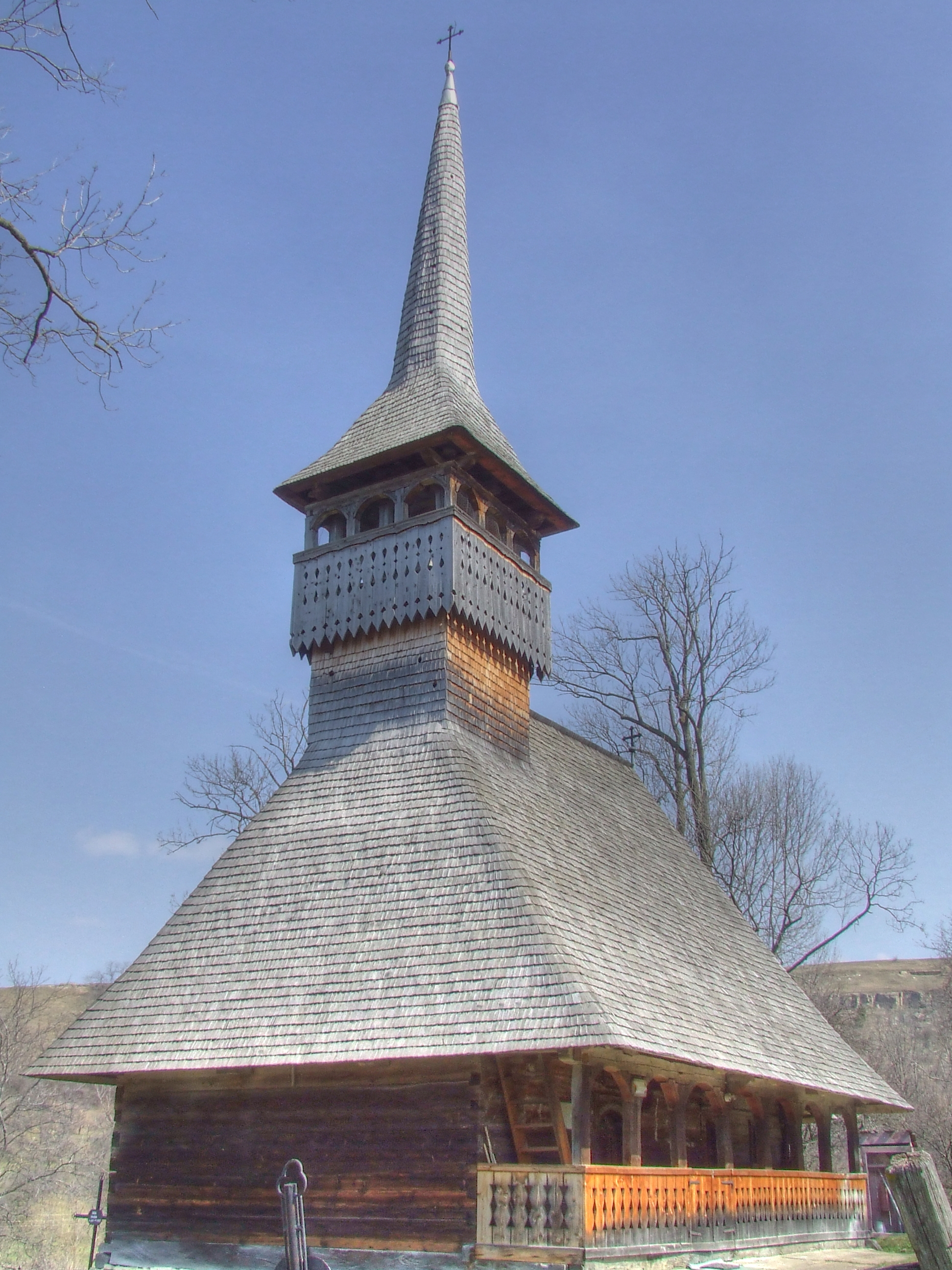
Biserica de lemn din Bica

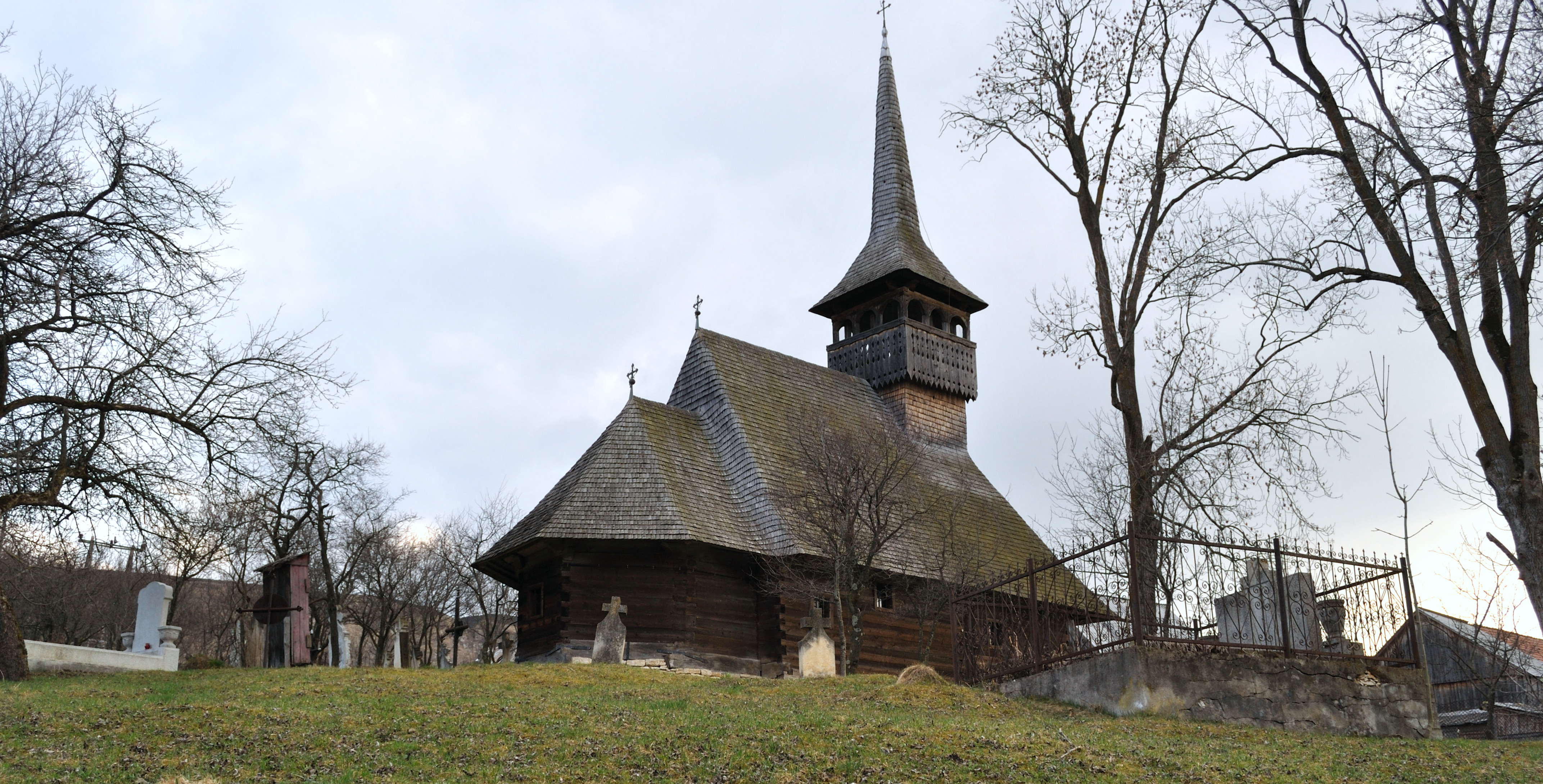
Biserica de lemn „Înălțarea Domnului” din Bica, comuna Mănăstireni, județul Cluj, foto: aprilie 2011.

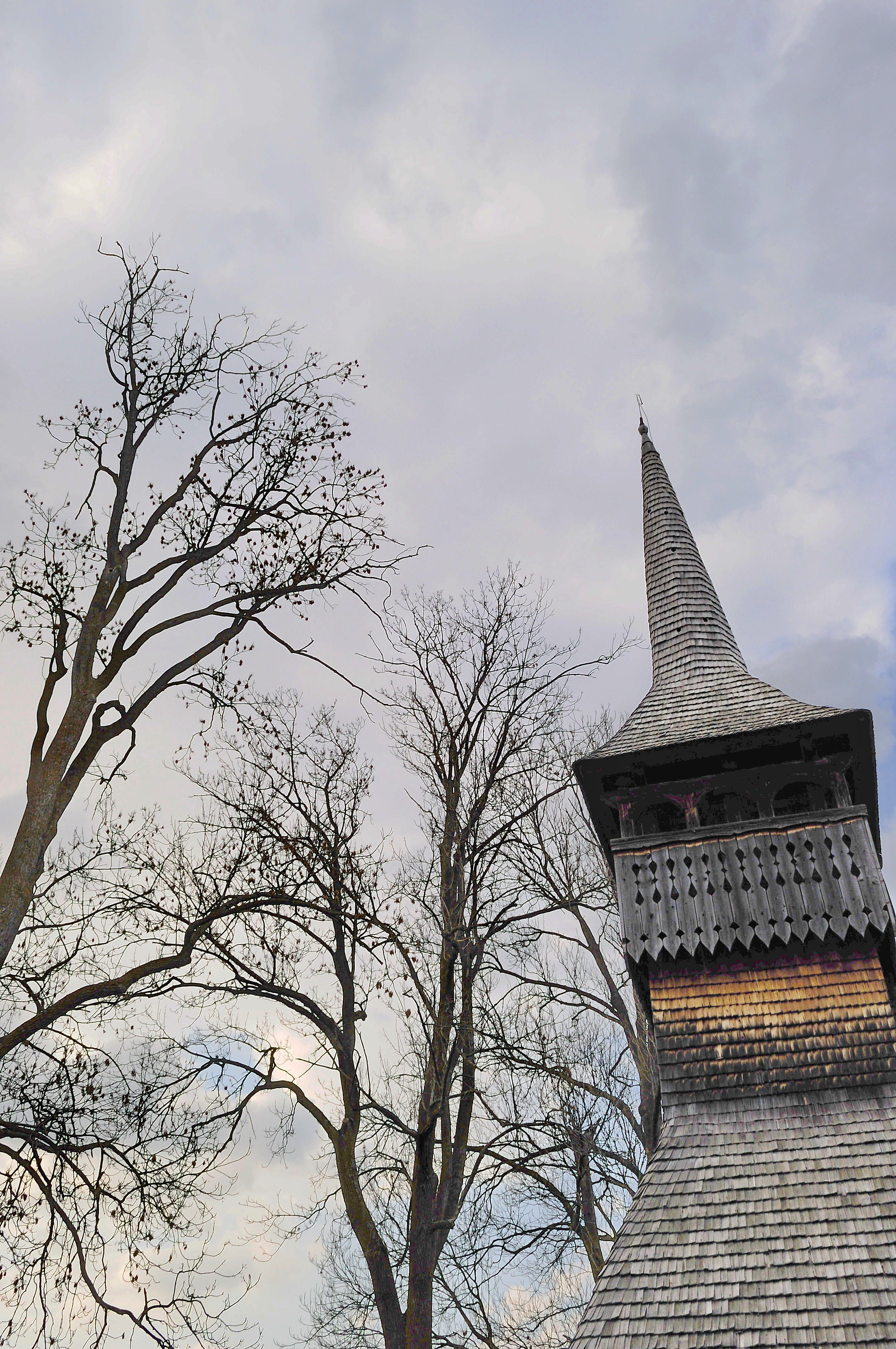
Turnul-clopotniță

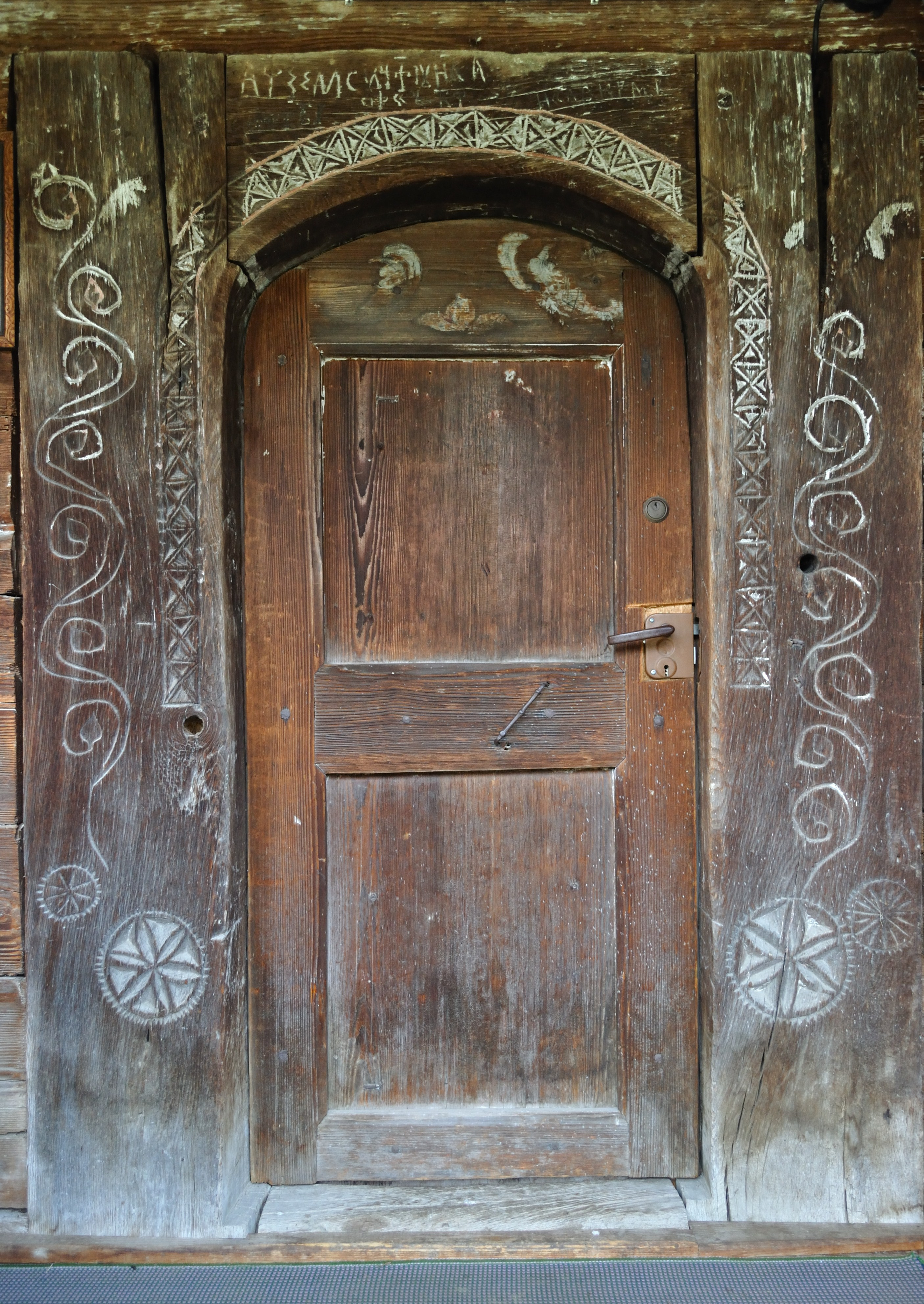
Portalul exterior

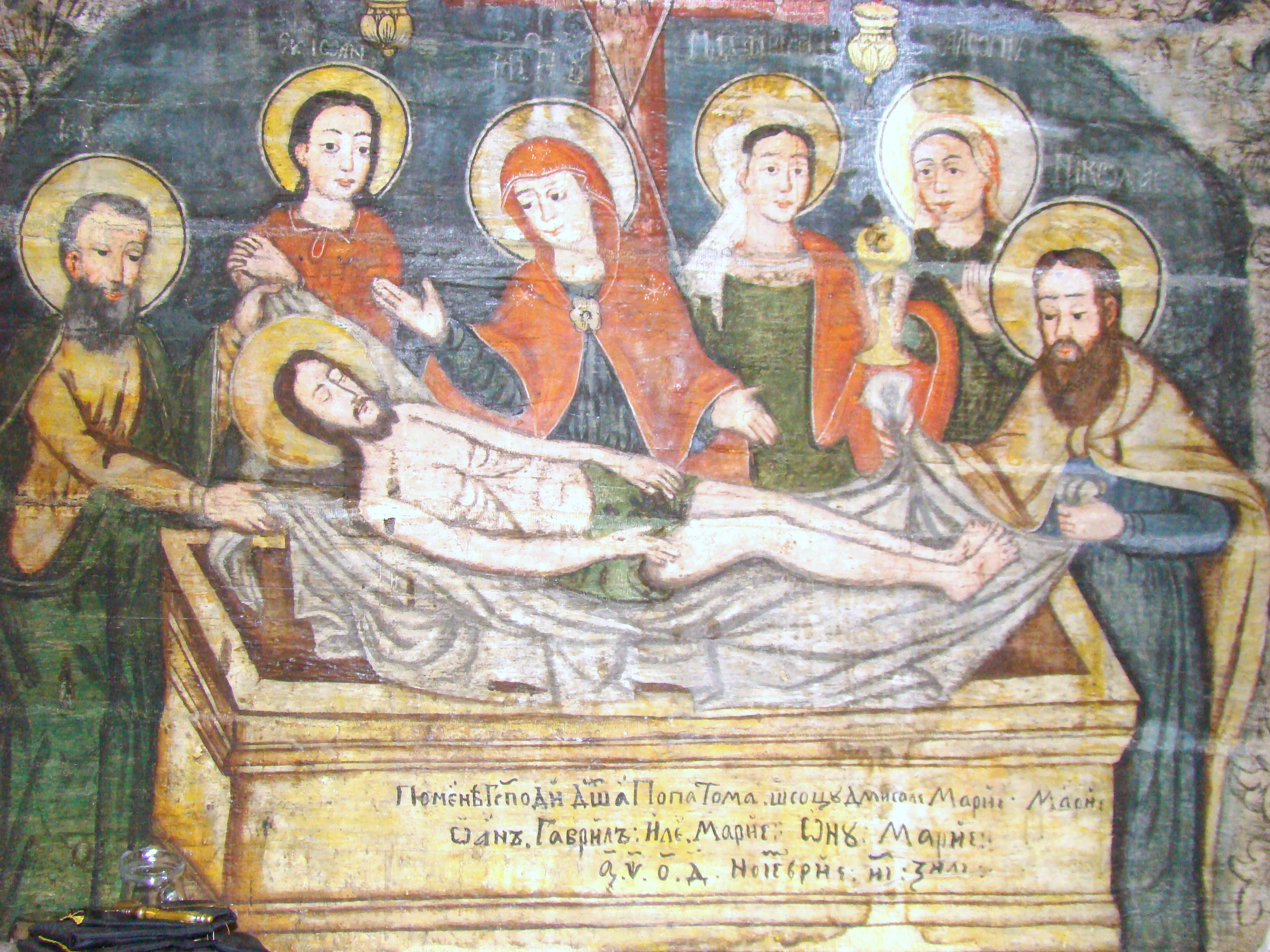
Punerea în mormânt

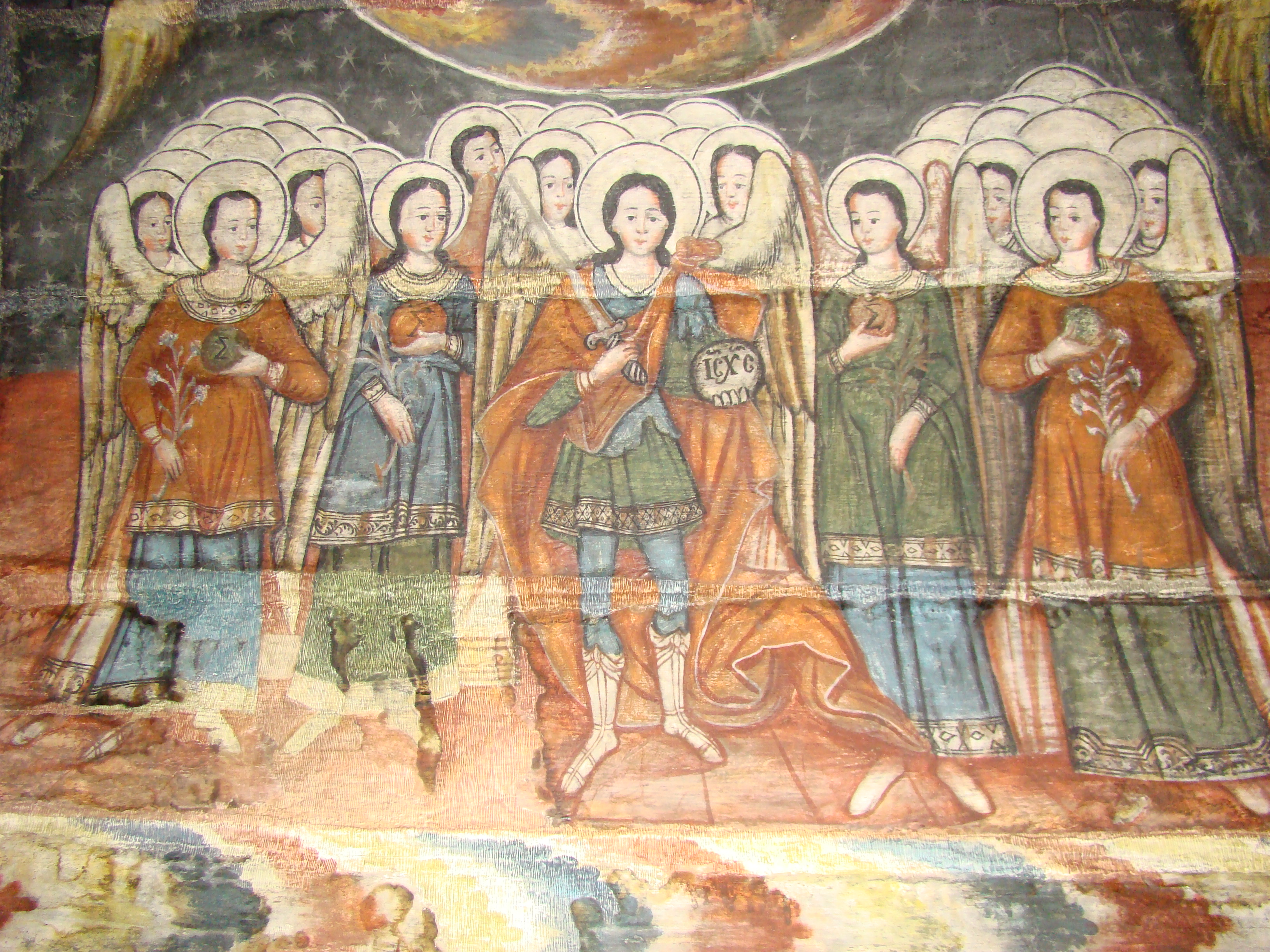
Ceată de îngeri

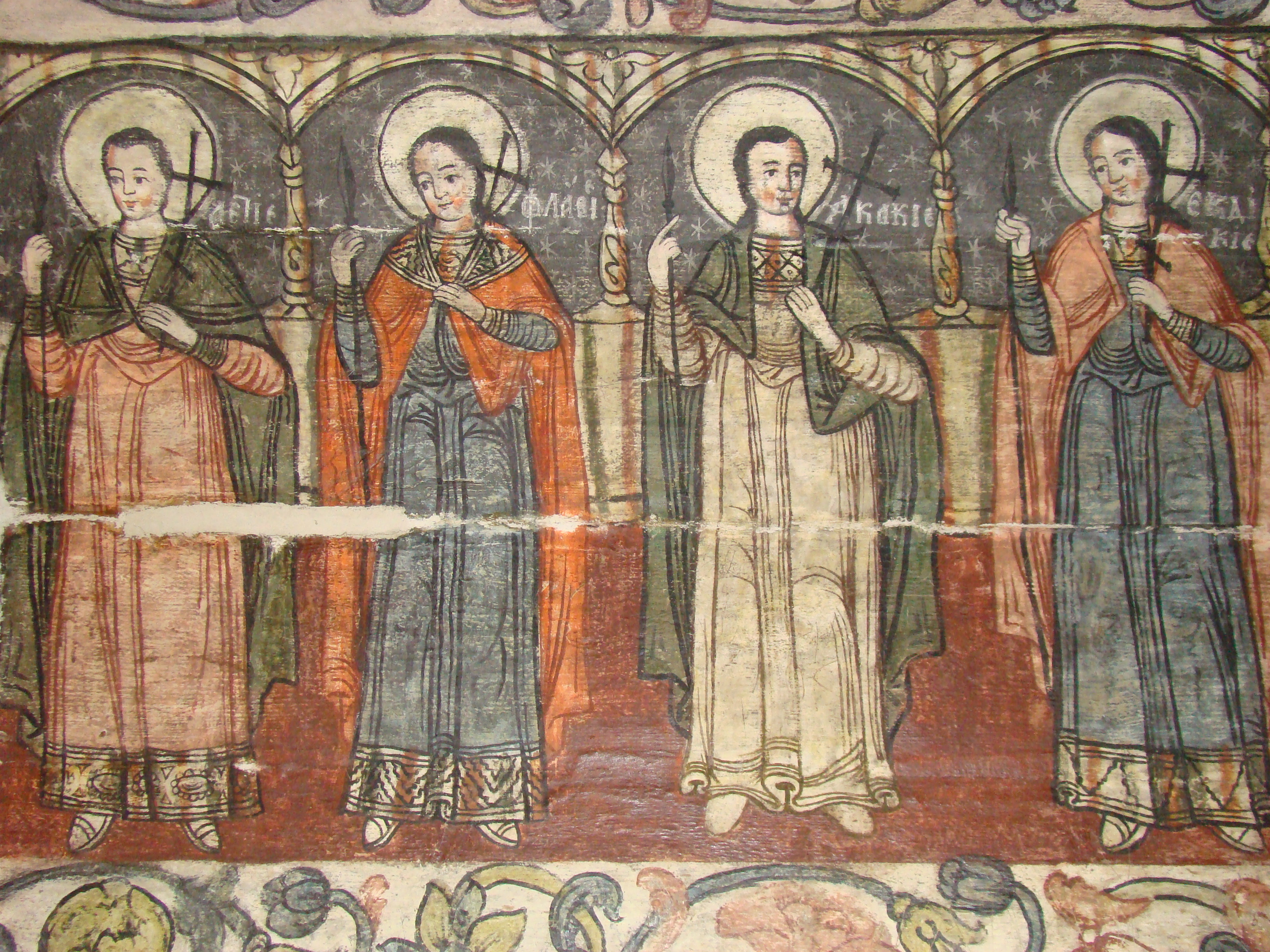
Mucenițele

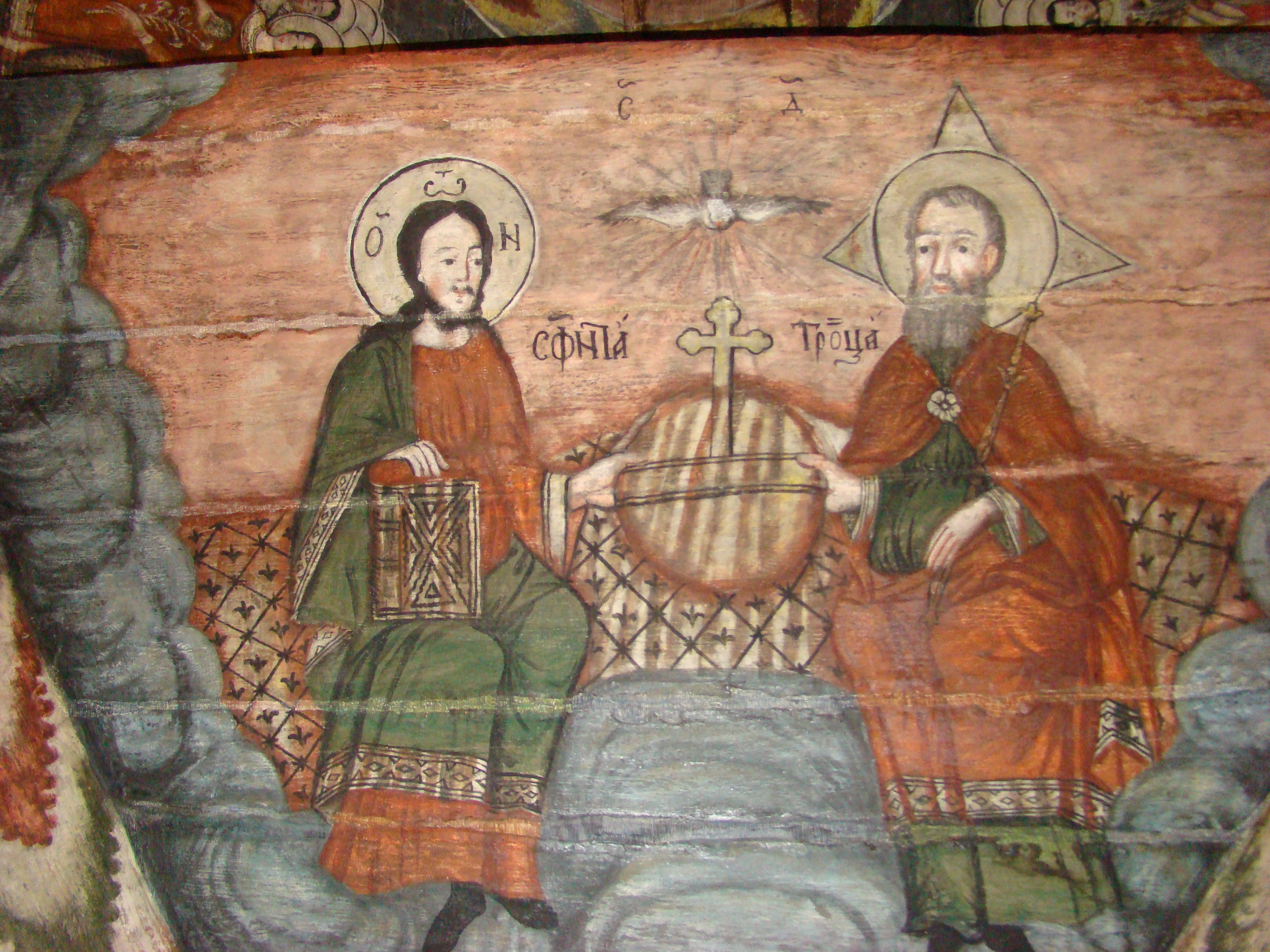
Sfânta Treime

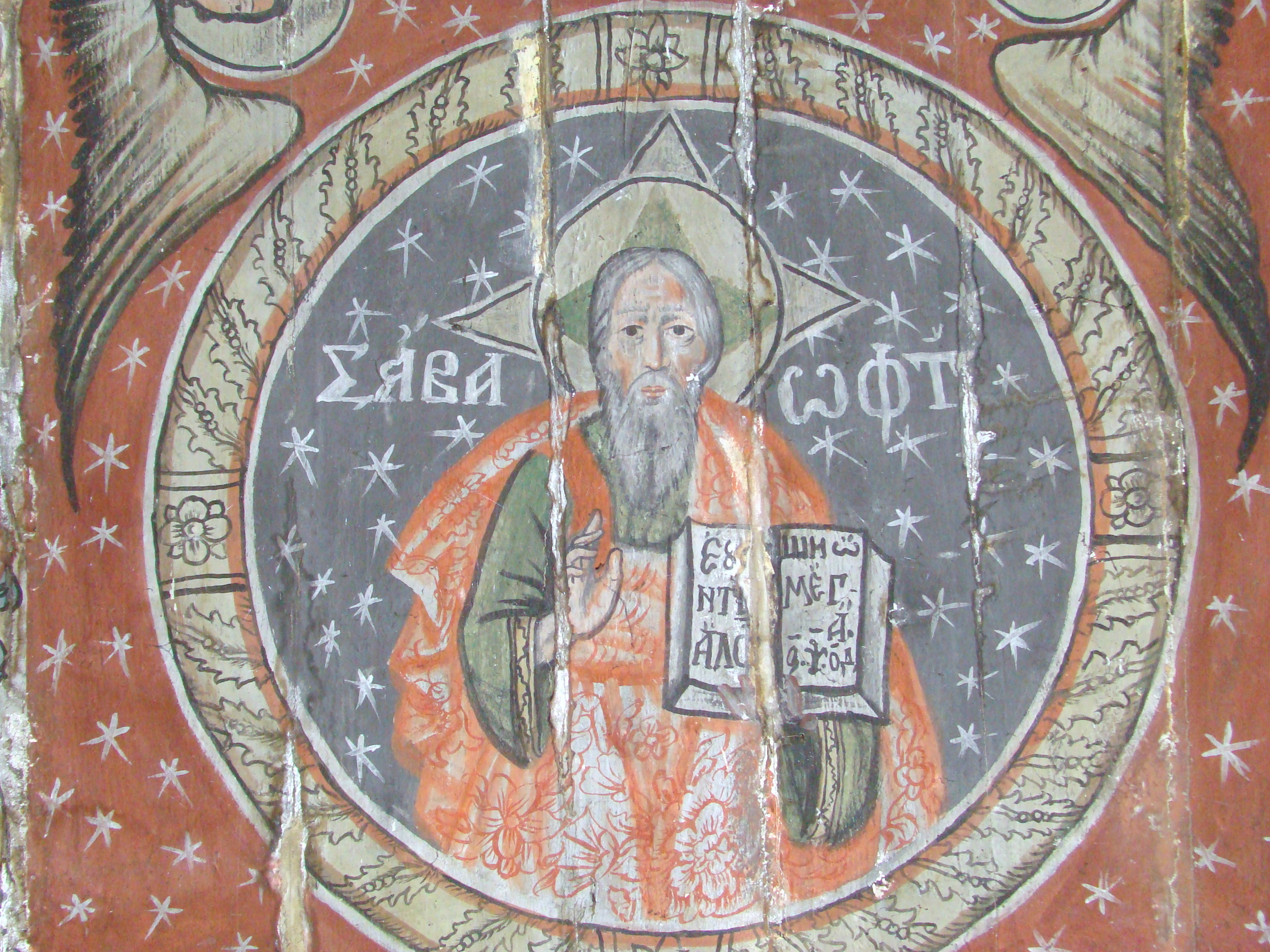
Tatăl-savaot

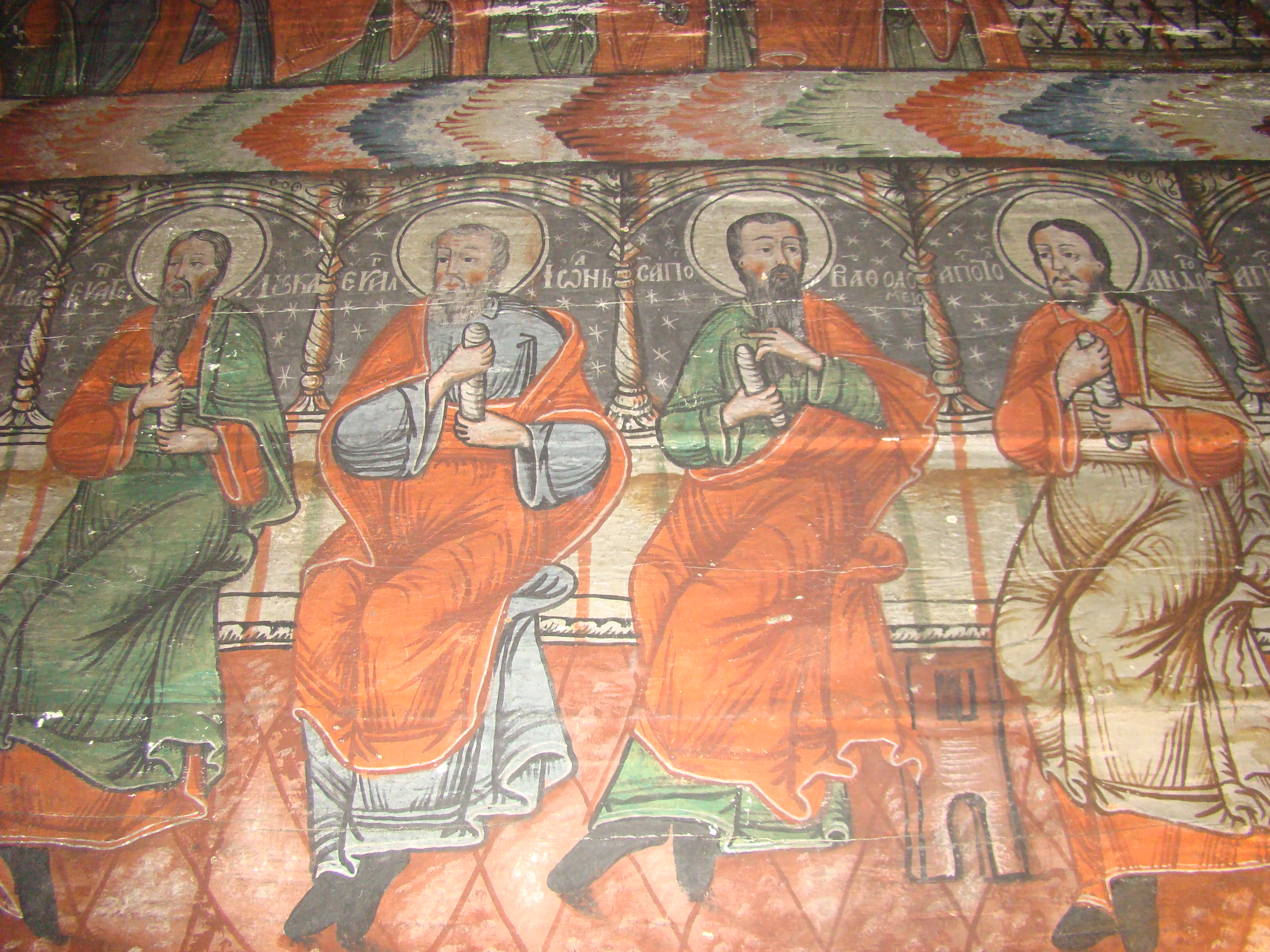
Apostolii

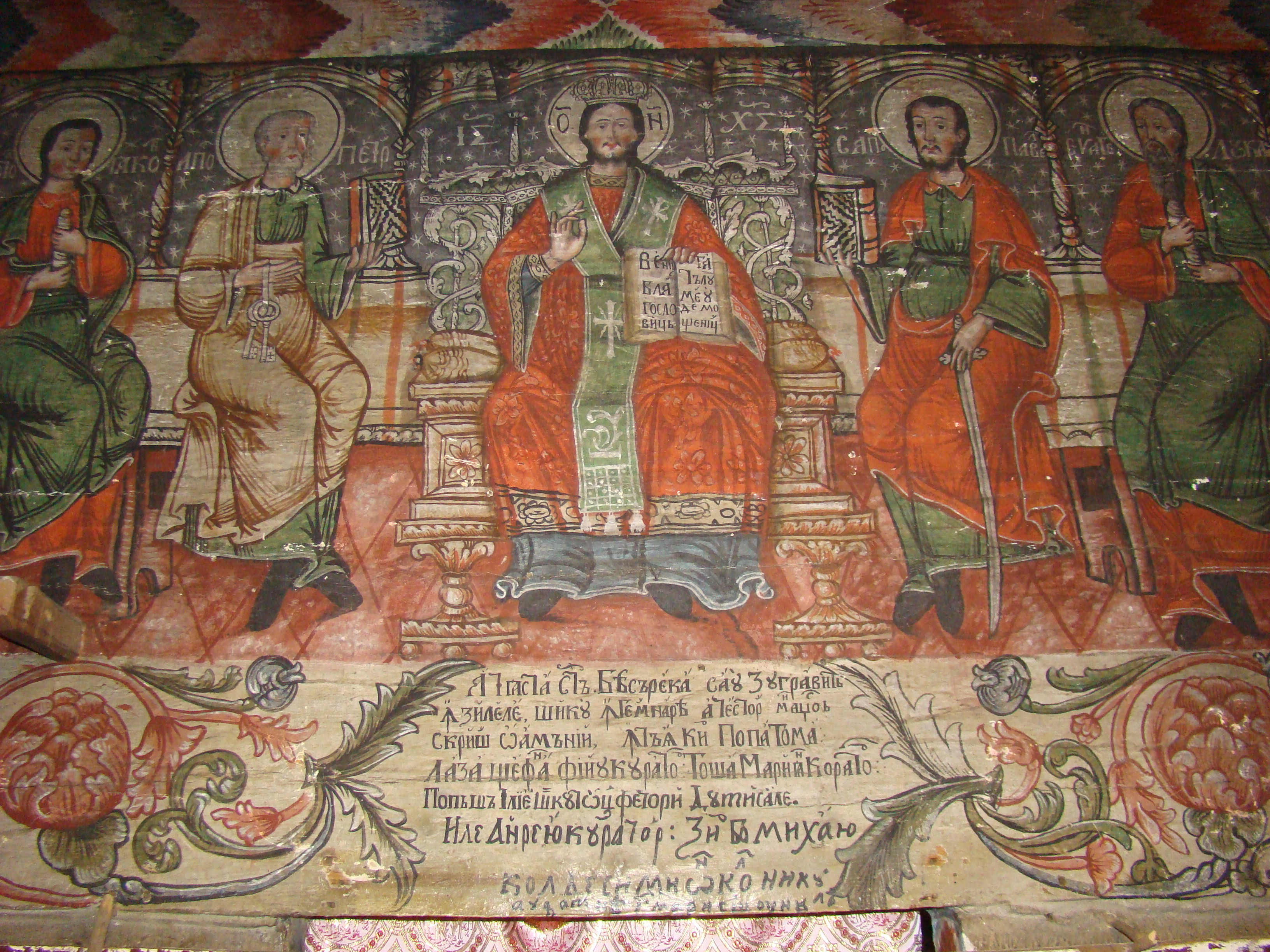
Iisus arhiereu

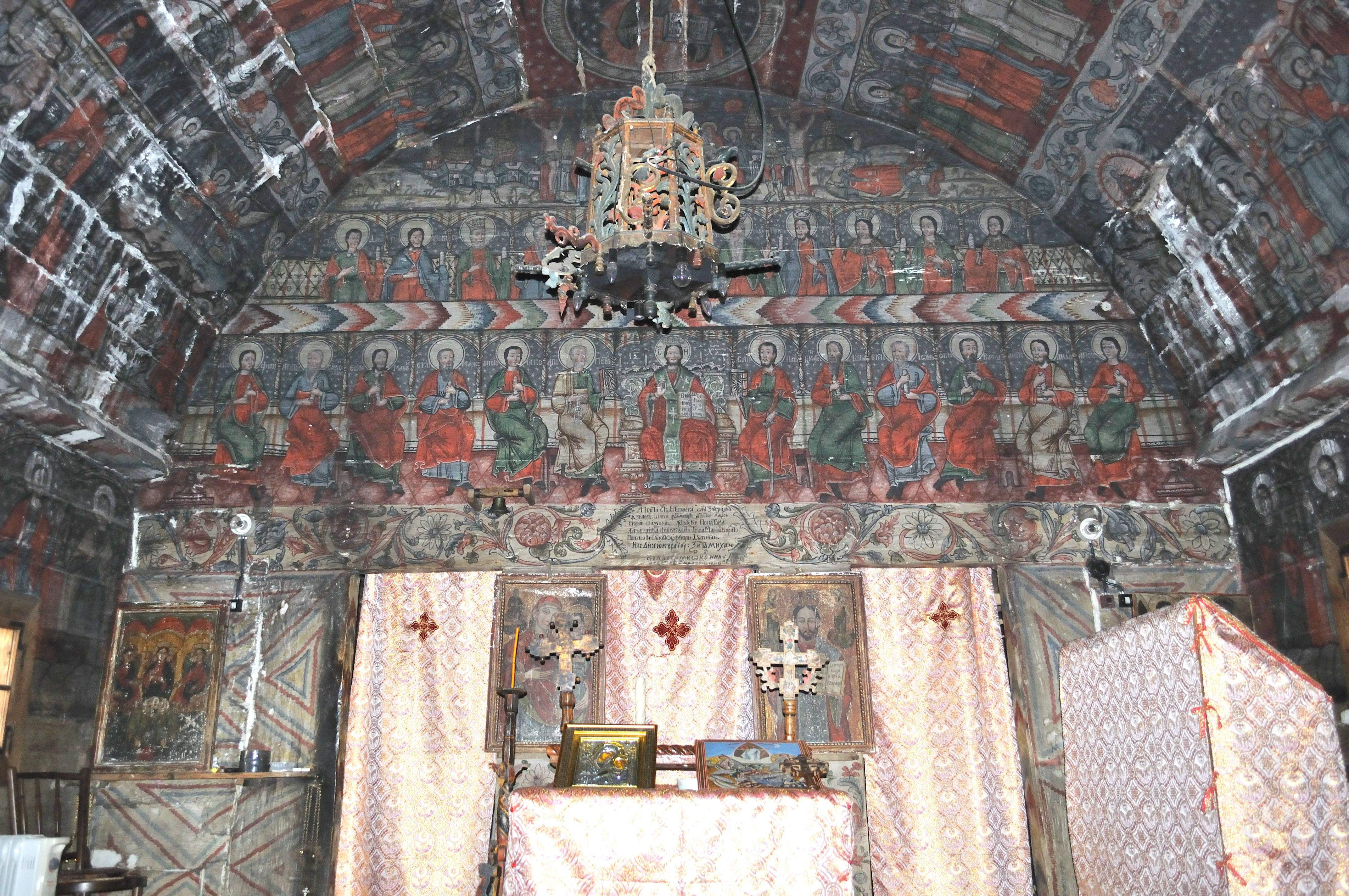
Interiorul navei

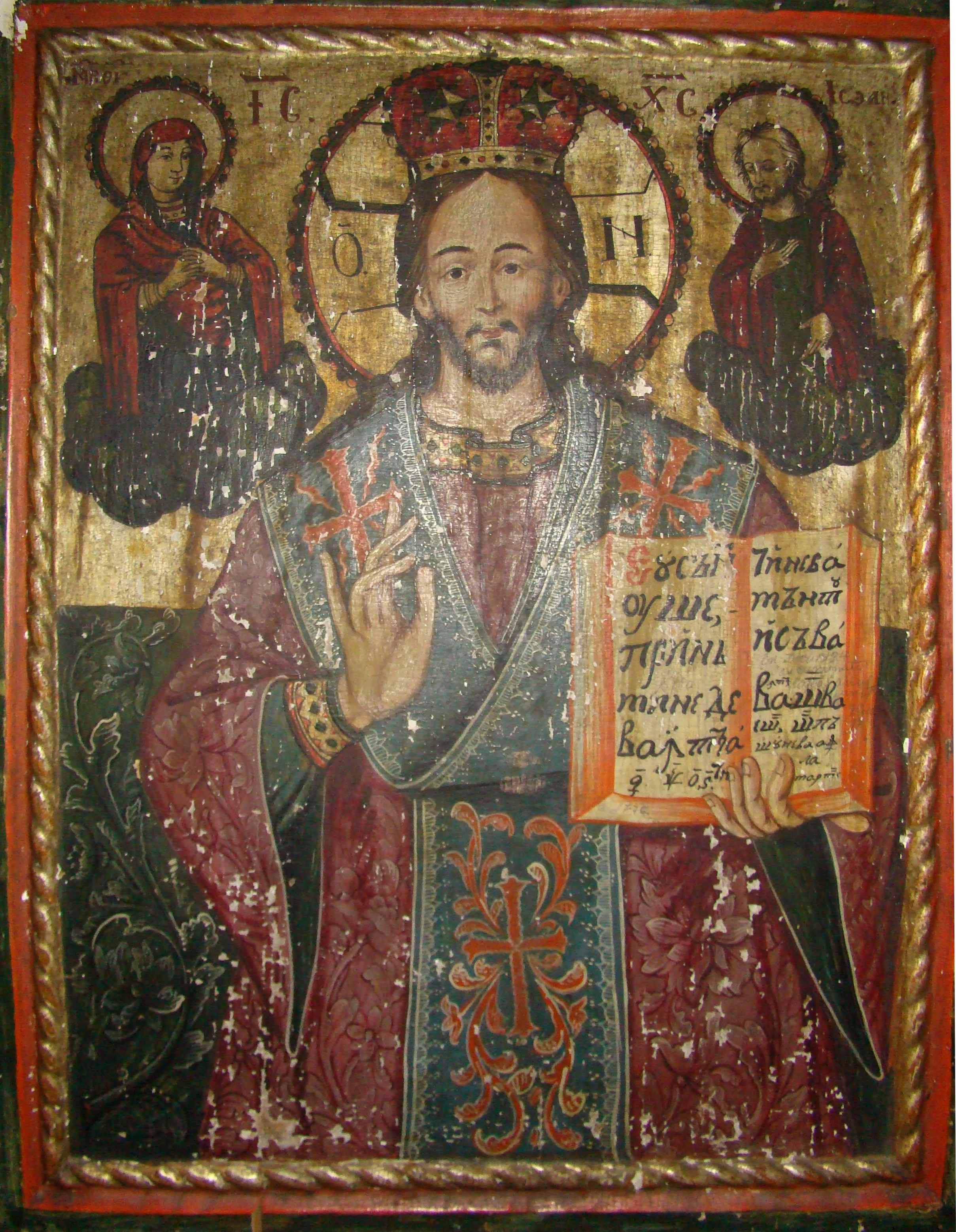
Iisus binecuvântând

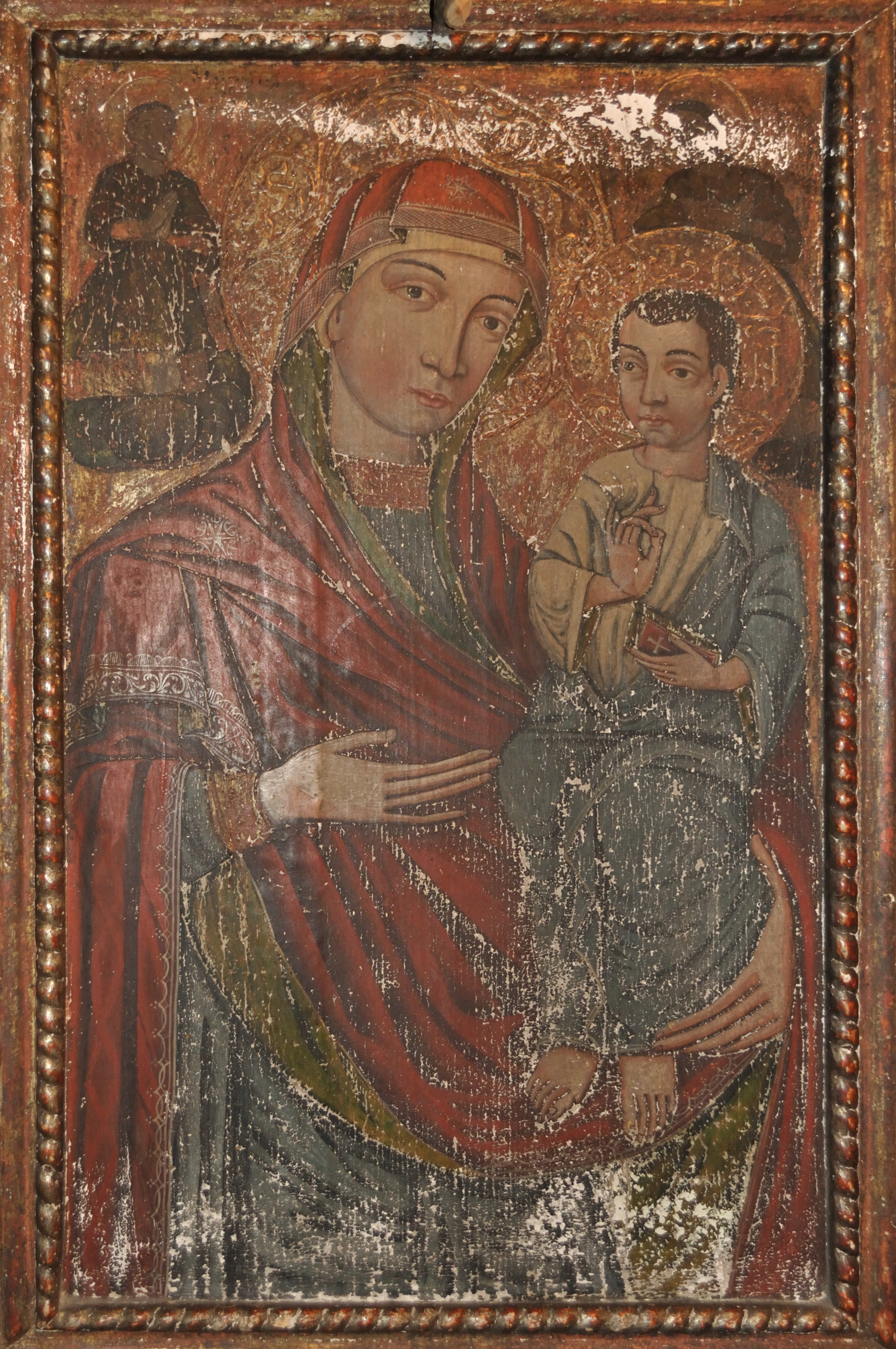
Maica Domnului cu Pruncul

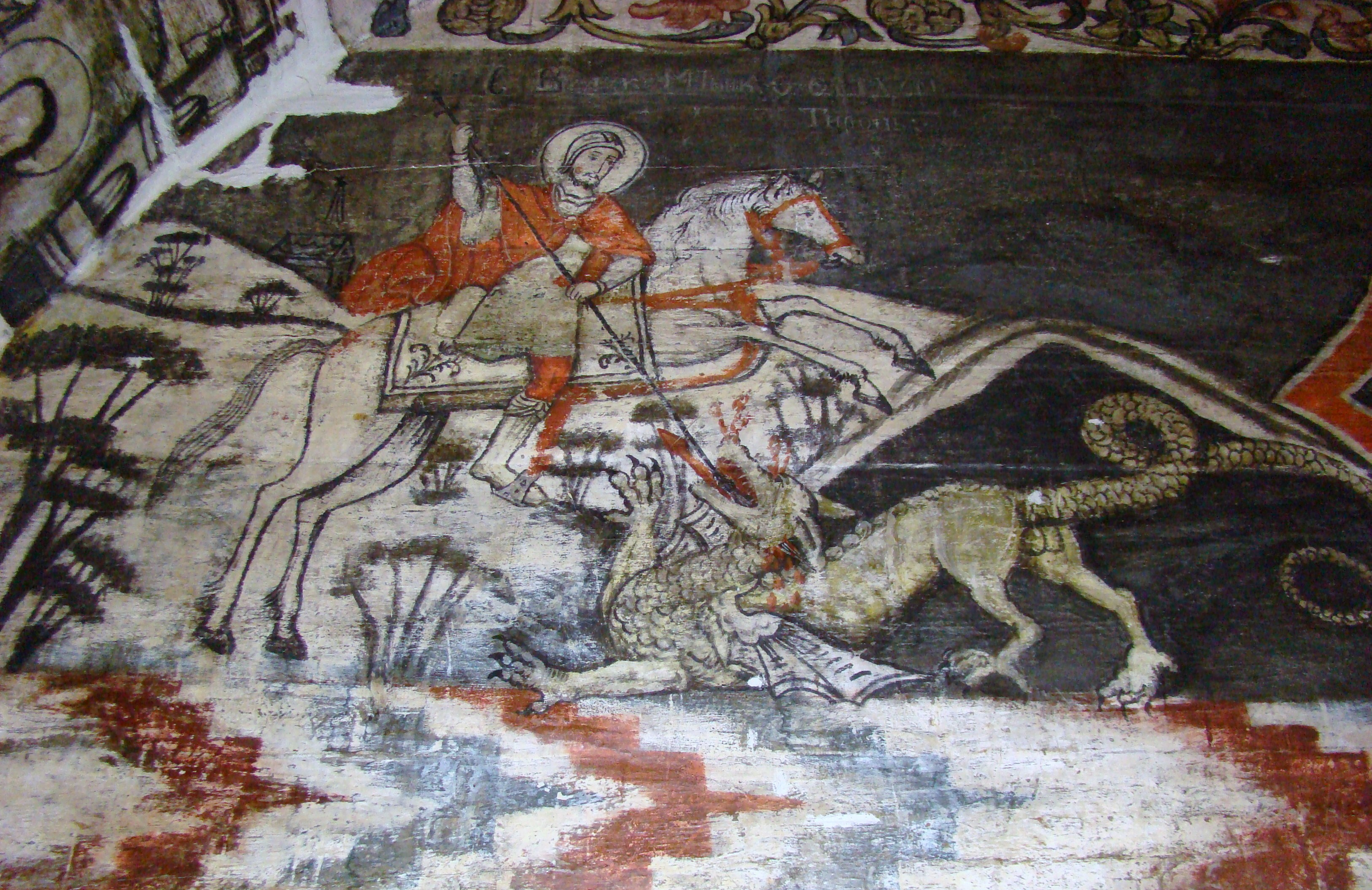
Sfântul Gheorghe ucigând balaurul

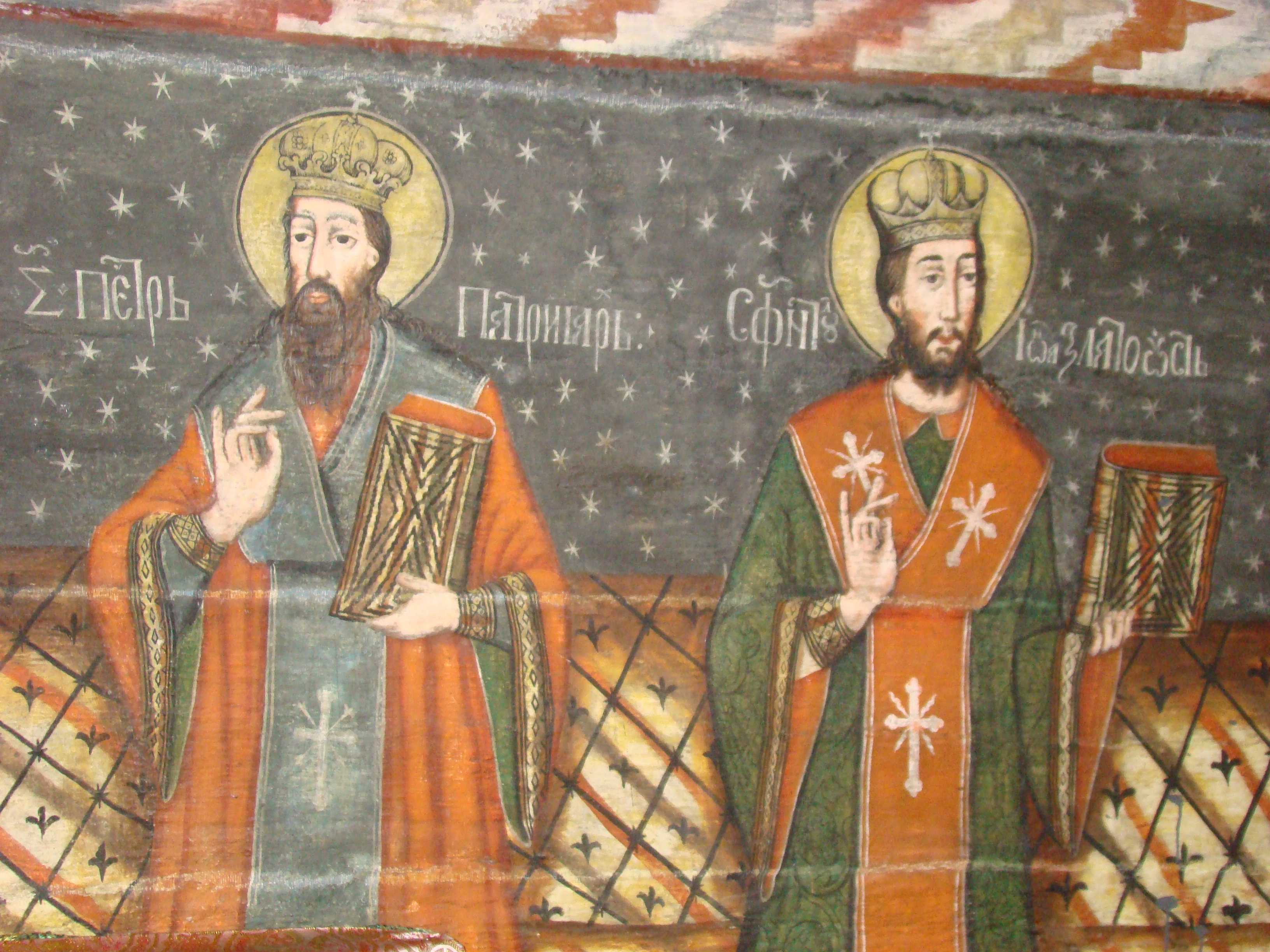
Altar: Sfinții Părinți Petru Patriarhul și Ioan Zlătăust

Biserica de lemn din Bica, comuna Mănăstireni, județul Cluj, datează din anul 1765..
Biserica are hramul „Înălțarea Domnului” și se află pe lista monumentelor istorice 2010 cu codul LMI: CJ-II-m-B-07531.

## Istoric și trăsături
Biserica a fost construită de Nicolai Rar la 1765; este constituită din bârne de stejar ce sunt dispuse longitudinal și blăni din lemn de brad pentru bolți si tavanul pronaosului. Pictura interioară datează de la 1774 și a fost realizată de Simion Silaghi-Sălăjeanu. Acest însemnat pictor muralist și pictor de icoane pe lemn a împodobit cu talentul său veritabil aproape treizeci de biserici de lemn sau de zid din Munții Apuseni, Zarand, Banat, Bihor, Sălaj, de pe văile Someșului și Mureșului, lucrând, vreme de șase decenii, ultimele trei din secolul al XVIII-lea și primele trei din cel următor, într-o perioadă de vârf a luptei românilor din Transilvania, cu o dăruire de urmaș al celor ce puseseră bazele luminismului românesc. Deplin conștient de rolul artelor vizuale ale timpului său în formarea conștiințelor identitare, probabil făcând parte dintr-o dinastie de cărturari de țară sau cu ajutorul uneia din cele două biserici românești, s-a format în mediile artistice clujene, unde arta barocă pătrunsese puternic încă de pe la începutul secolului al XVIII-lea. În satul Bica a realizat pictura murală a altarului și a naosului, la nouă ani după edificarea actualei biserici, lăsându-și semnătura în proscomidie: Pomeni gospodi Popa Toma și soțu dumisale Marie: Marie, Oană, Găvrilă, Ilie, Marie, Onu, Marie; 1774, noiemvrie 18 zile. Inscriptia de deasupra ușilor împărătești este de aceeași mână. În absida altarului astăzi pot fi deslușite urmele unei reprezentări ample a Sfintei Treimi și scena Punerii în mormânt, la proscomidie. În naos, în registrul median, sus pe boltă, trei tablouri dintre cele mai bine păstrate, Cel Bătrân de Zile, Iisus Pantocrator și Duhul Sfânt, urmate în registrele descendente, spre nord și sud, de frize ale proorocilor, toate în medalioane egale, succesive, cu chipurile reprezentate în bust ale proorocilor, destul de bine individualizați portretistic. Deasupra celor doi pereți laterali, pe poalele bolții semicilindrice, în ordinea indicată de Erminii, scene din viața și patimile Mântuitorului, bine structurate compozițional, cu și mai agresive pătrunderi de elemente baroce, decât în lucrările cu caracter pur iconografic, explicabile la un pictor abia ieșit din ucenicia clujeană. Cea mai mare atenție a acordat-o pictării tâmplei și ușilor împărătești, bine prezentate în încercarea monografică a cercetărilor D. Mândru si A. Dobjanschi.
Mai este renumită și pentru tripticul păstrat de la biserica de lemn anterioară. Tripticul este o icoană-obiect de cult mai deosebită, formată din trei panouri, unul central și două laterale, denumite popular aripi, panouri legate prin balamale, a cărei funcționalitate trimite la serviciile religioase practicate în pelerinaje sau procesiuni, dar poate și la înmormântări ale unor notabilități sătești, și chiar la slujbele din cătune și crânguri mai îndepărtate, lipsite de lăcașuri de cult. Icoana triptic de la Bica prezintă în panoul central Înălțarea Domnului, scenă-simbol de hram, și pentru actuala biserică de lemn, și, mai mult ca sigur, și al celei vechi, din secolul al XV-lea, care a adăpostit pentru întâia dată acest obiect de cult, alături de alte valoroase icoane de patrimoniu. După capodopera aflată în colecțiile Muzeului Brukenthal din Sibiu, datând din a doua jumătate a veacului al XV-lea, închipuind un Deisis (Iisus pe tron, pe întreg panoul central, având la dreapta sa pe Maica Domnului, iar pe panoul opus, al treilea, pe Ioan Botezătorul), cele două icoane triptic din zona Călatei și Huedinului (cele de la Agârbiciu și Bica) au o valoare artistică și istorică aparte. În prezent tripticul de la Bica se află la Muzeul Național de Artă al României.

## Imagini din exterior

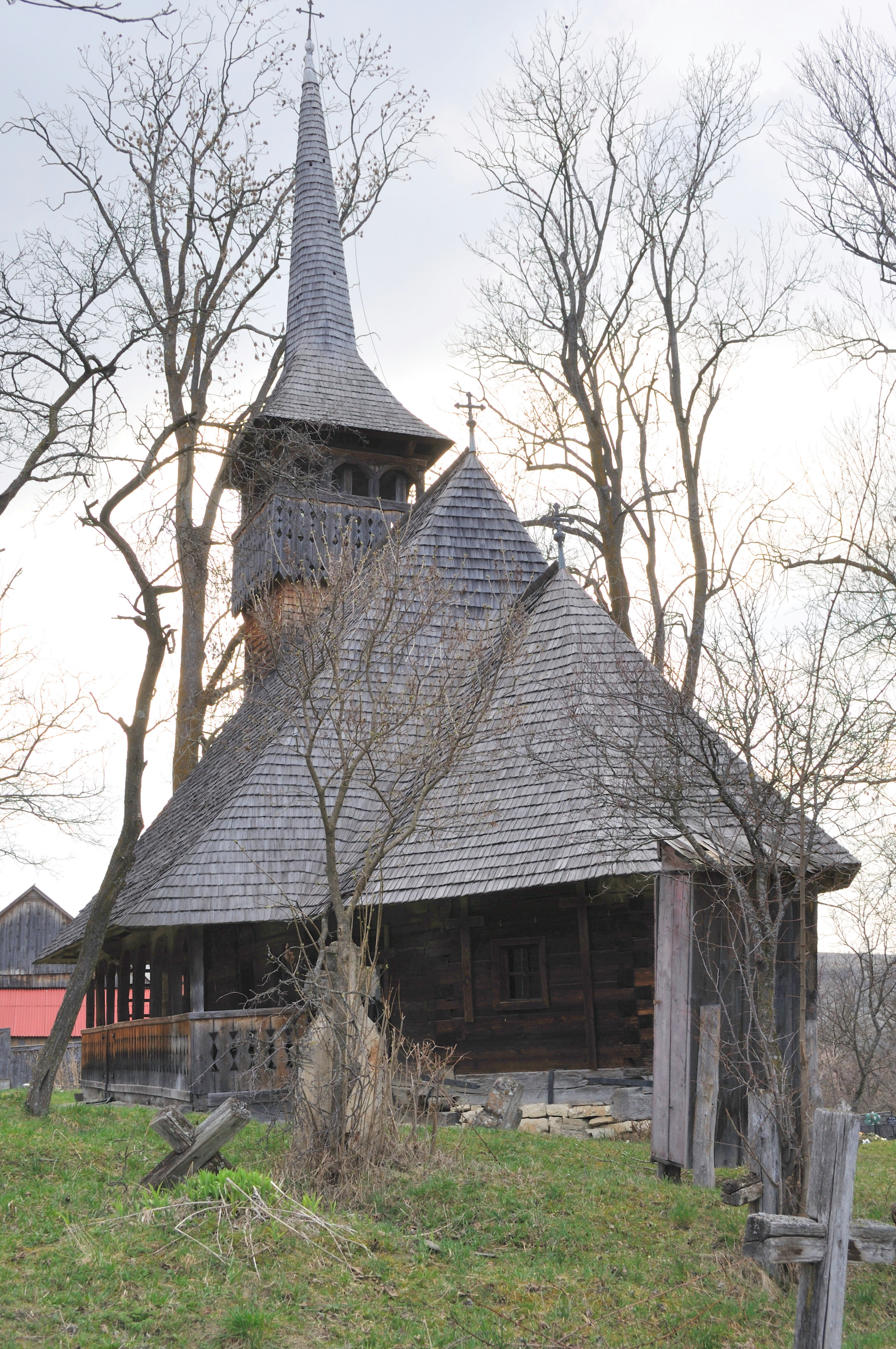
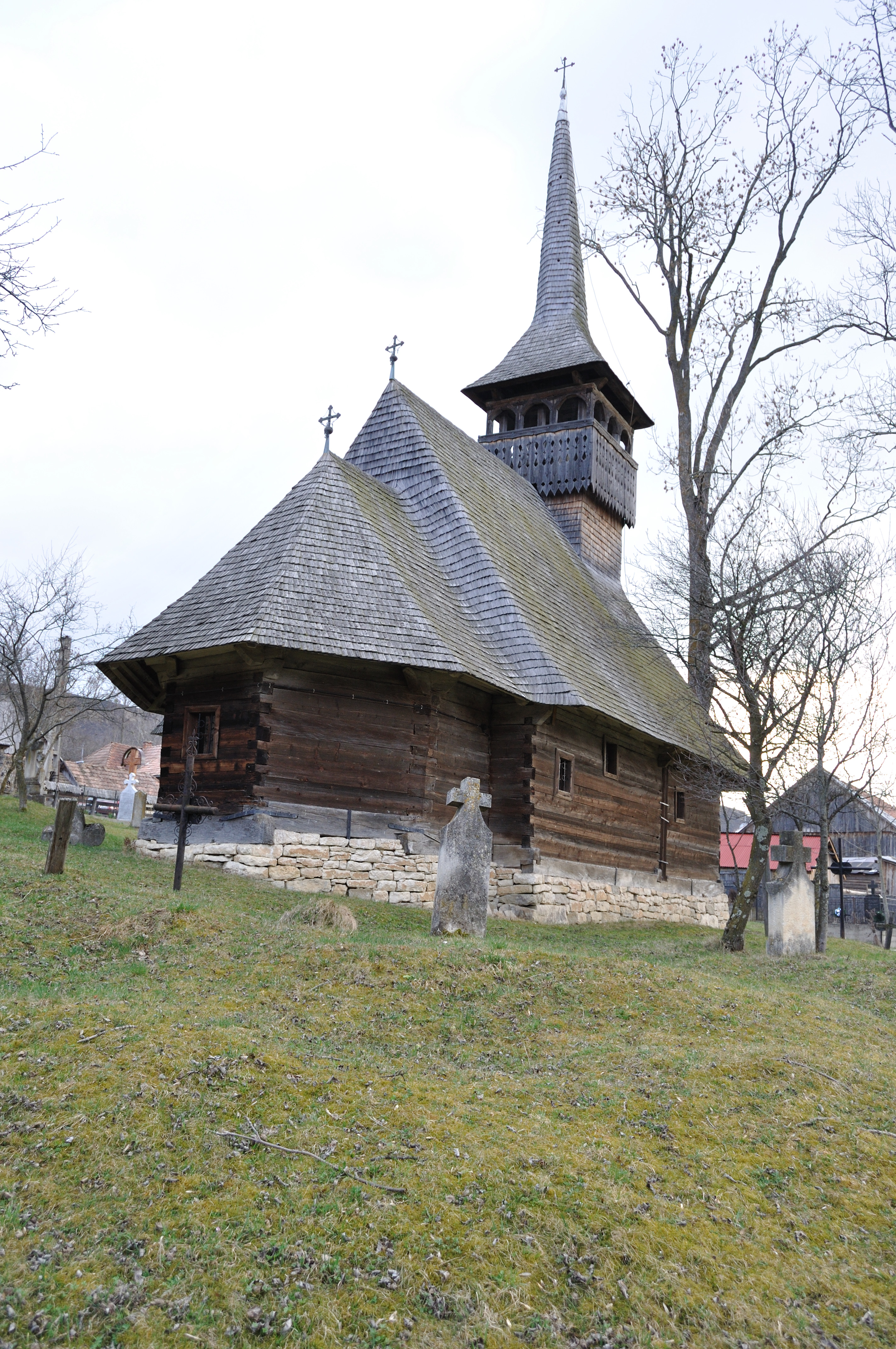
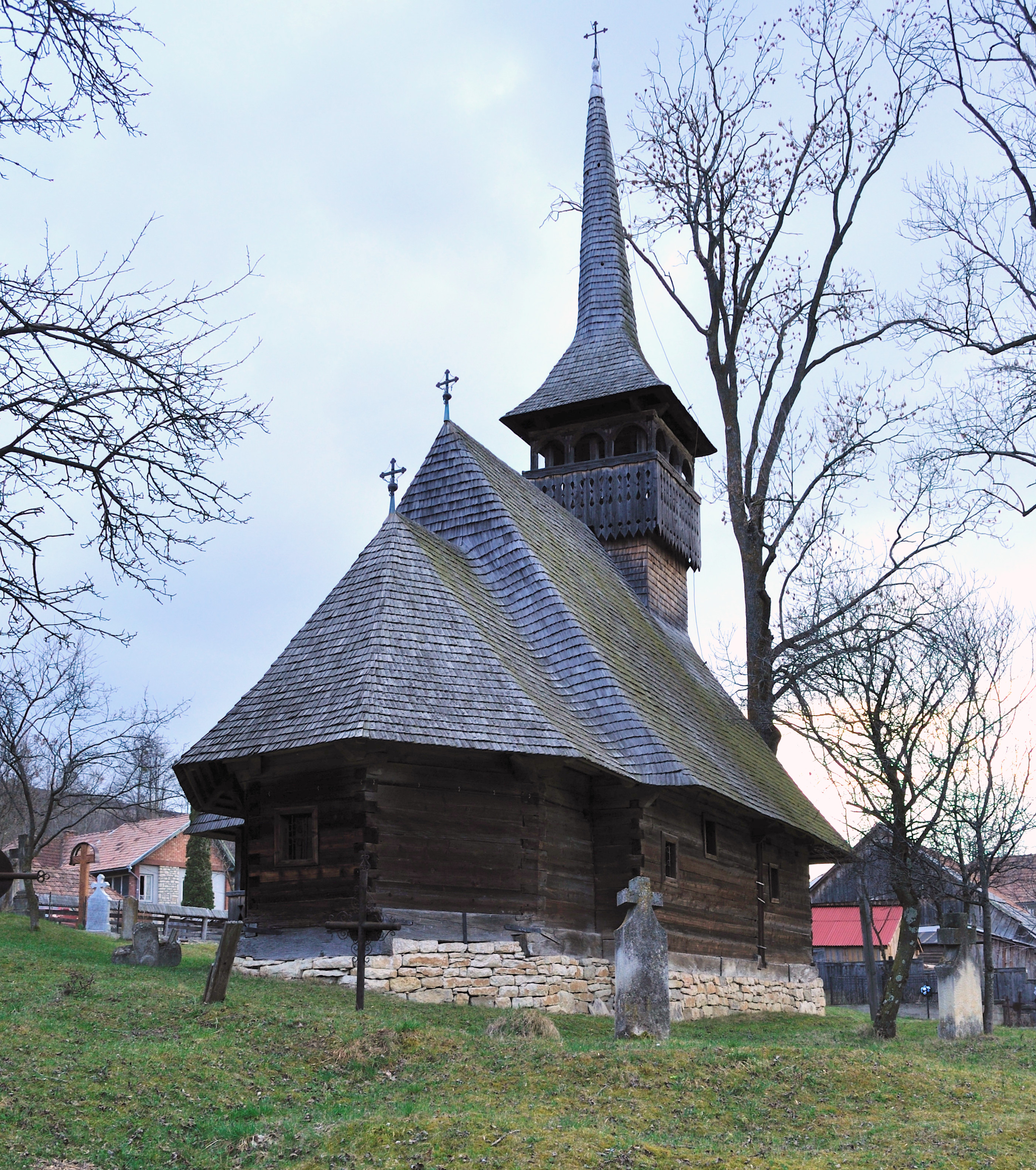
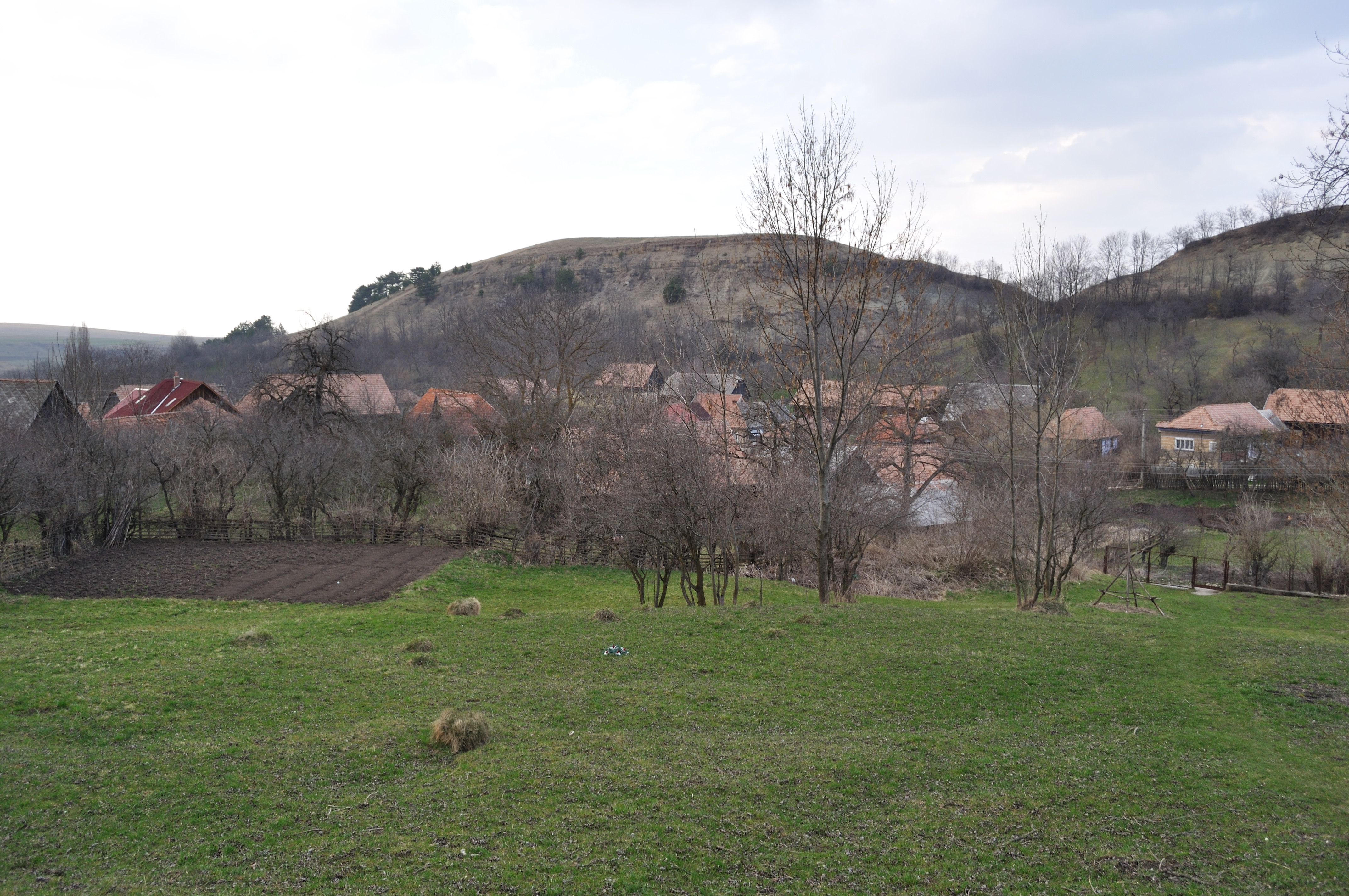
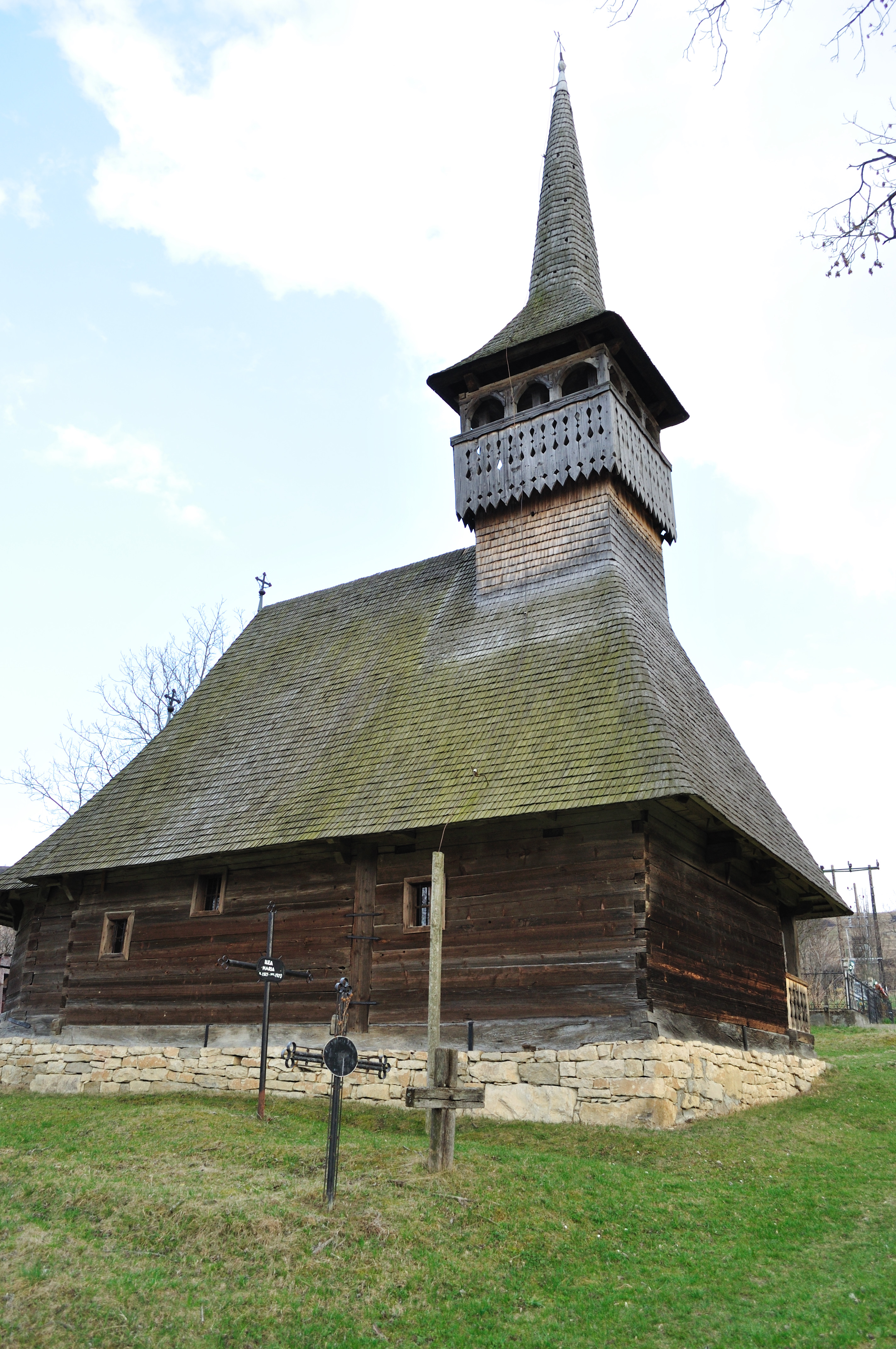
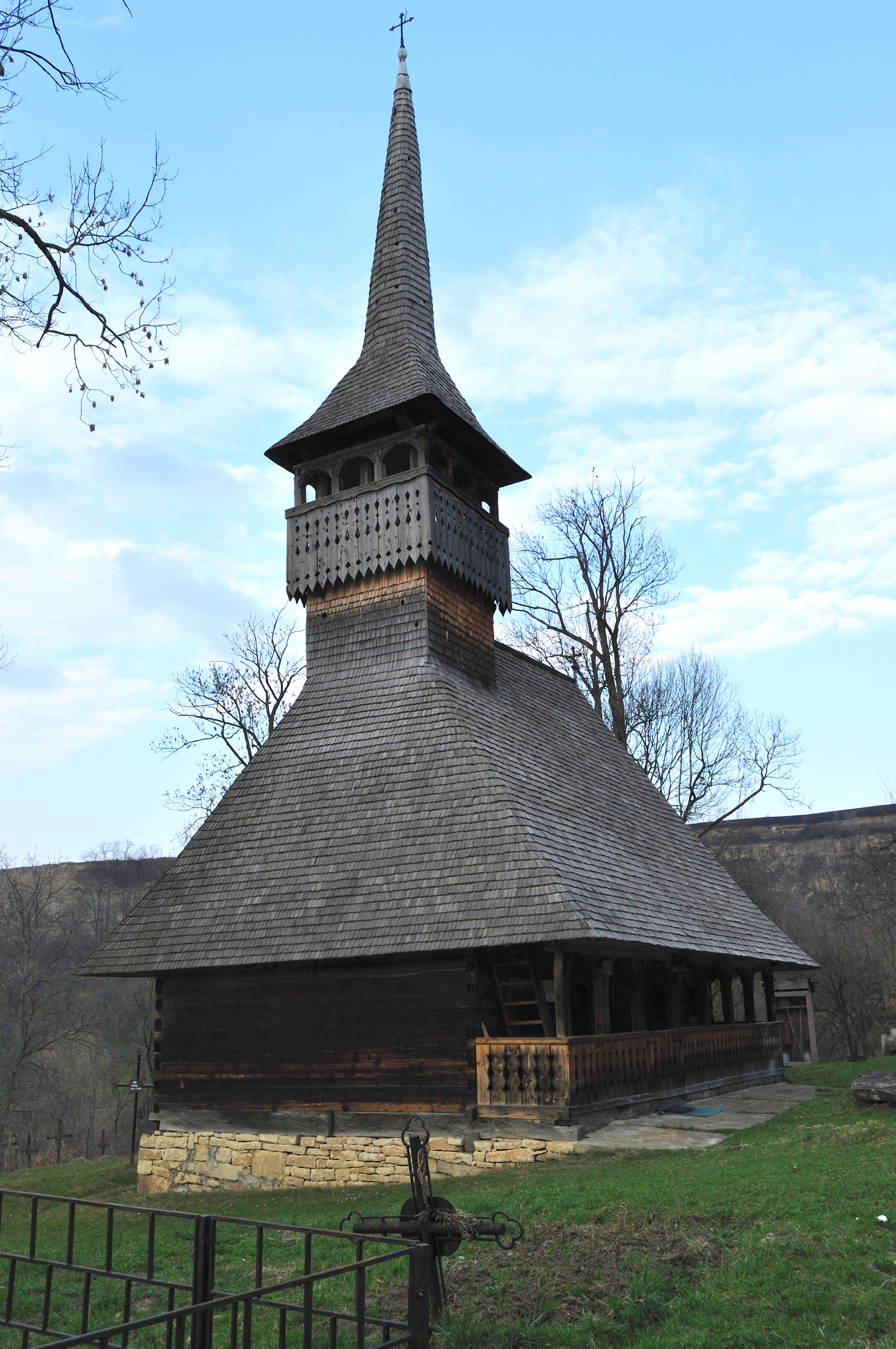
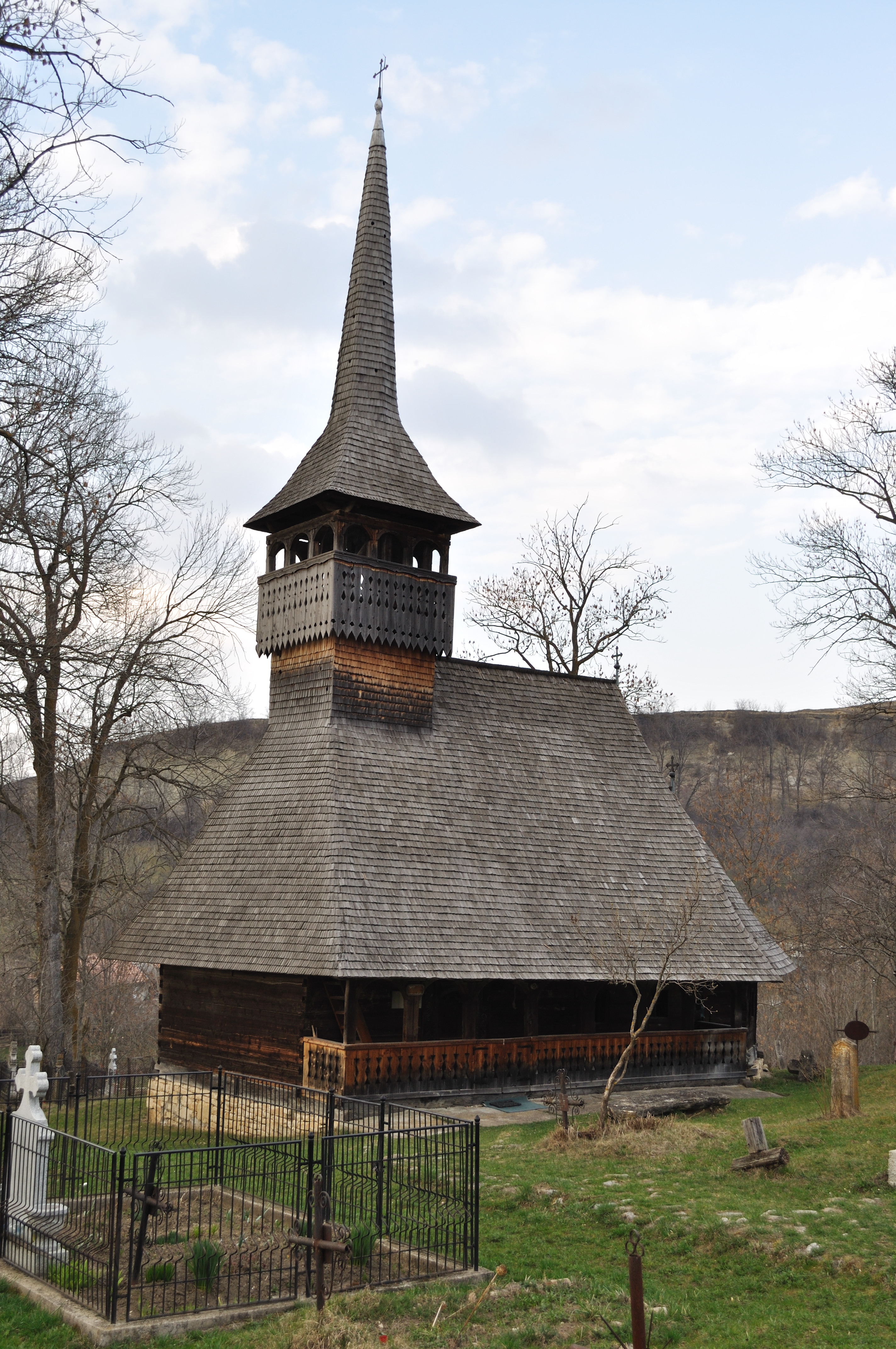
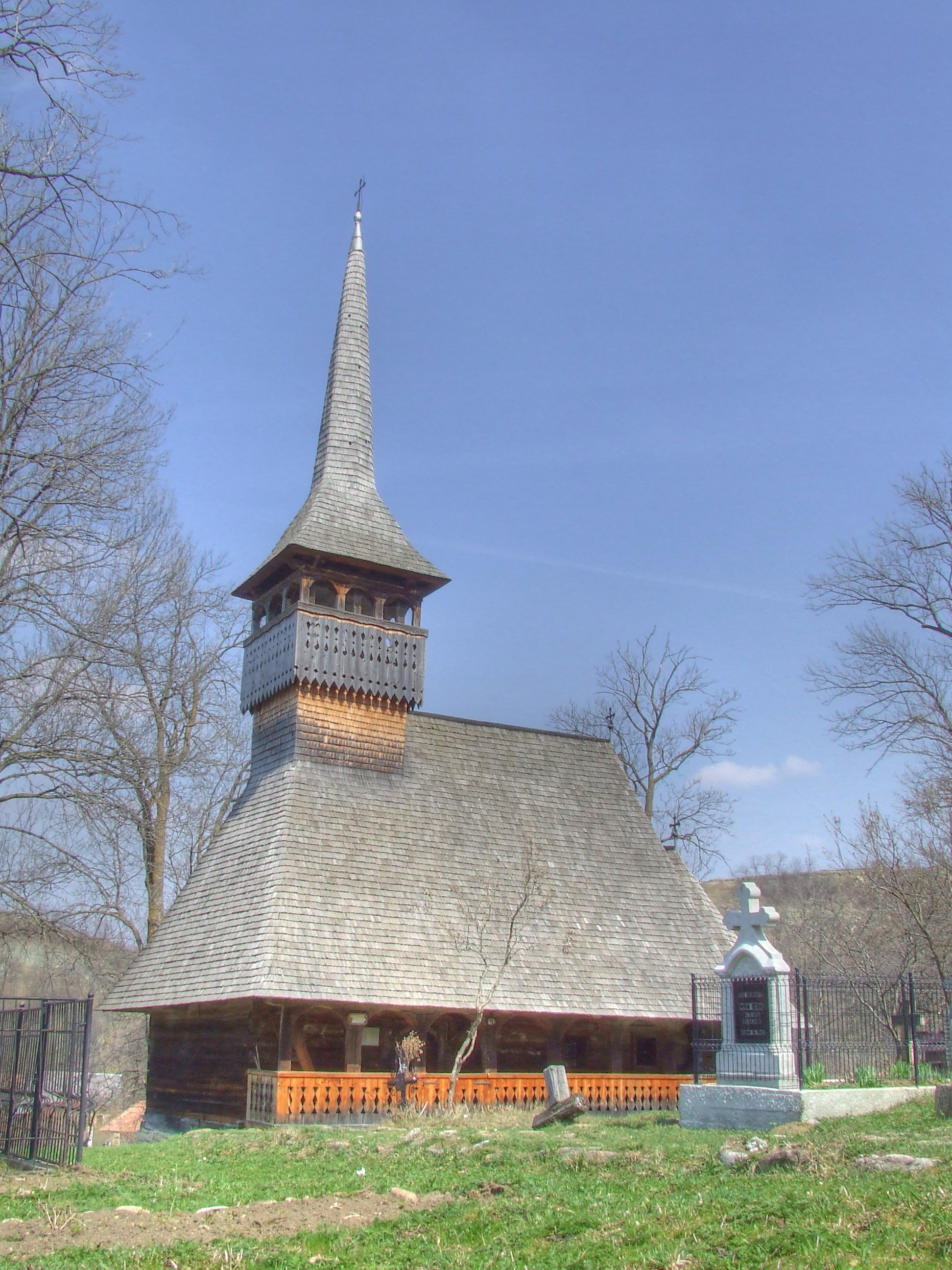
Biserica de lemn din Bica. Vedere din S-V
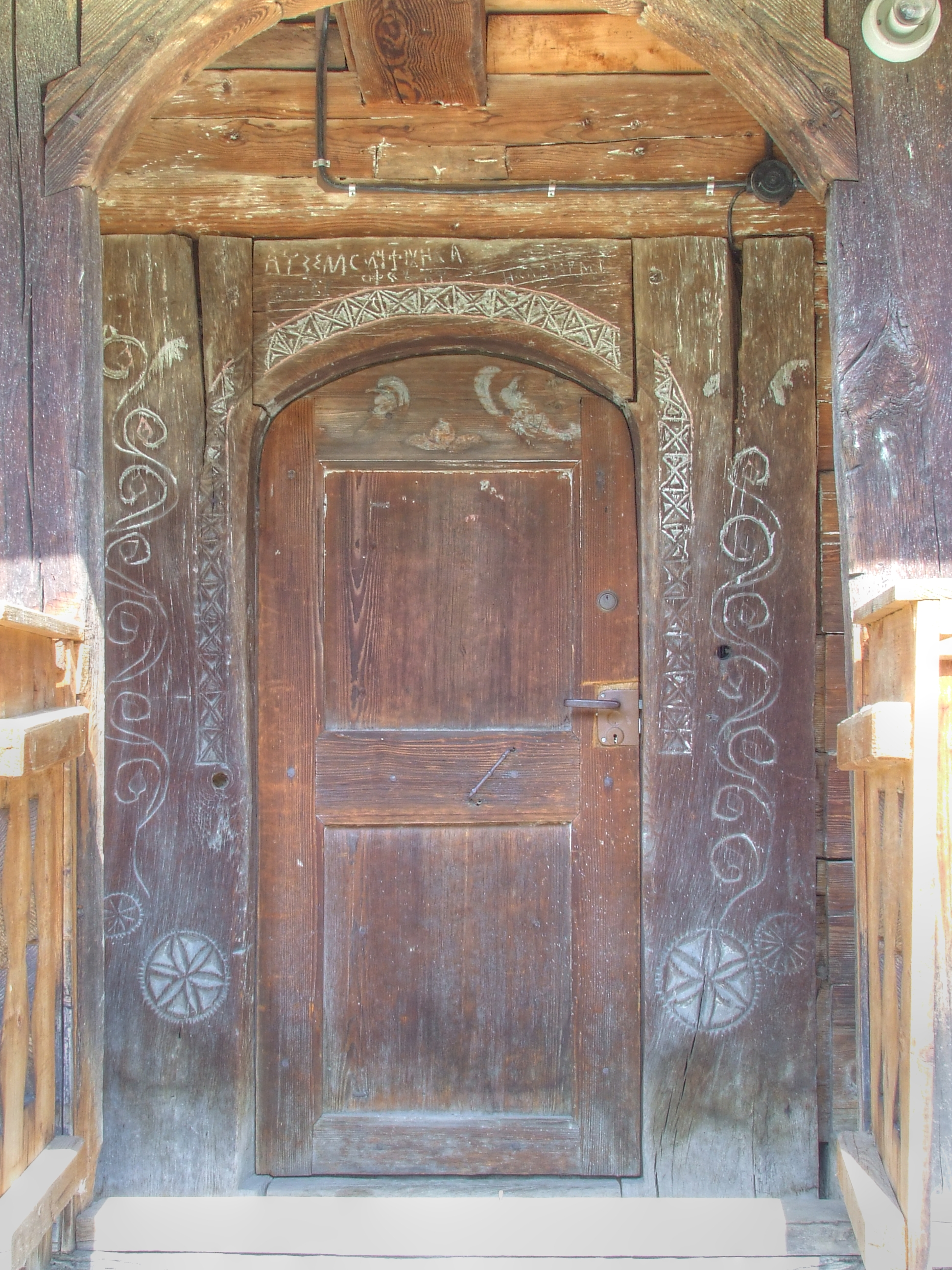
Portalul bisericii
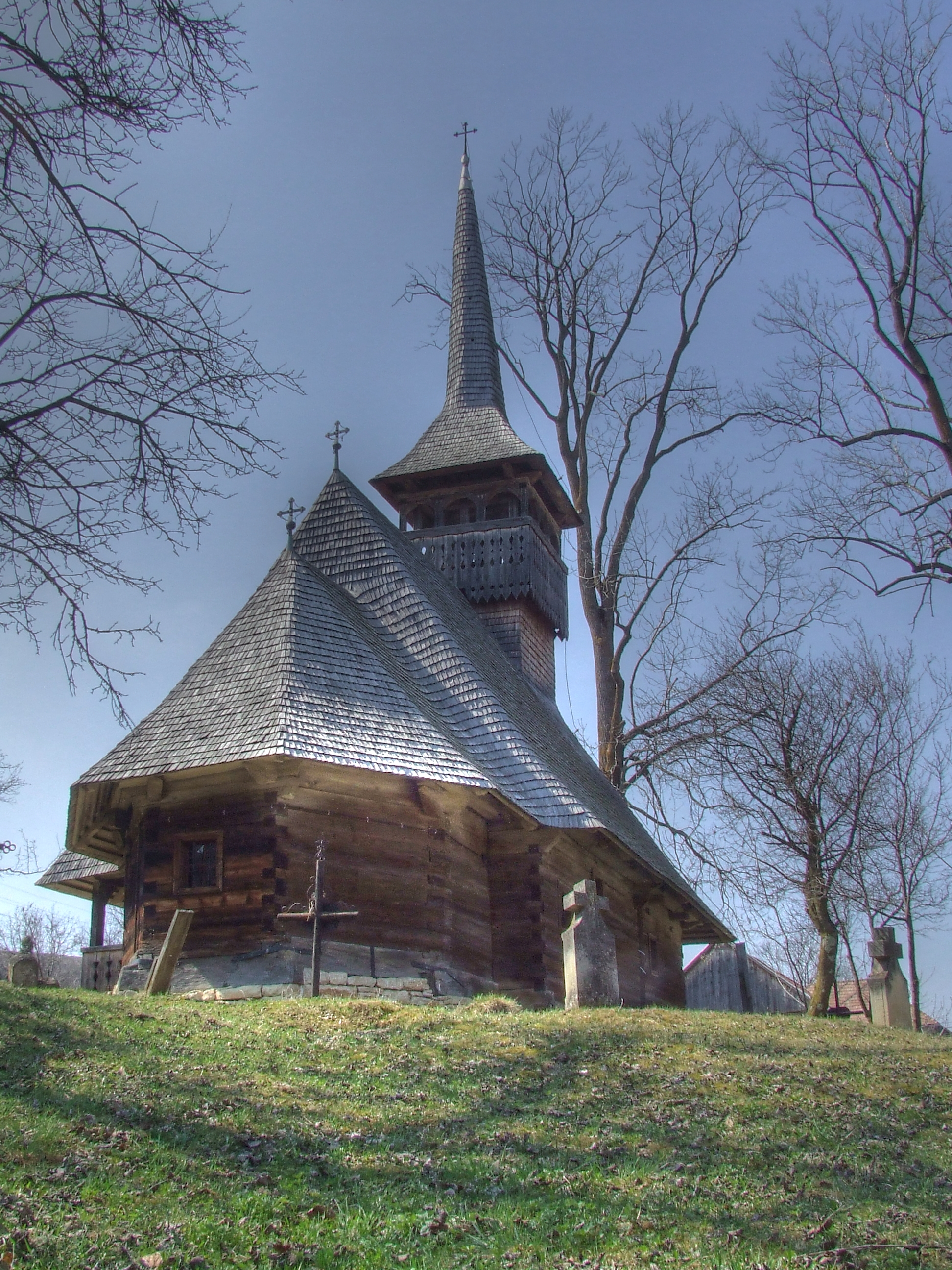
Vedere din N-E
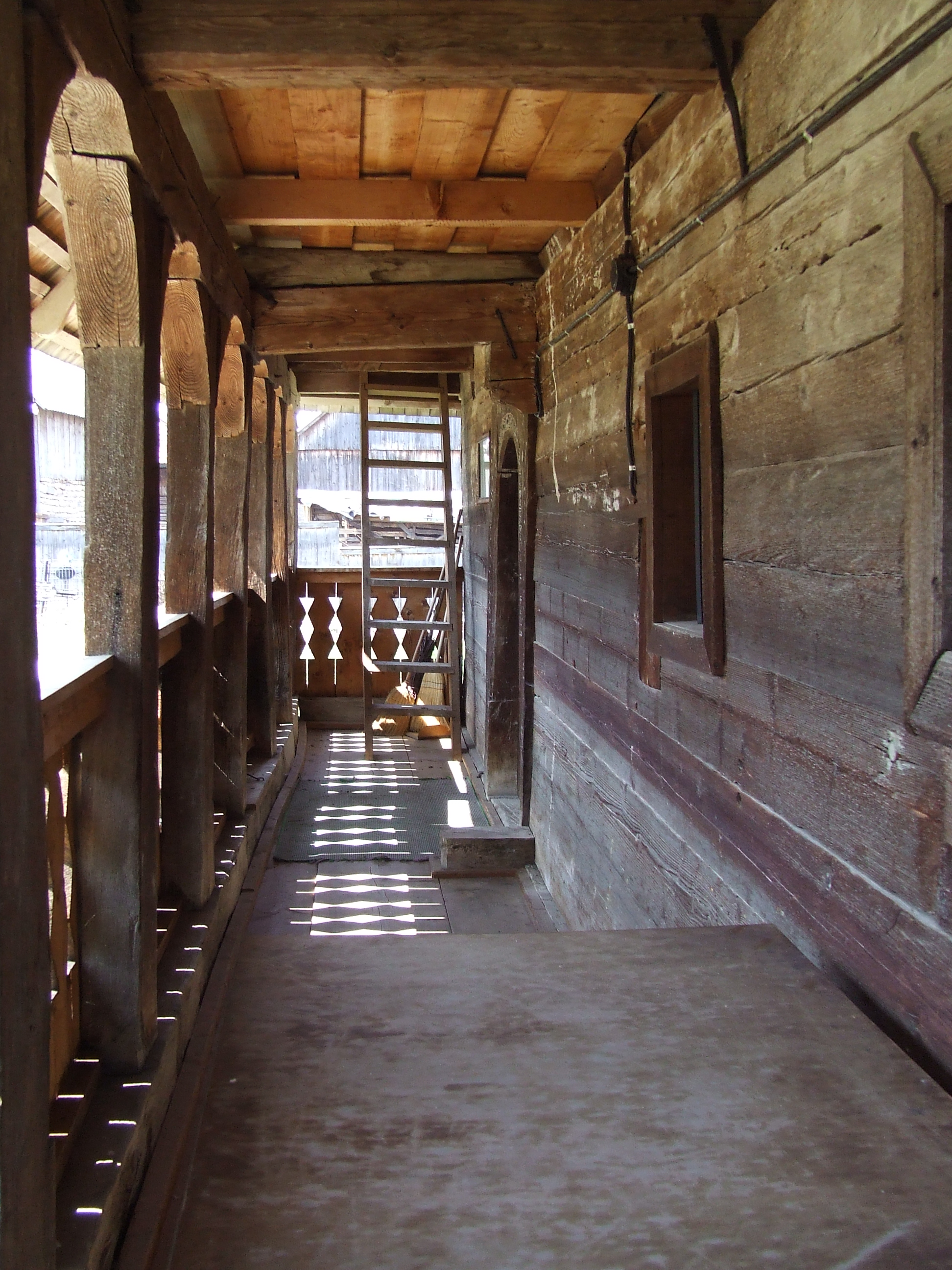
Pe prispa bisericii...
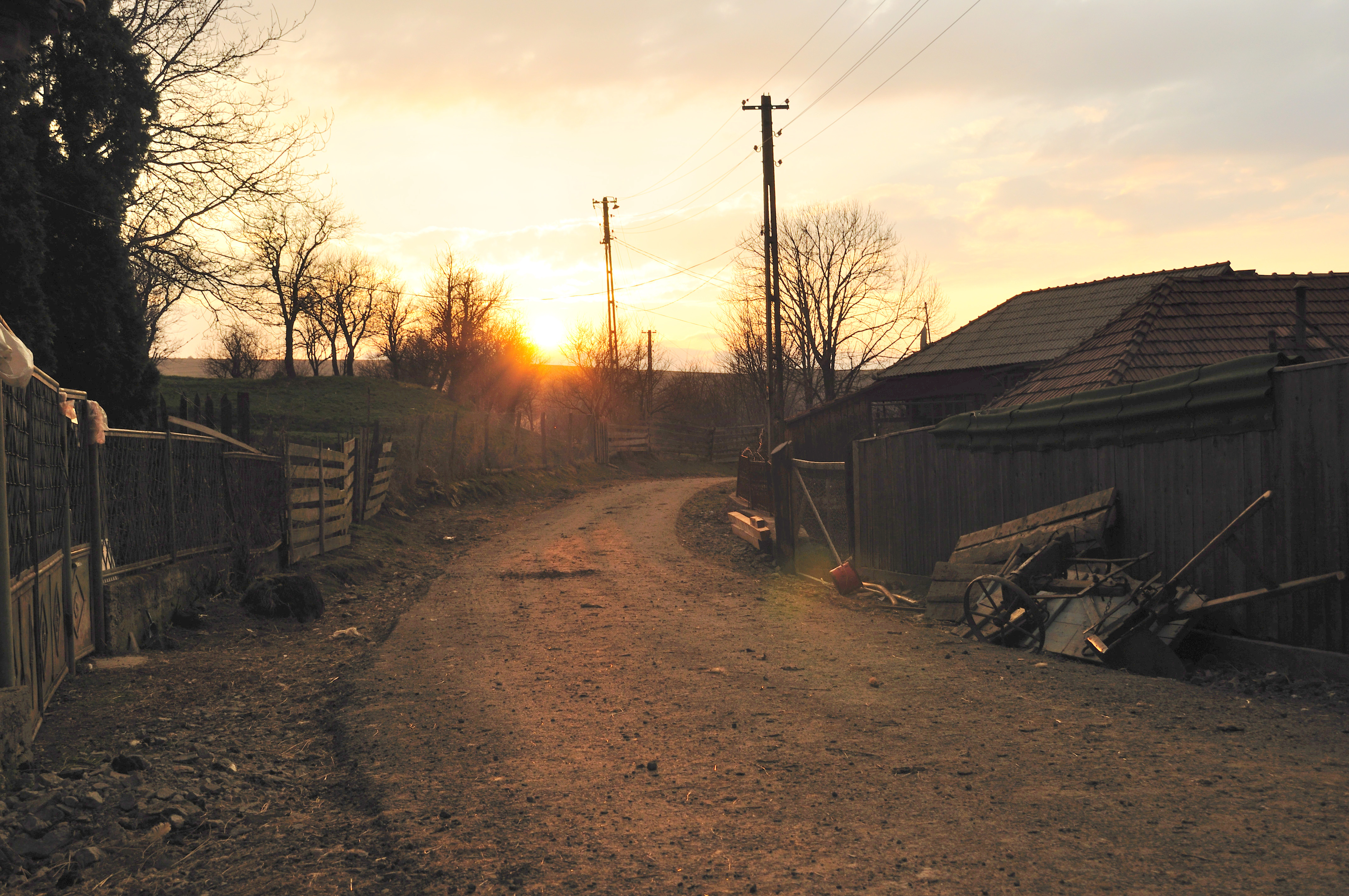

## Imagini din interior

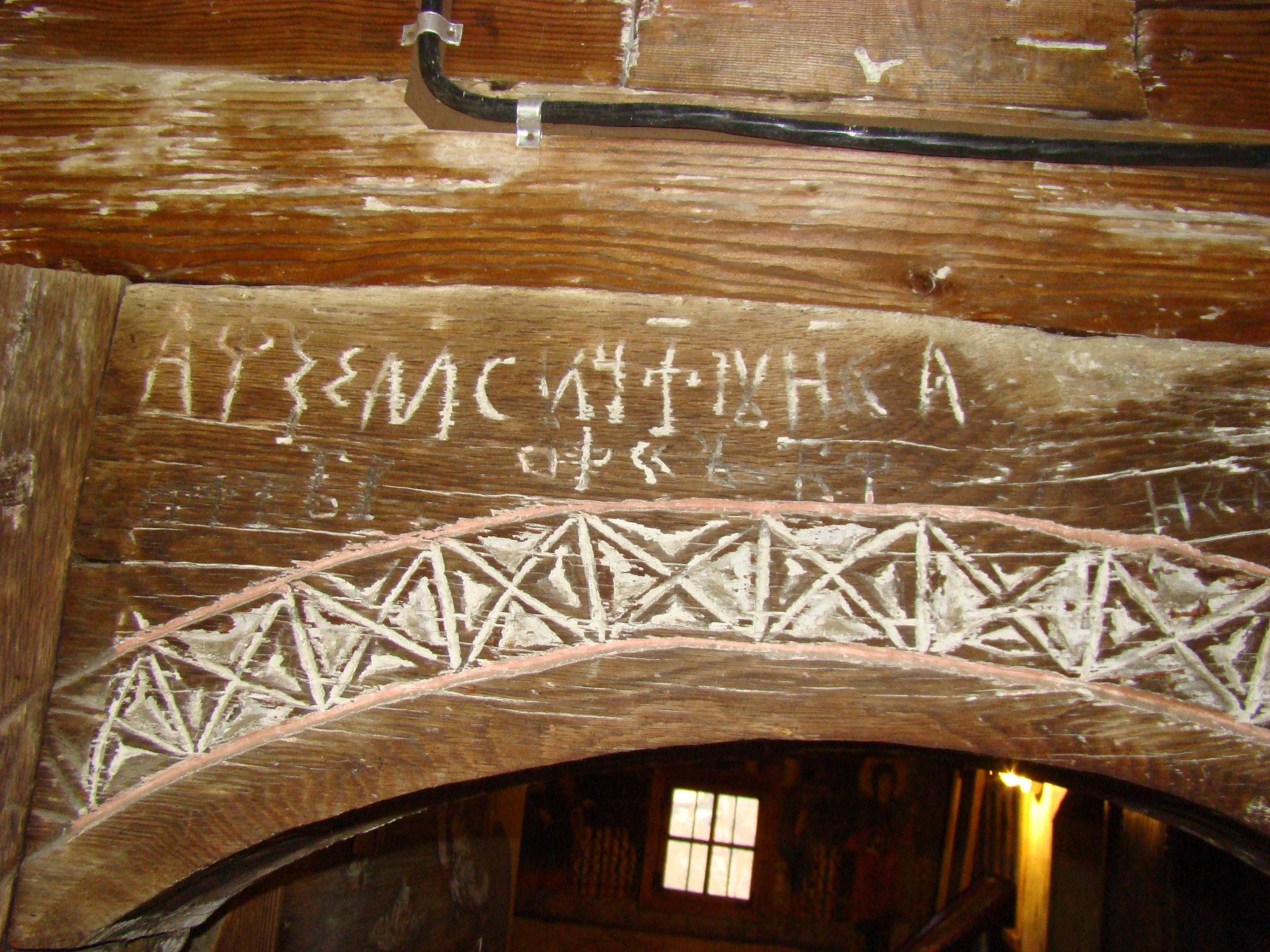
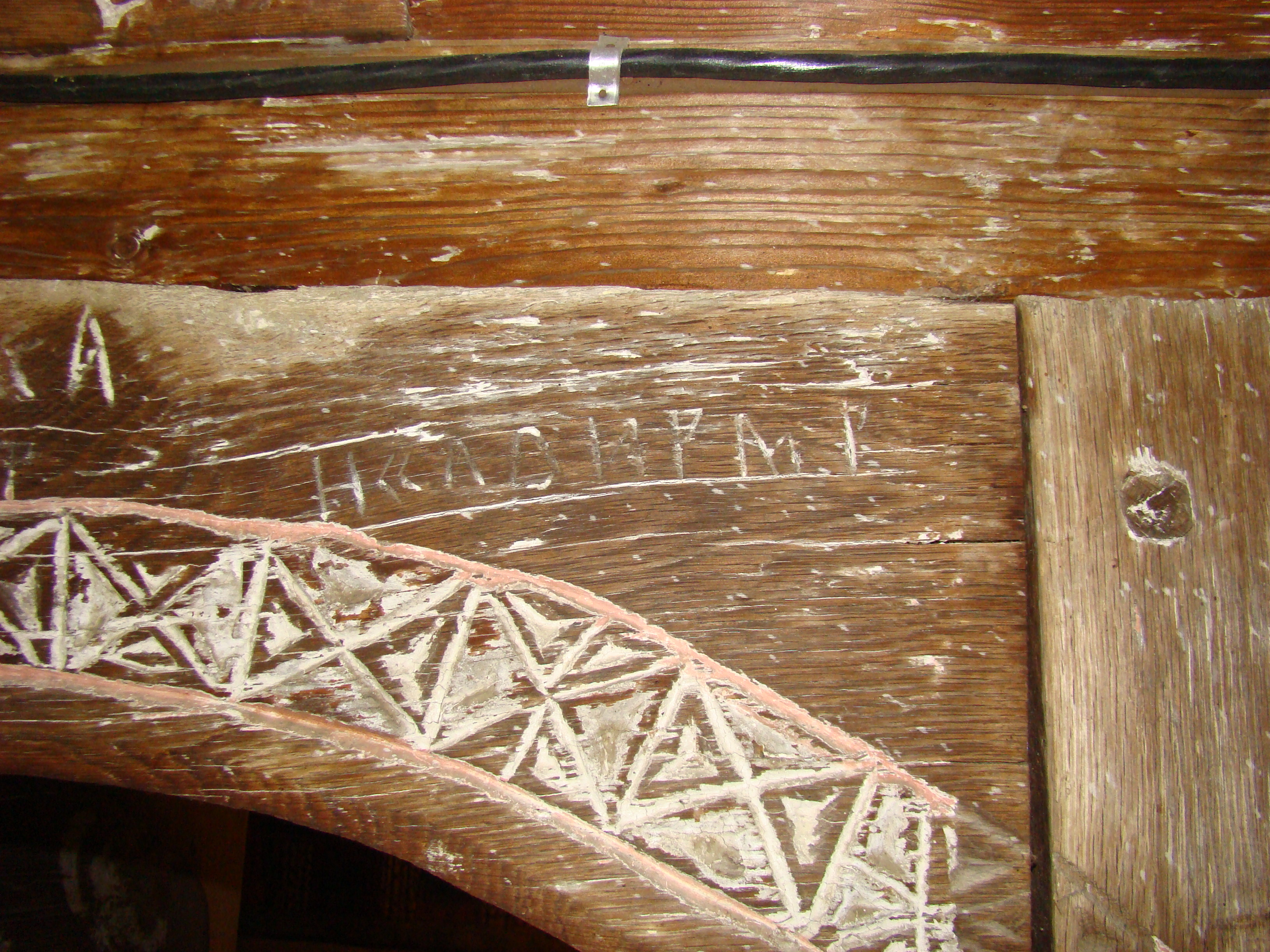
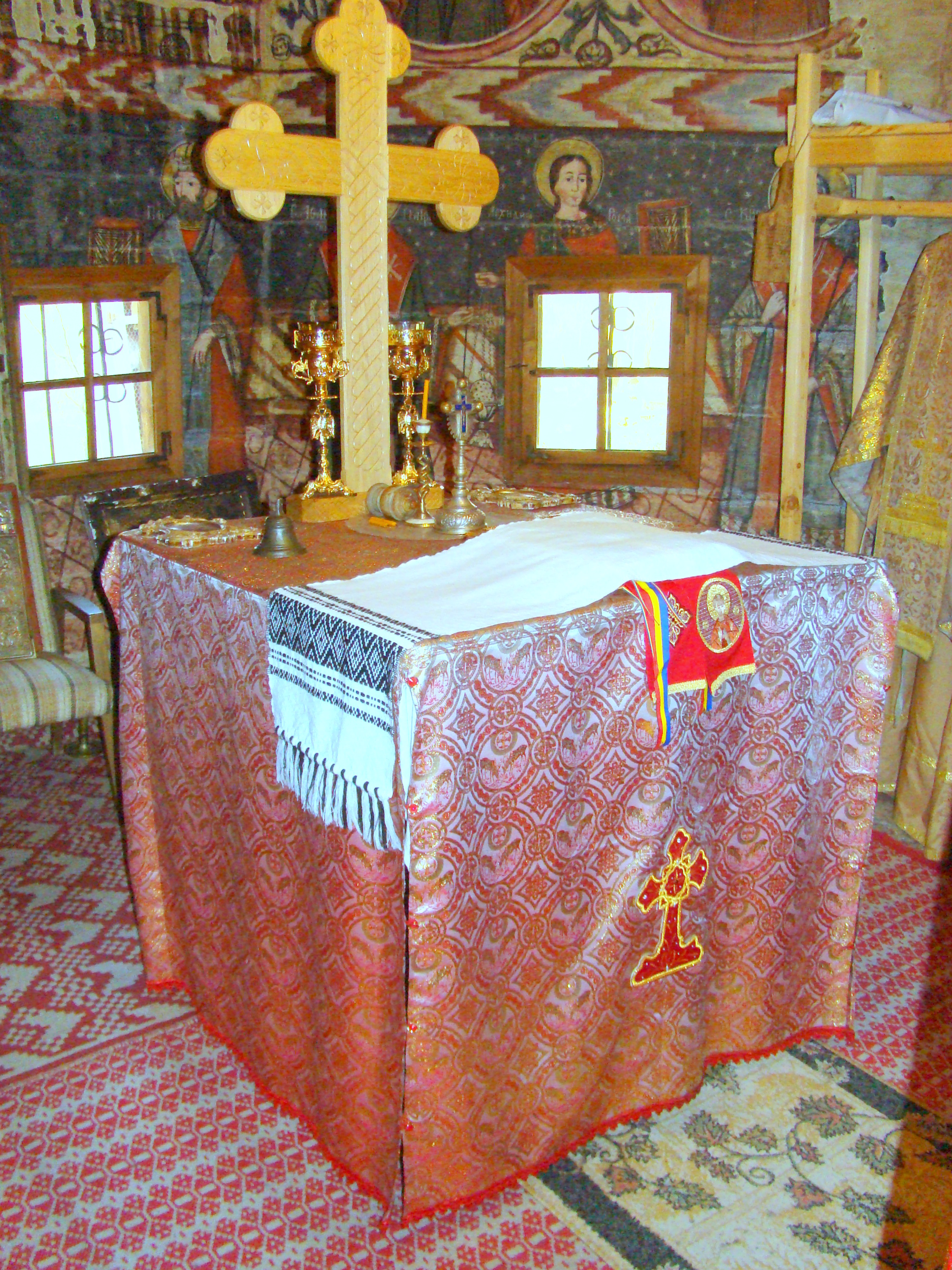
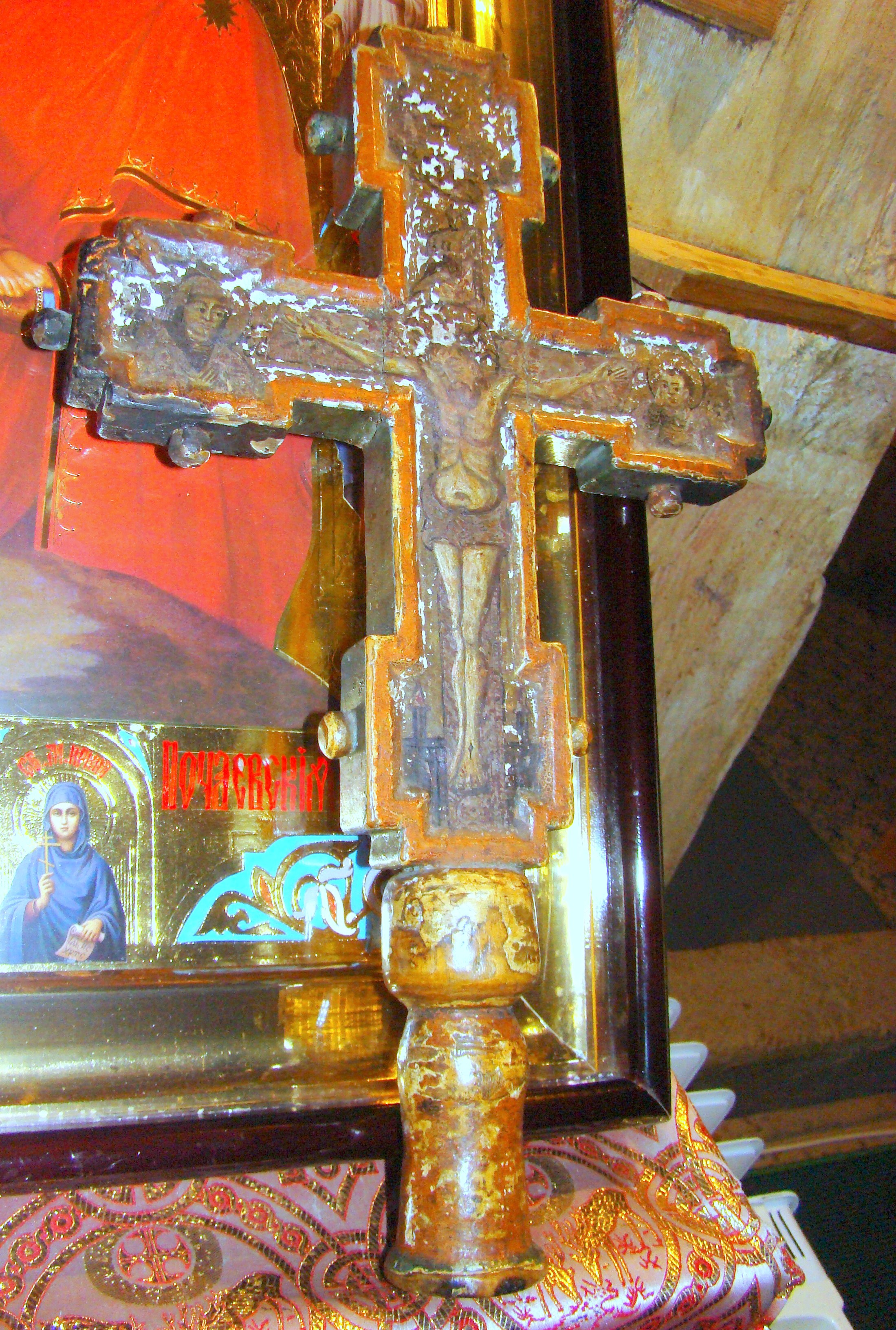
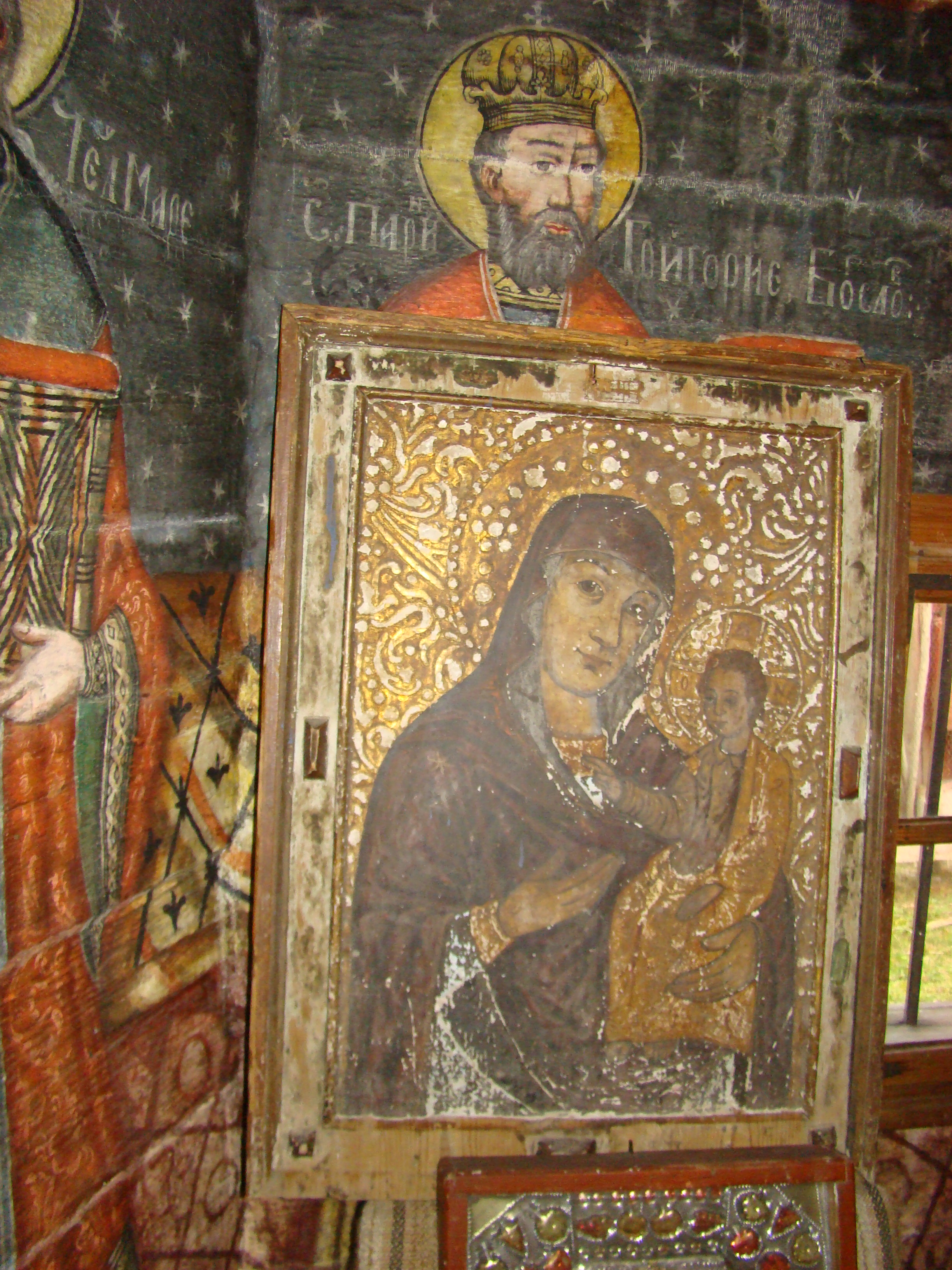
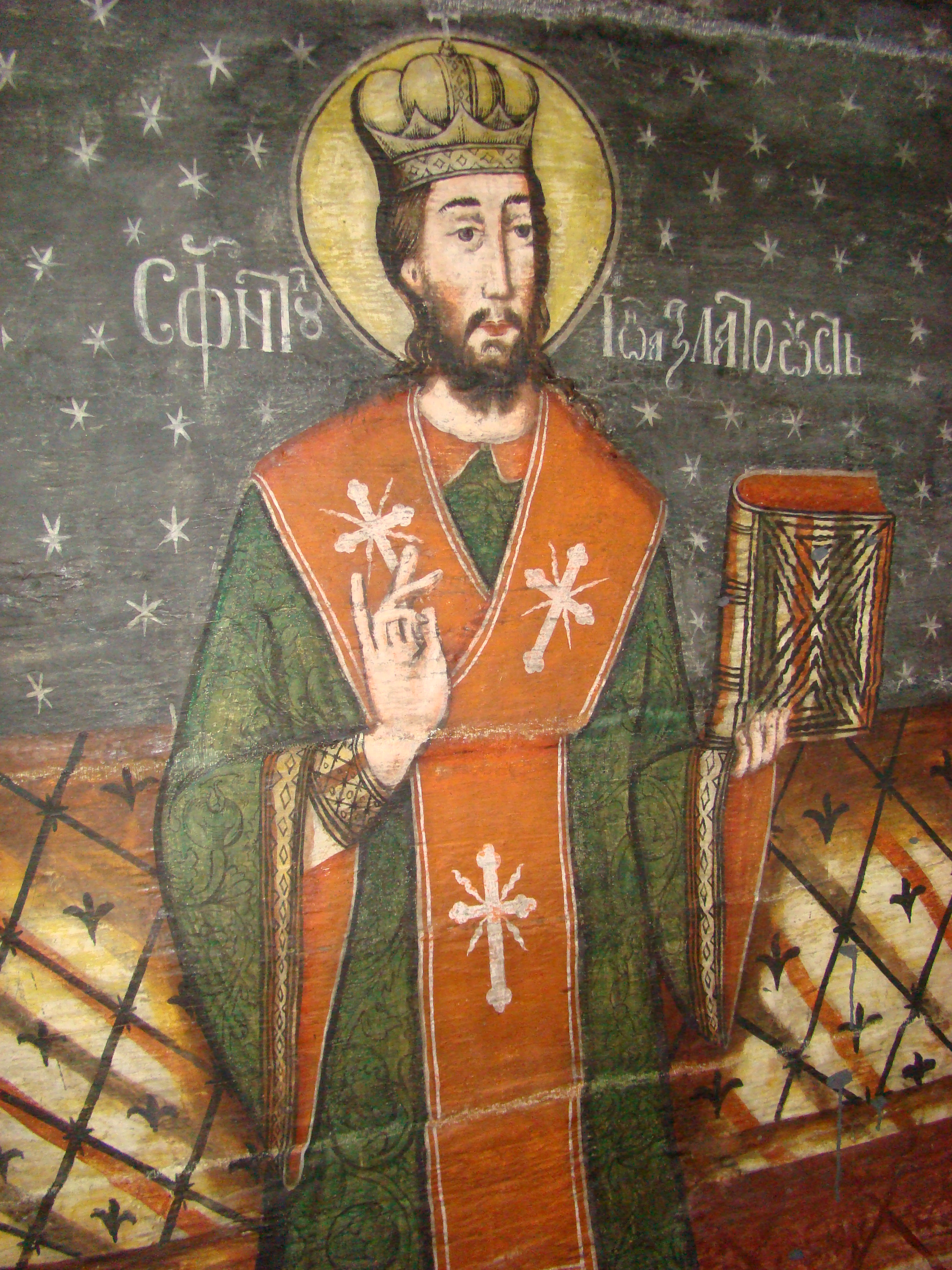
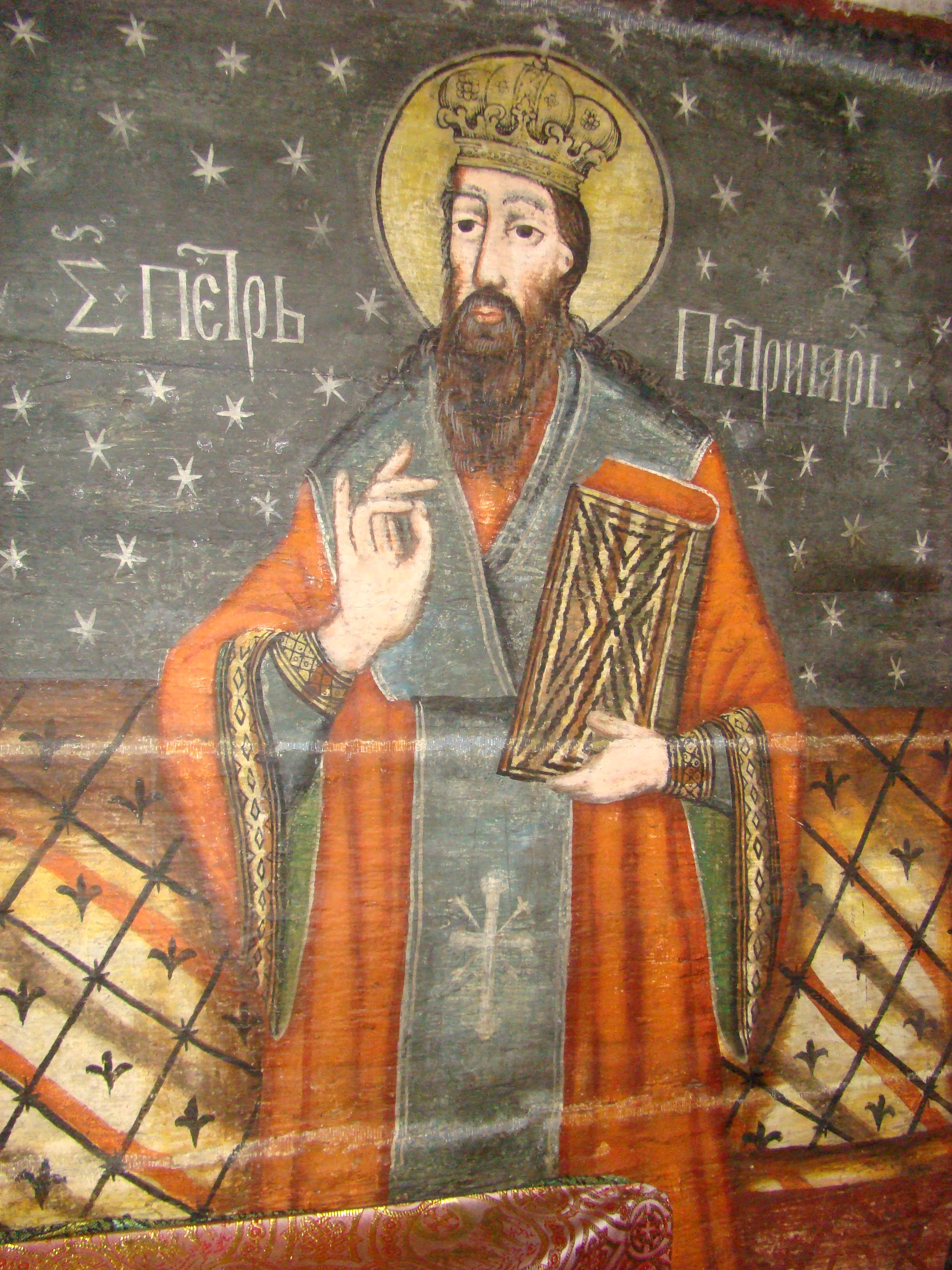
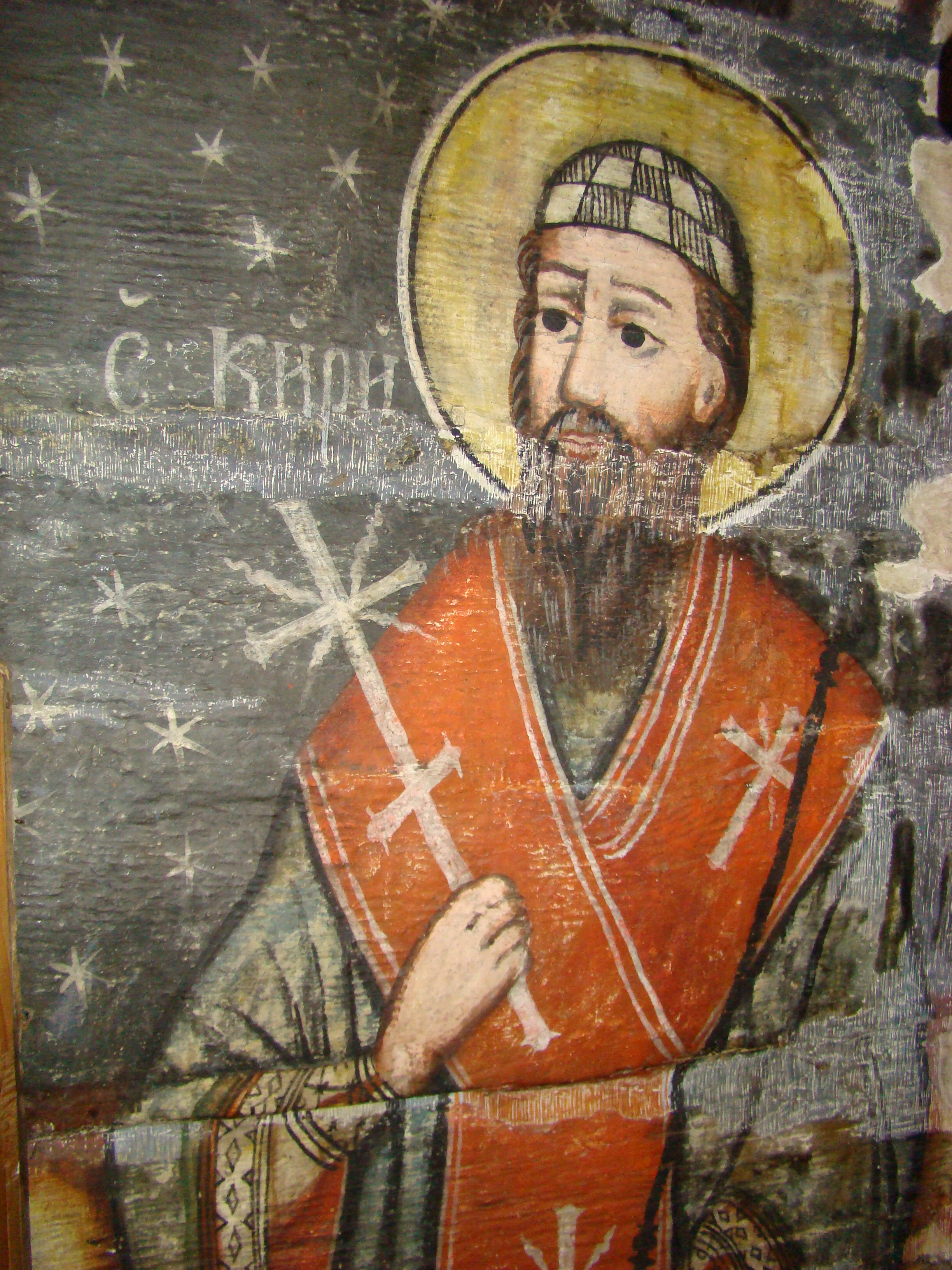
Chiril al Alexandriei
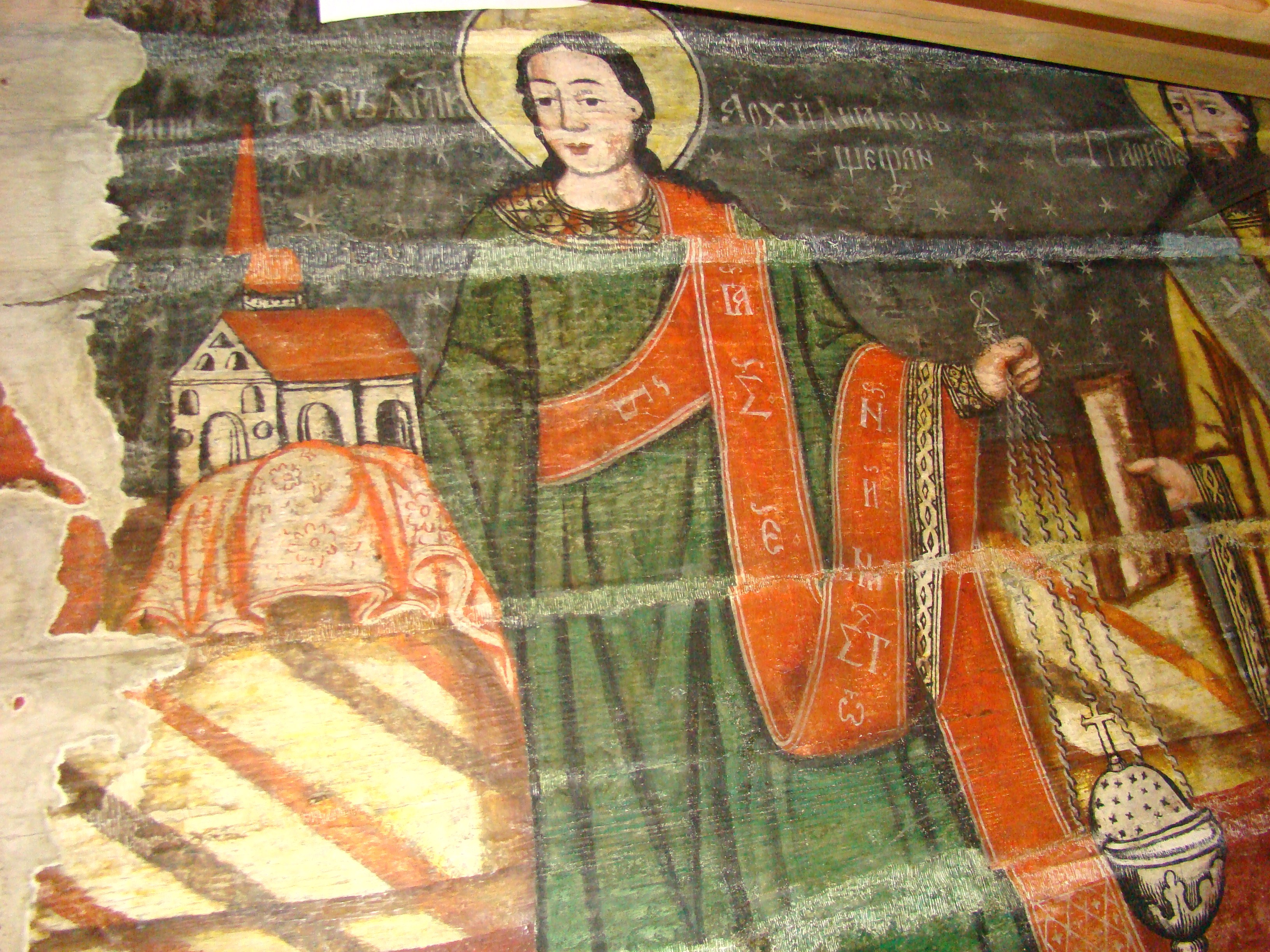
Sfântul Ștefan
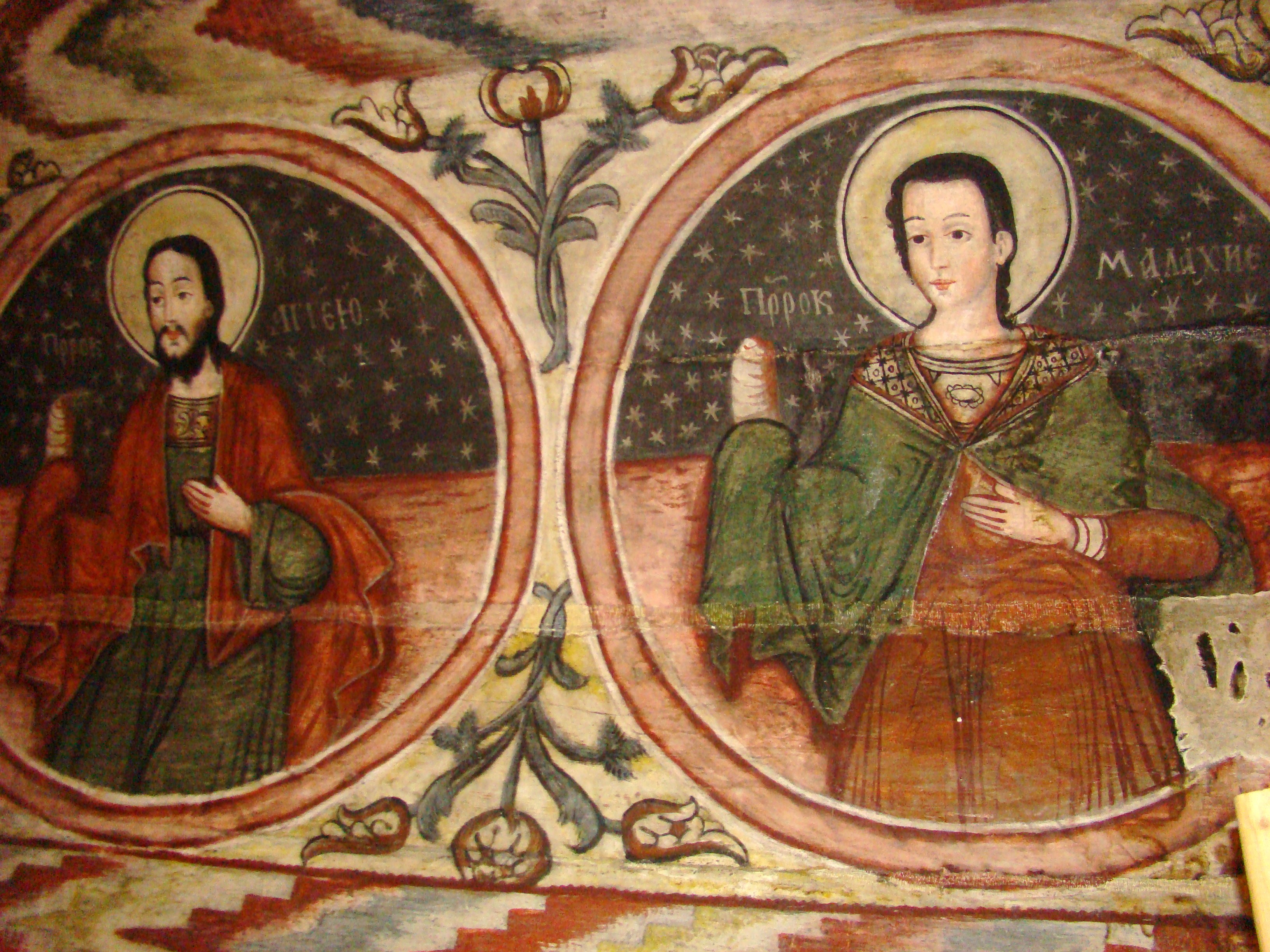
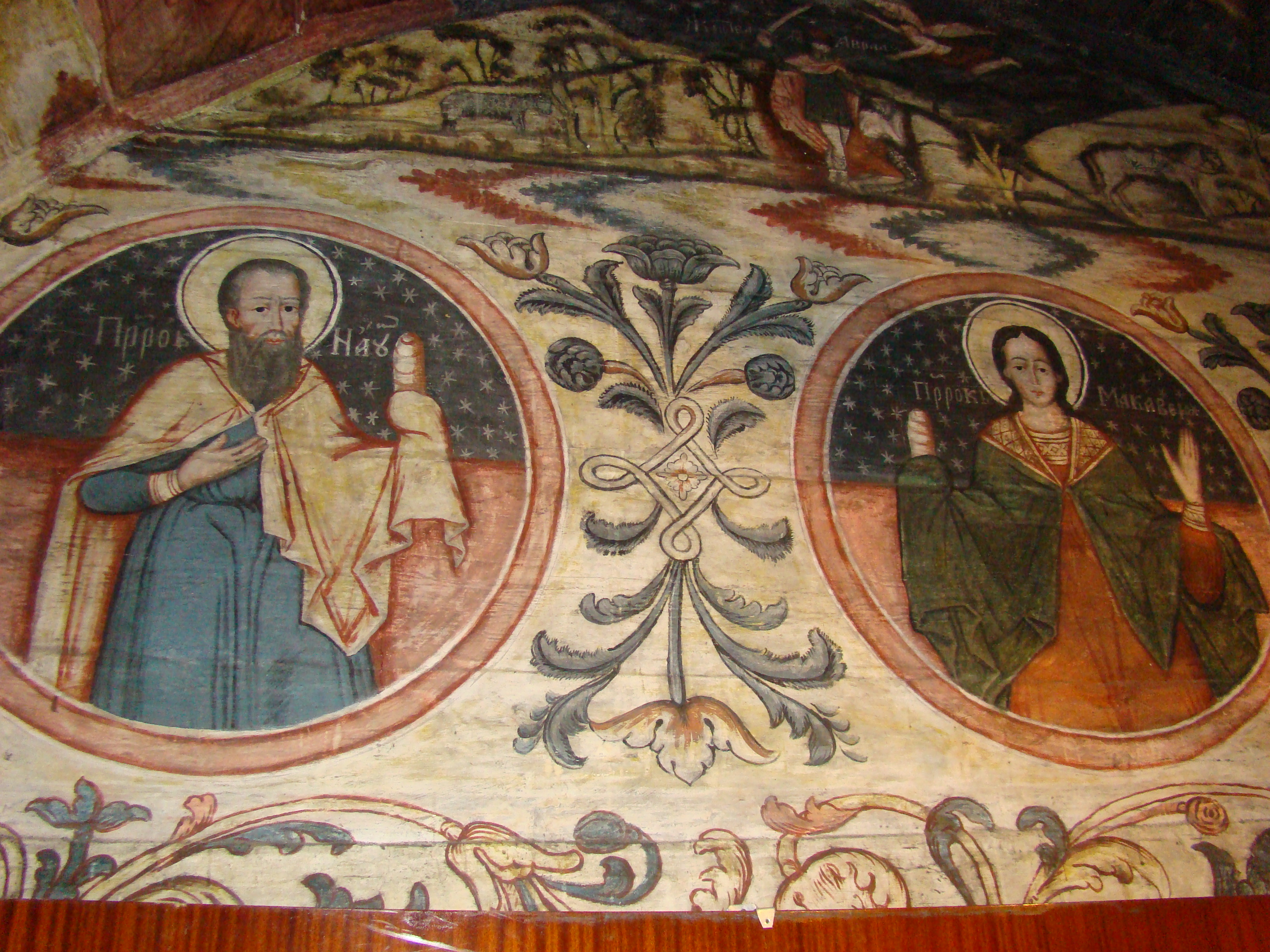
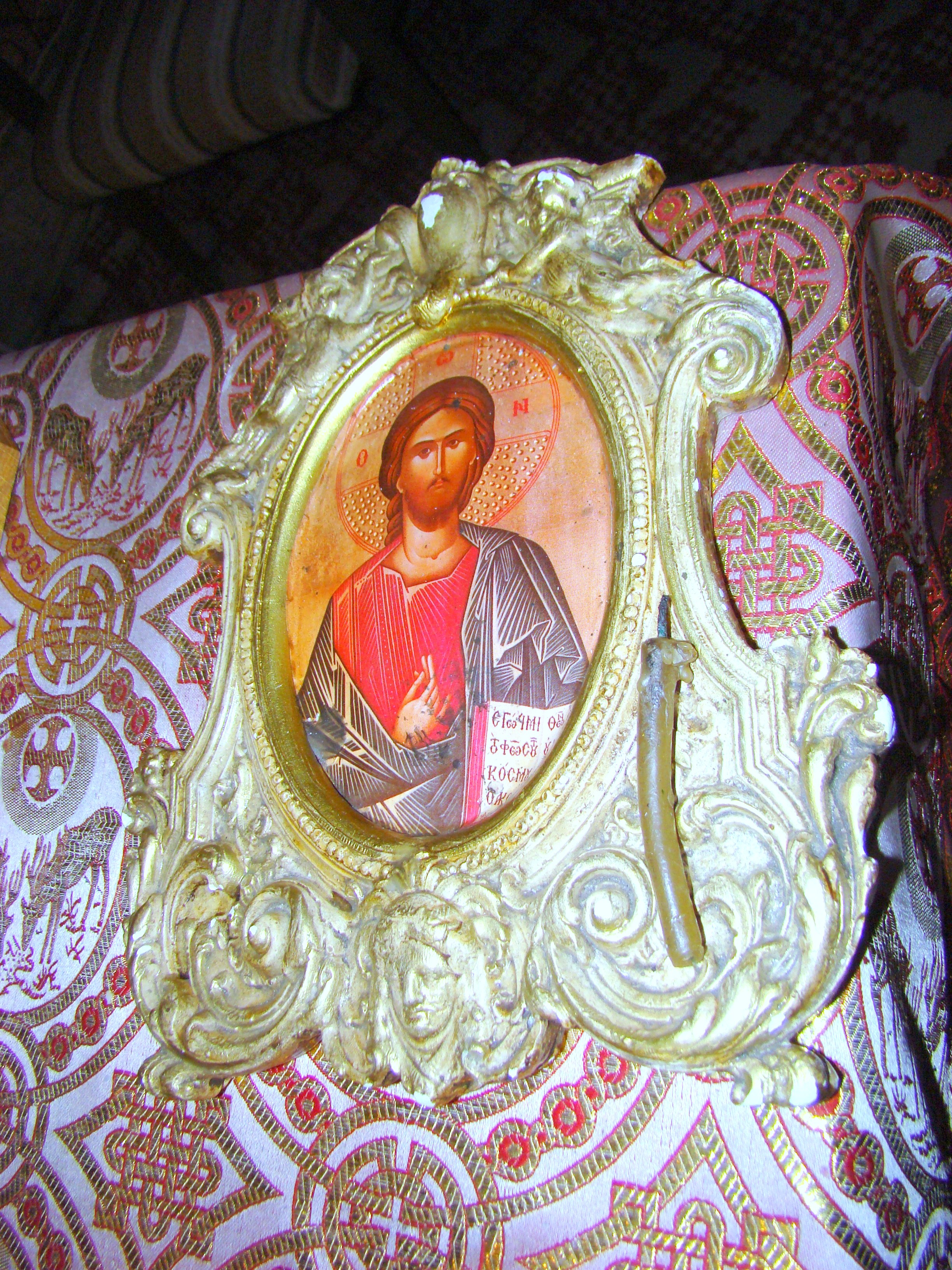
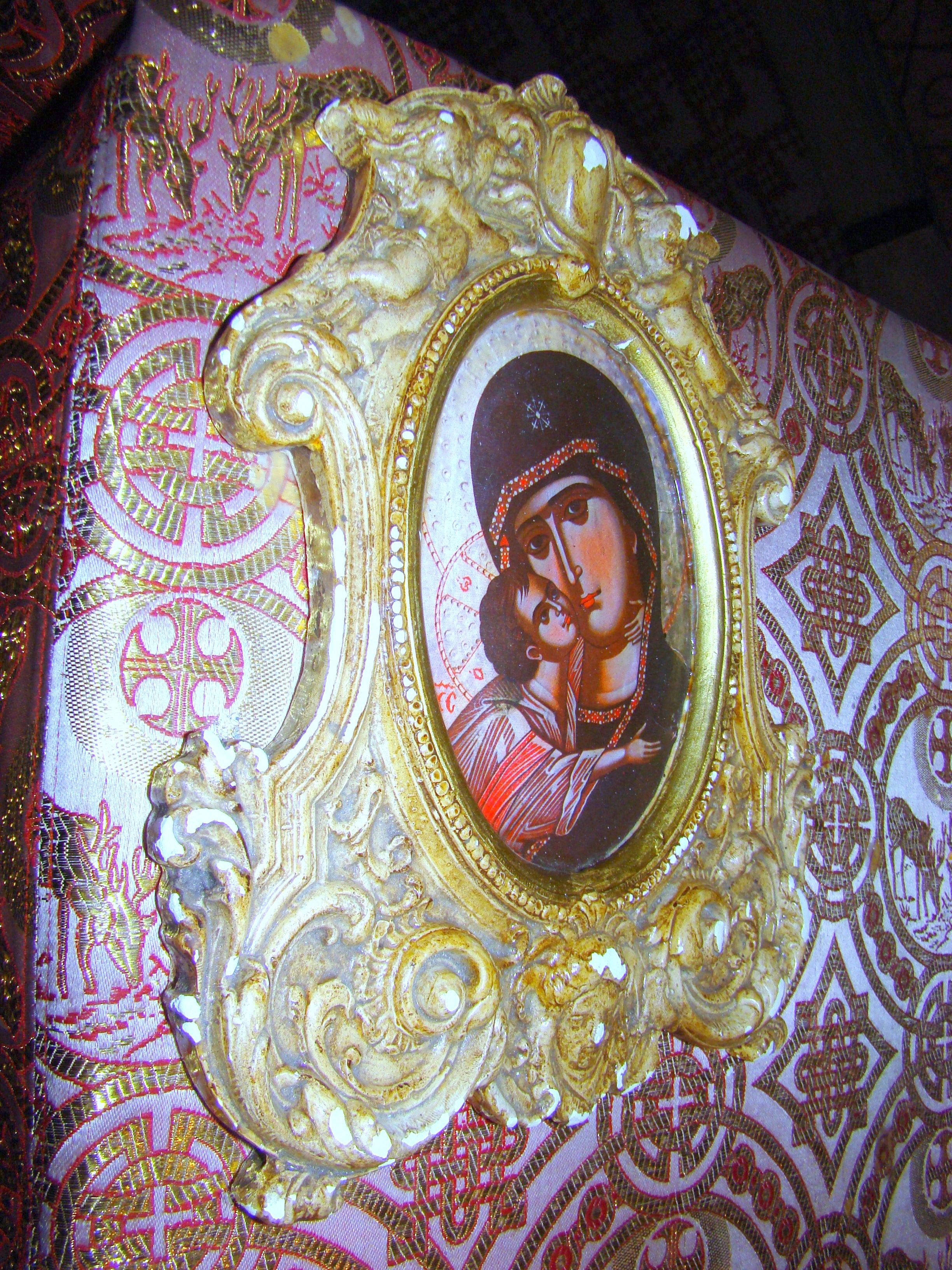
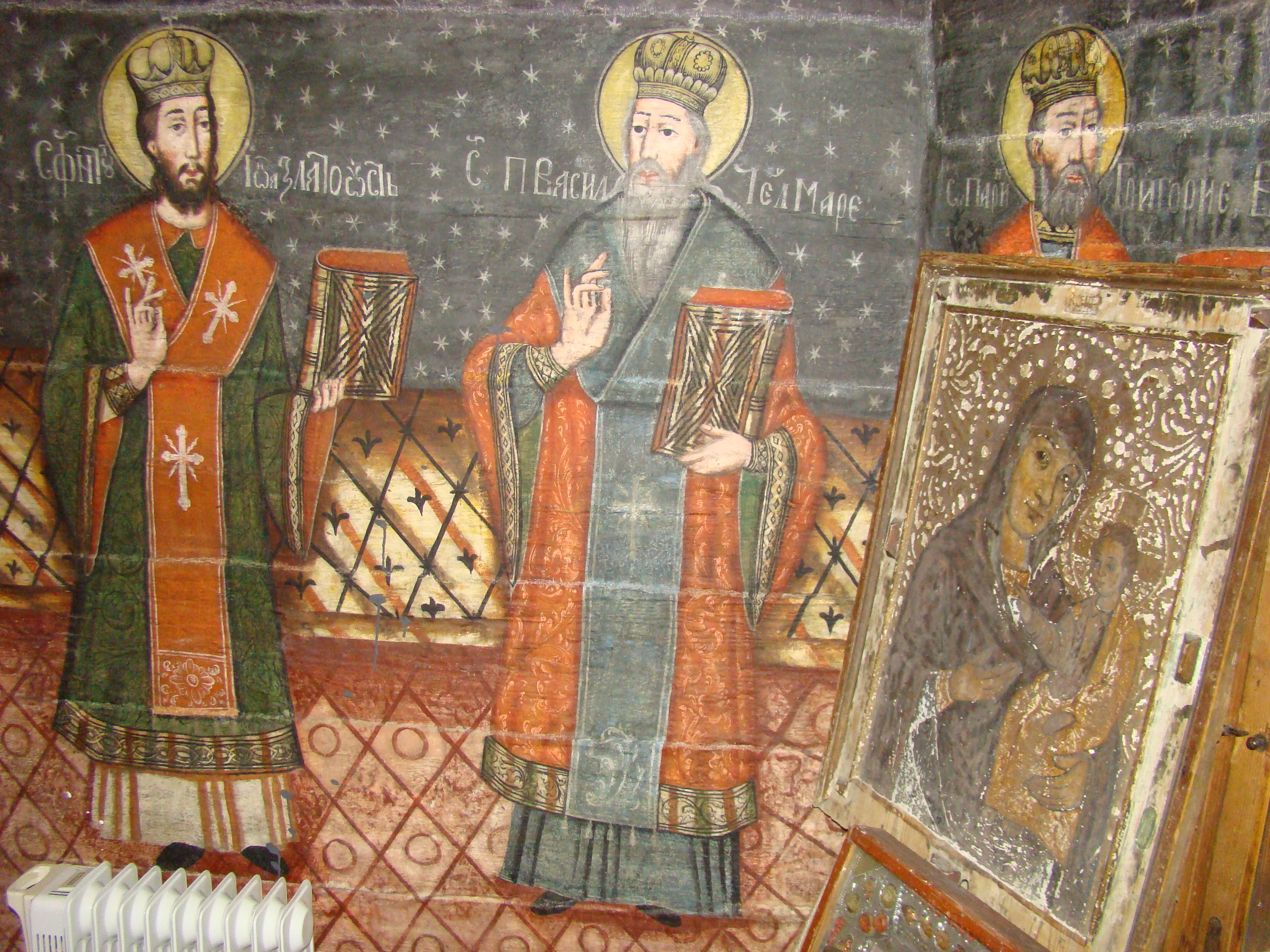
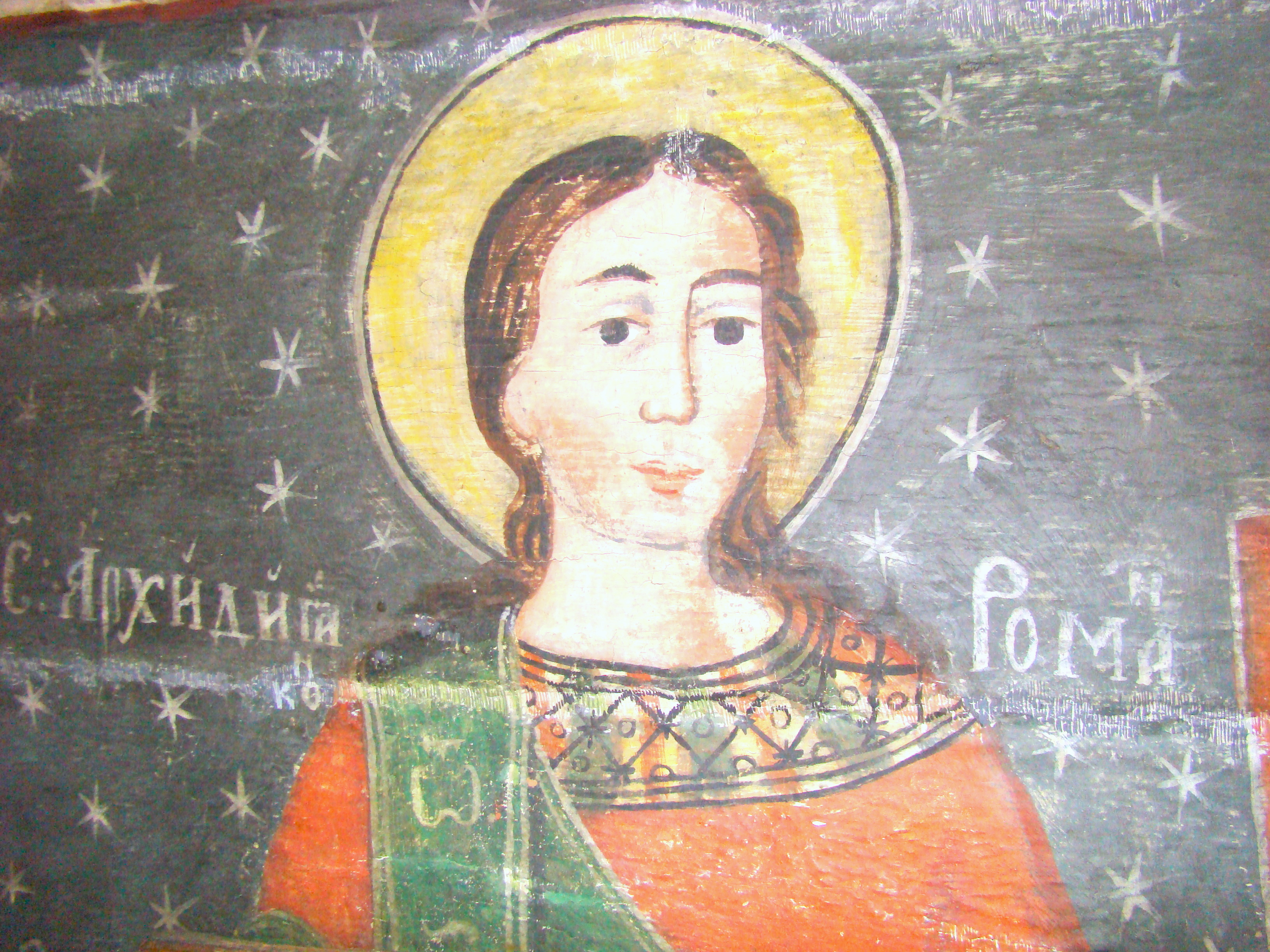
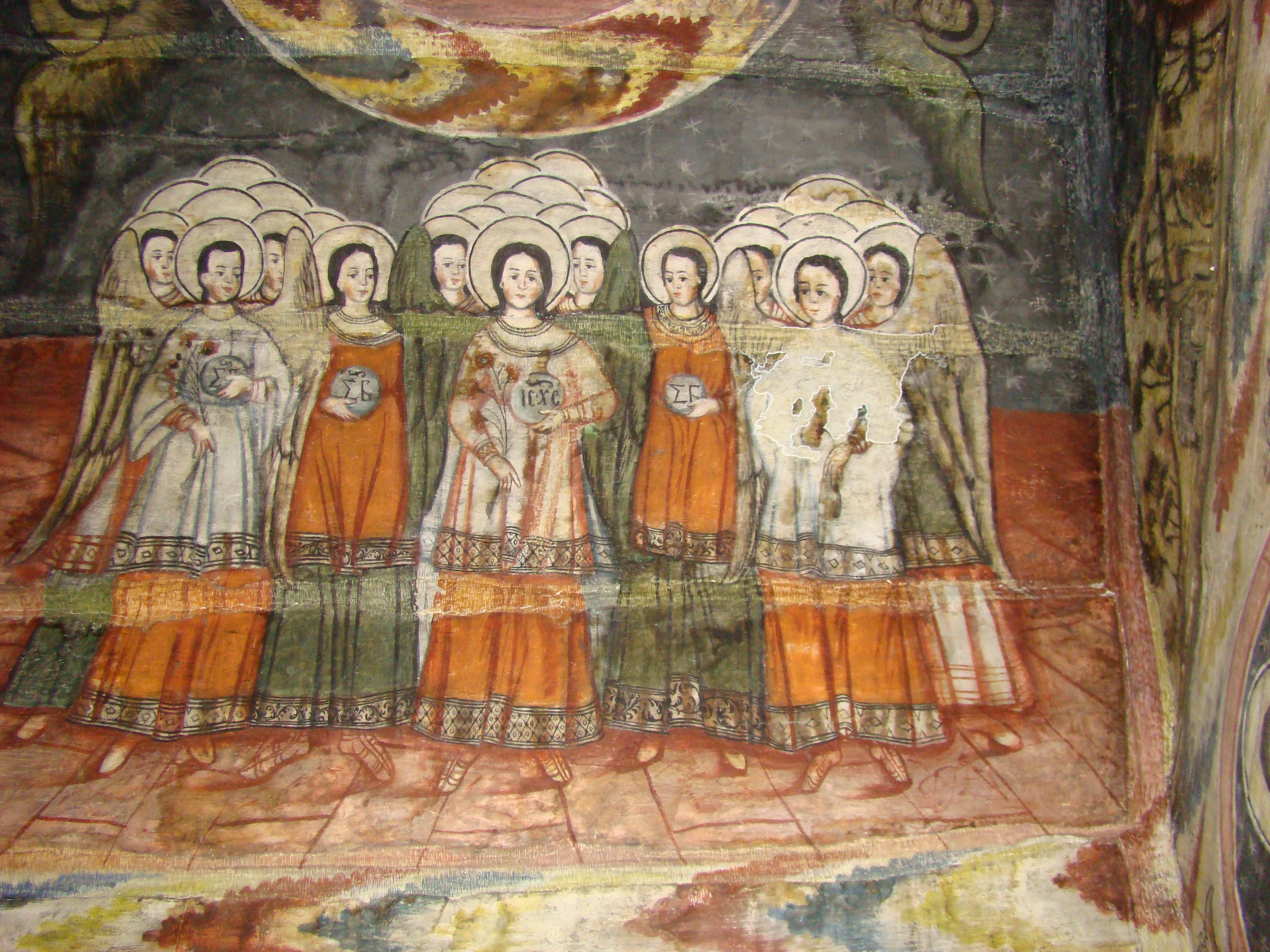
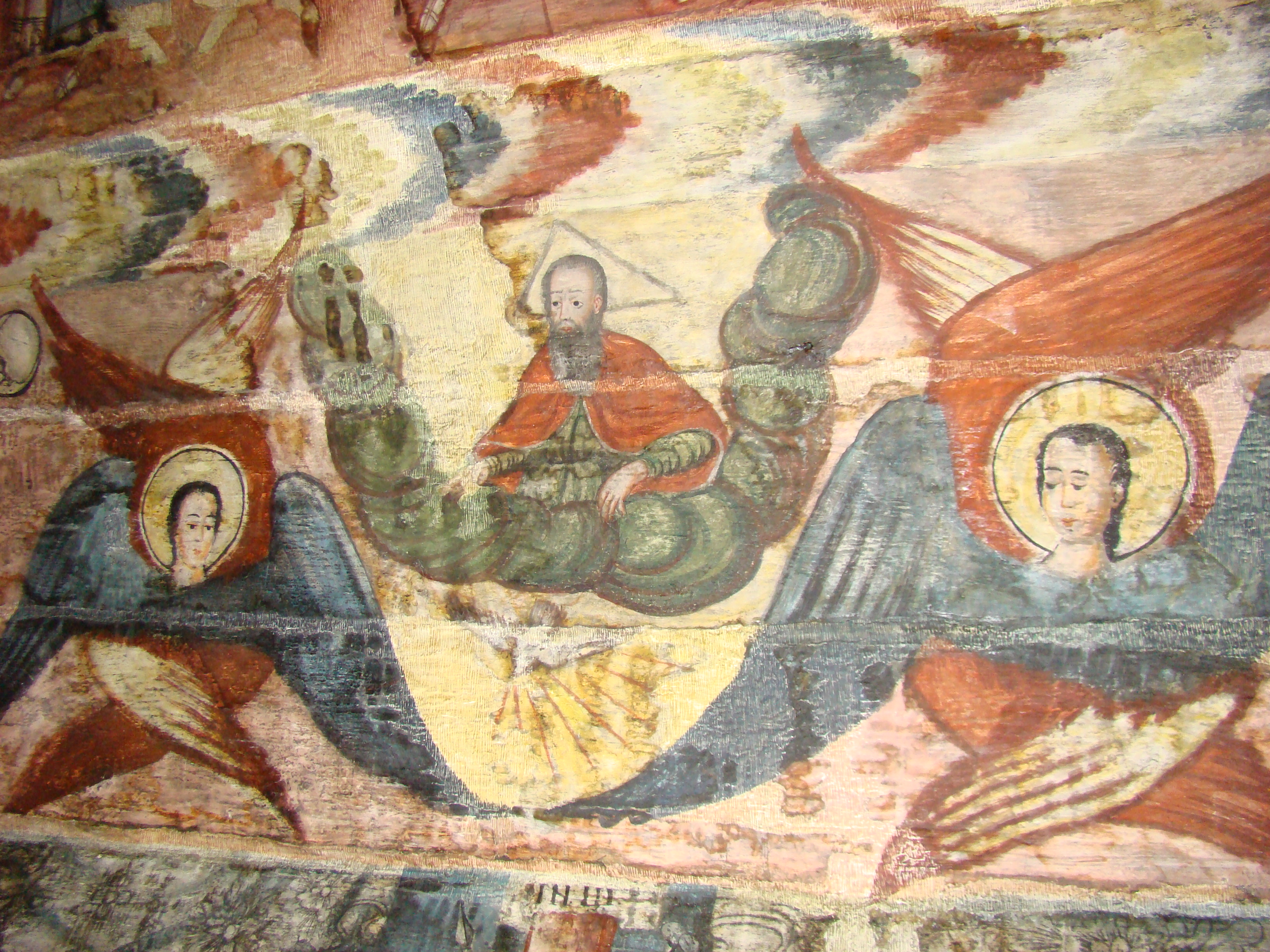
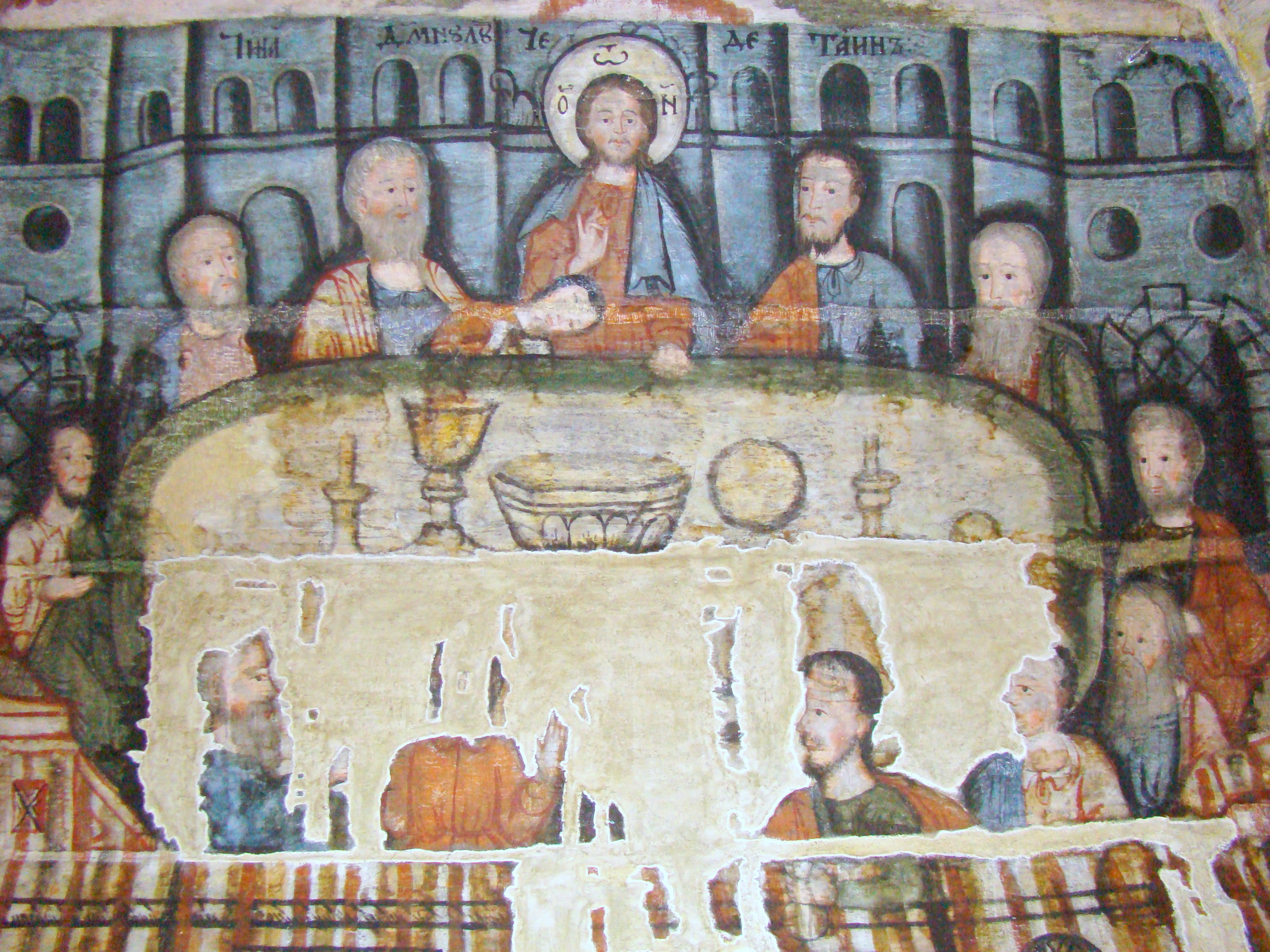
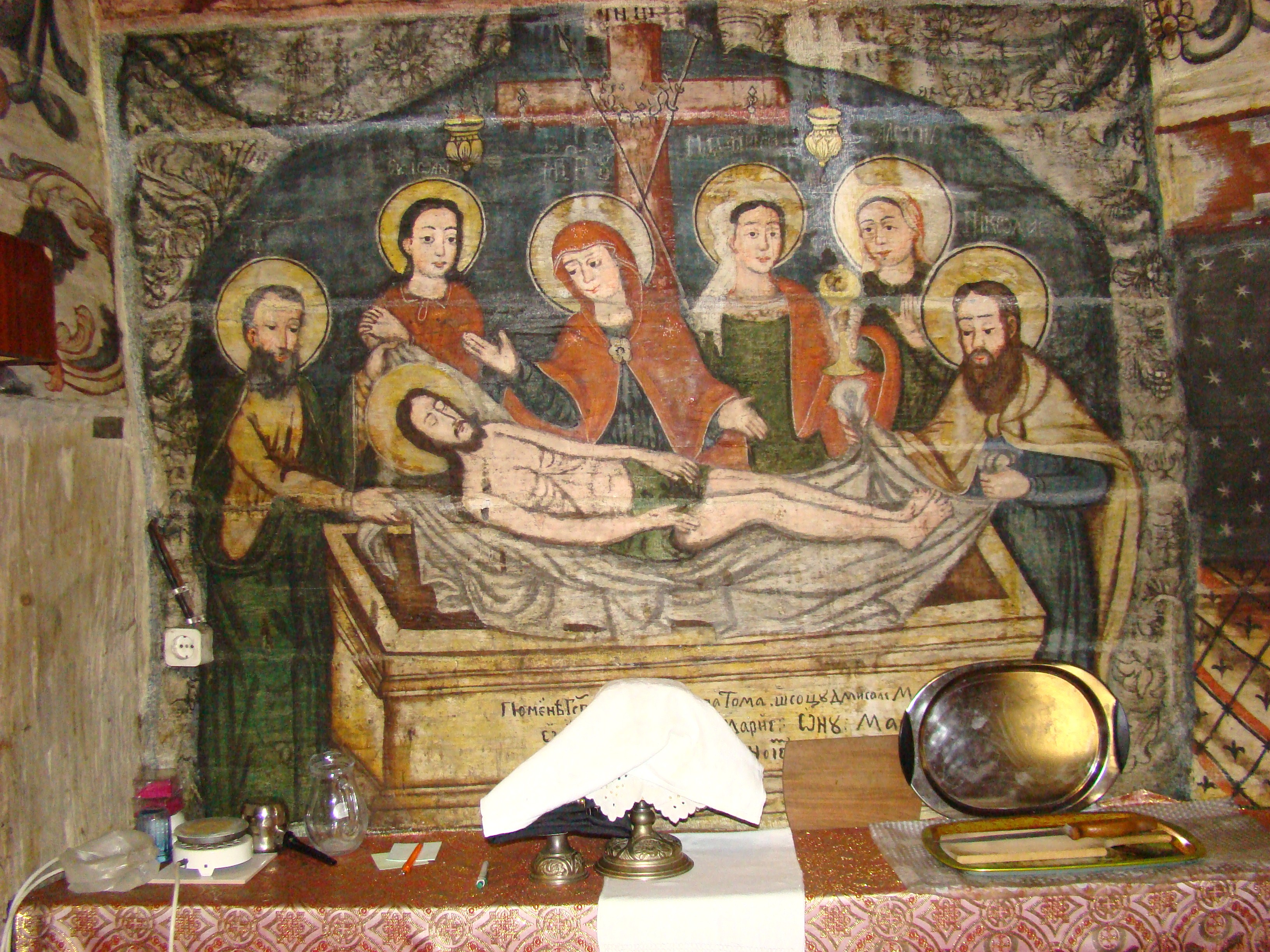
Prohodul Domnului
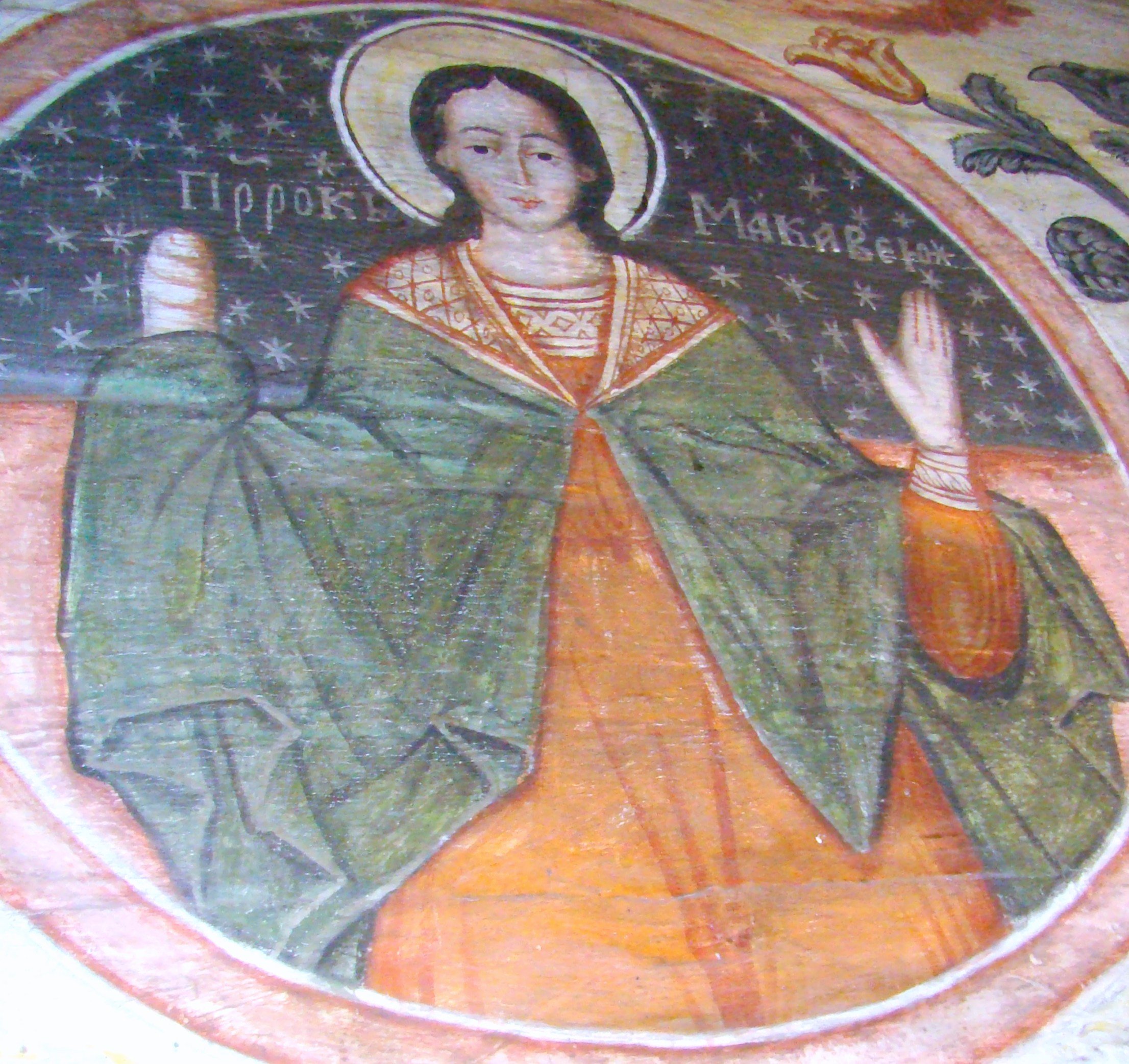
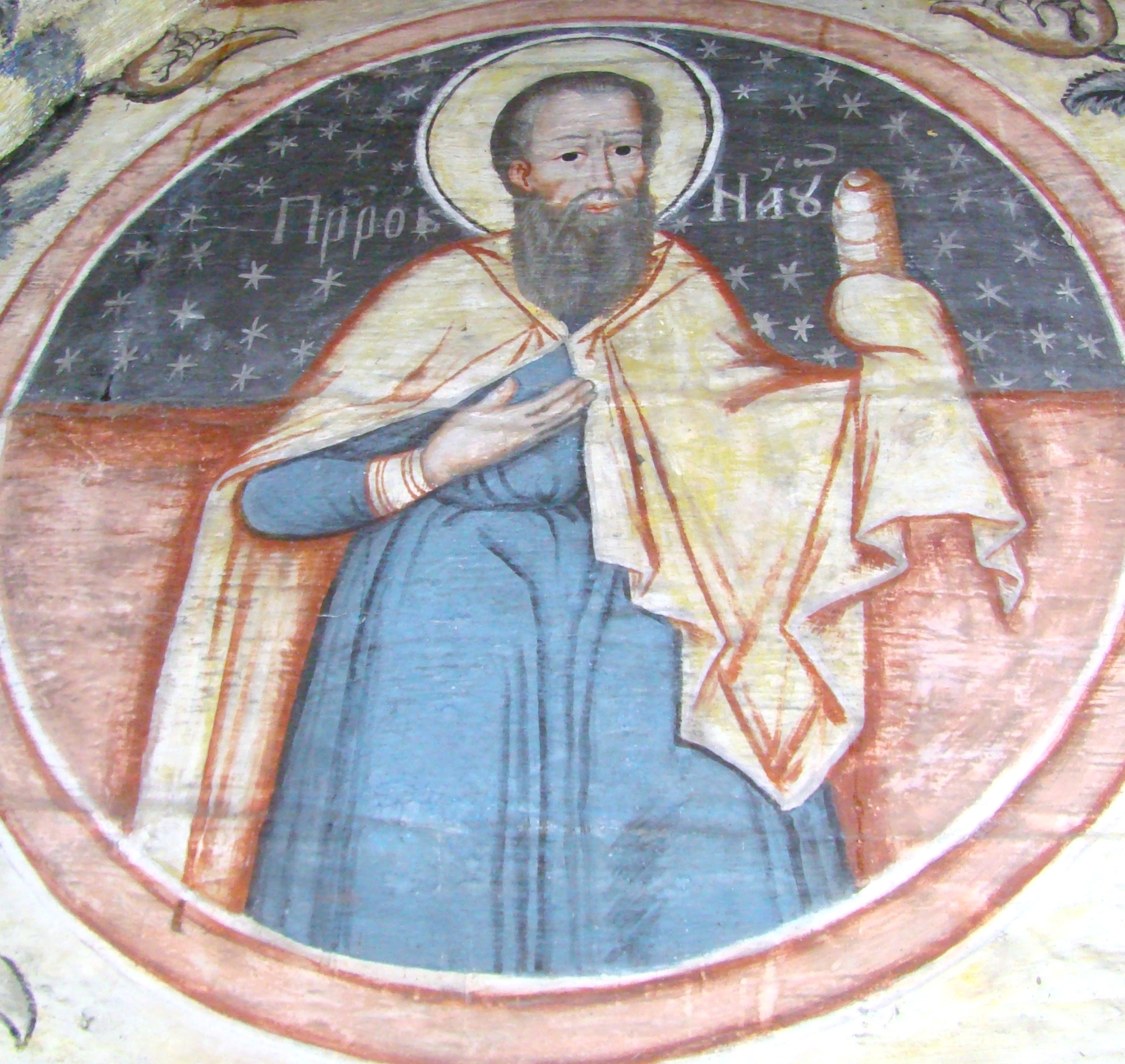
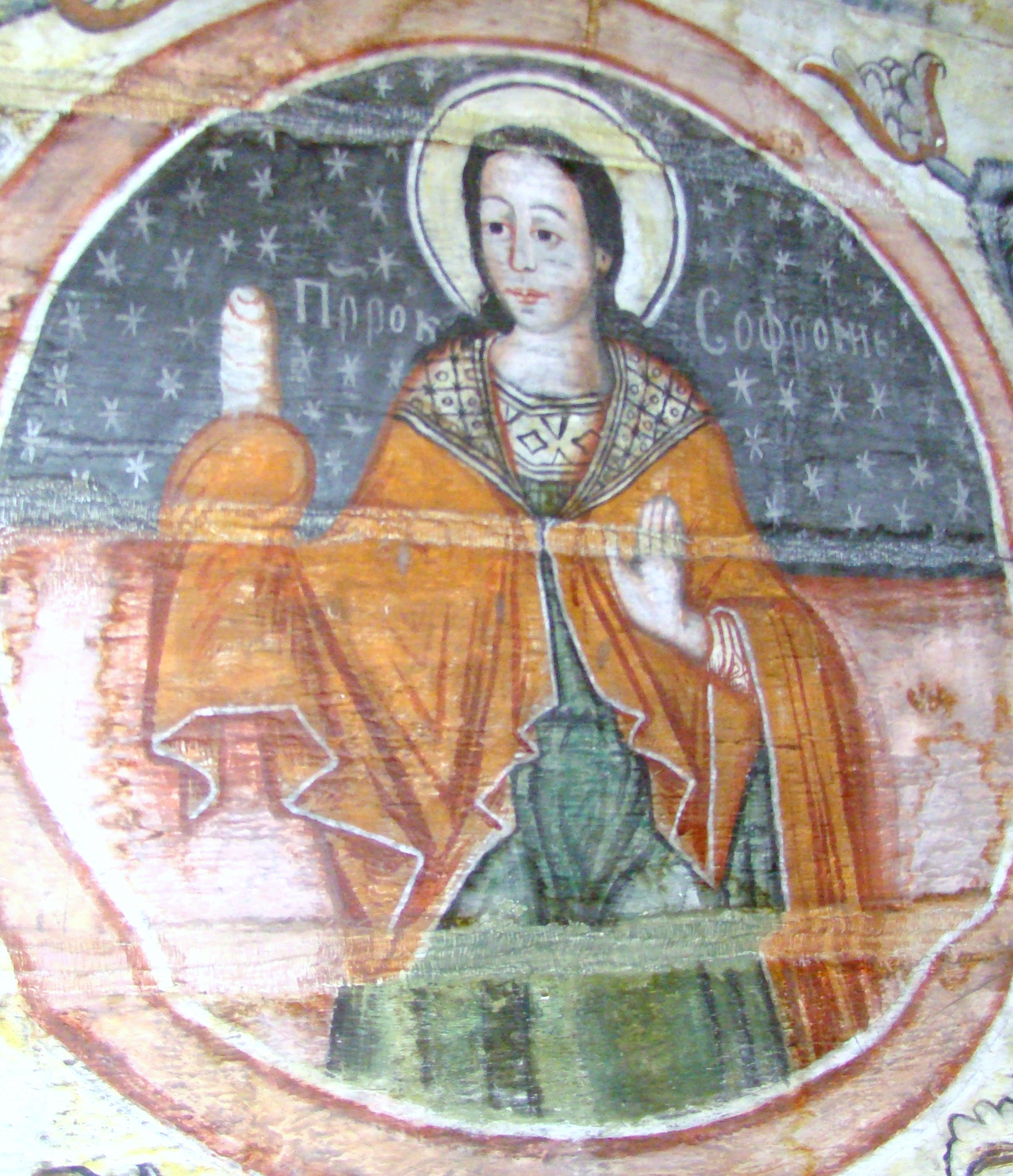
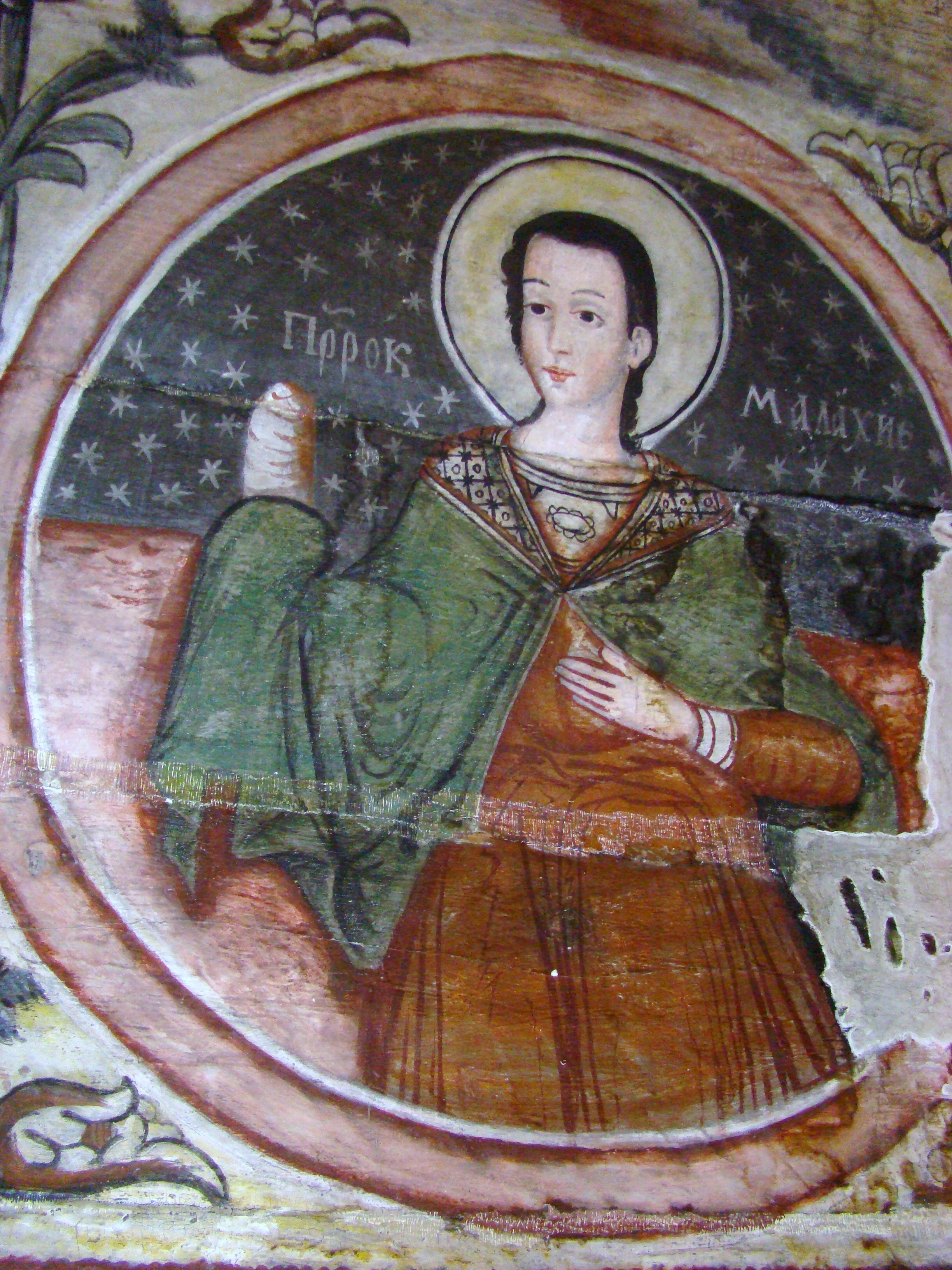
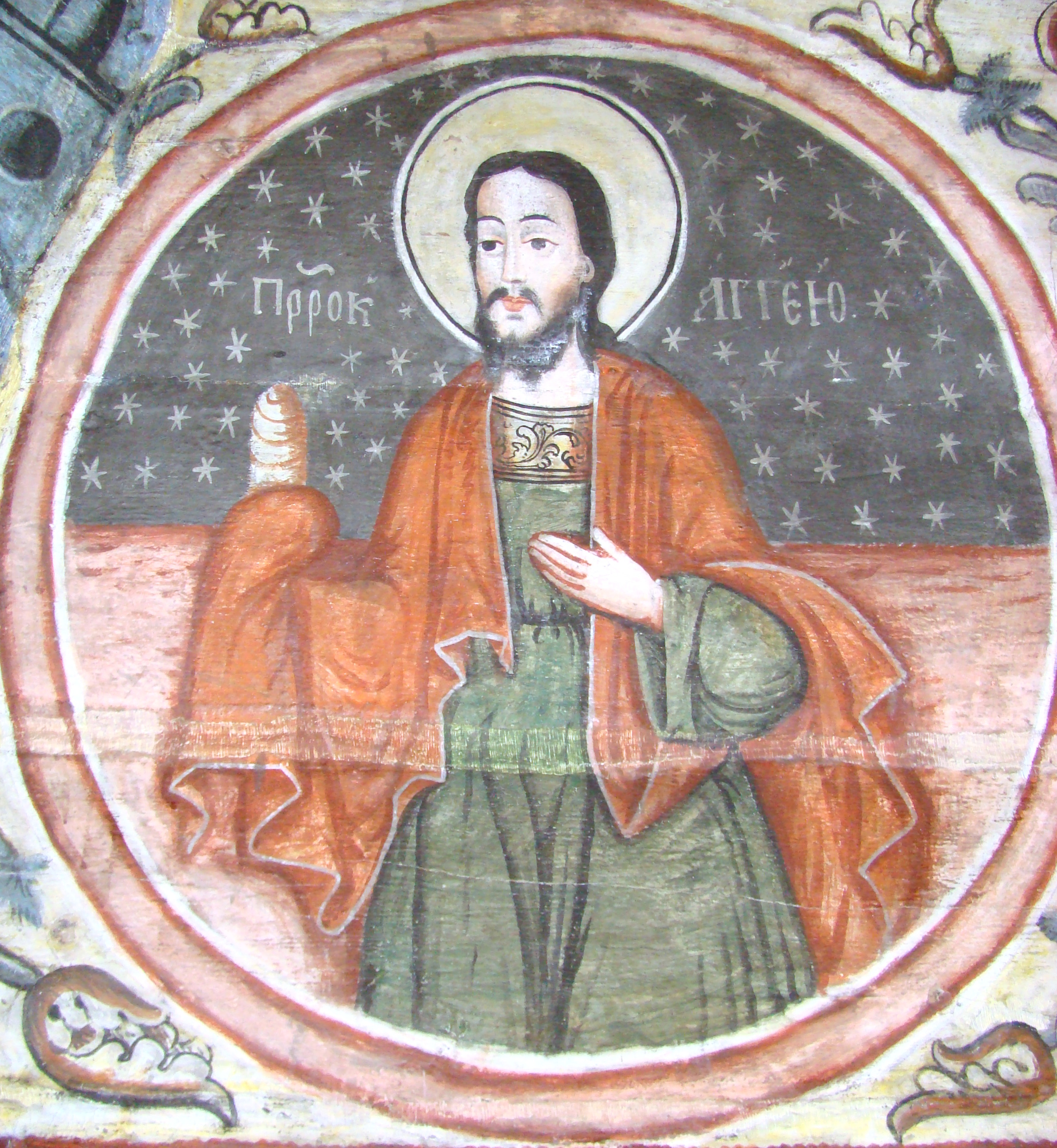
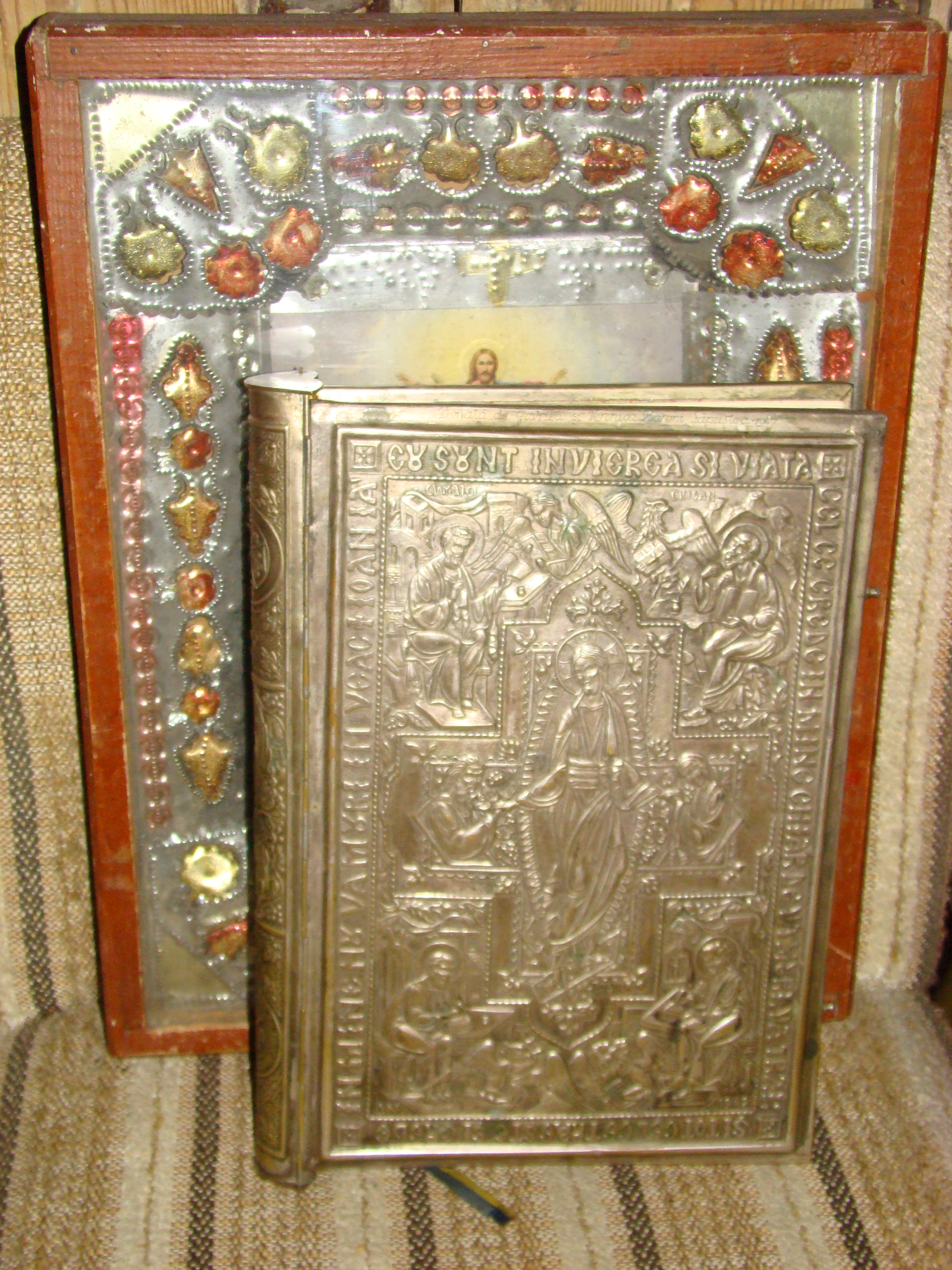
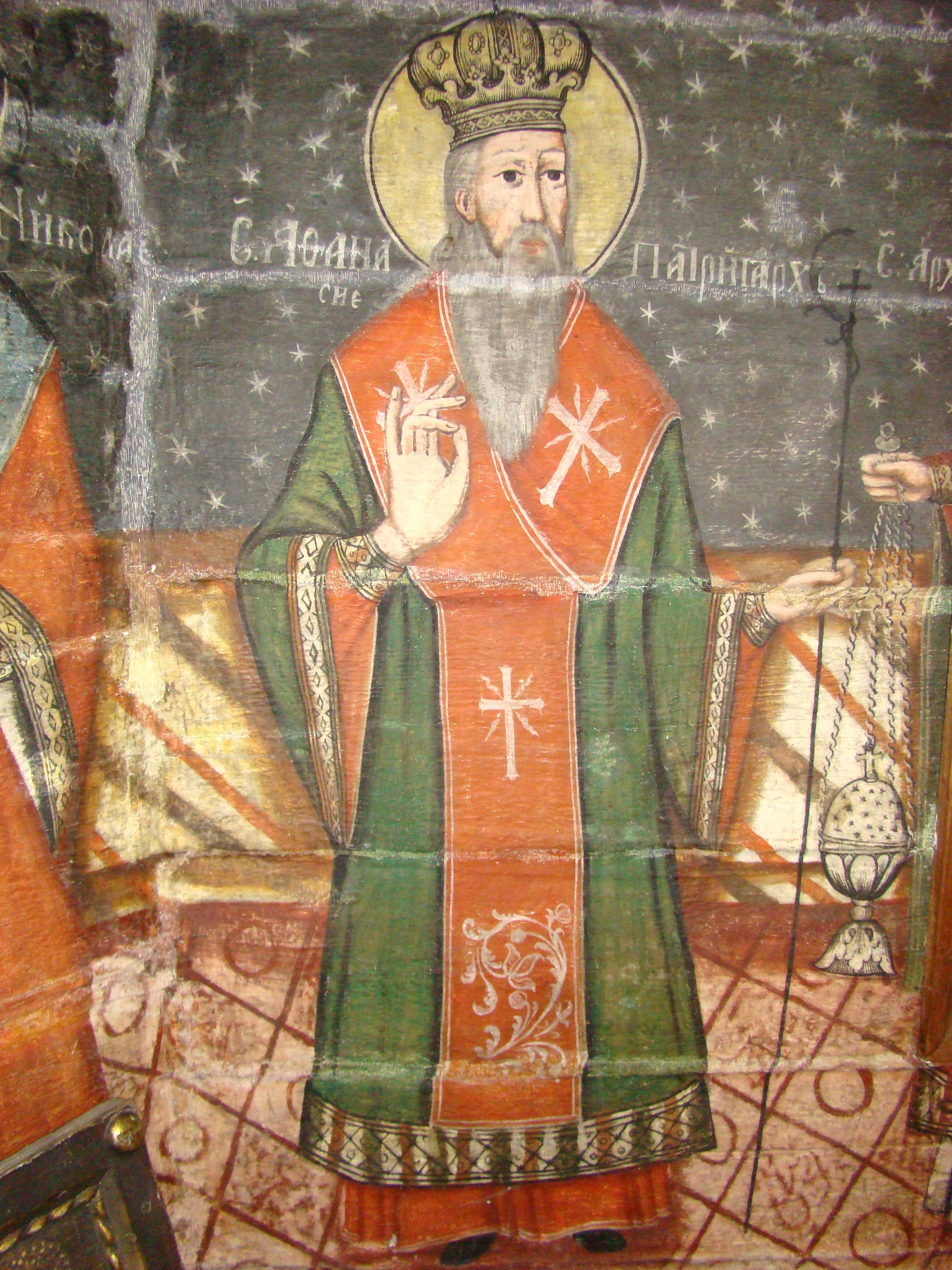
Atanasie cel Mare
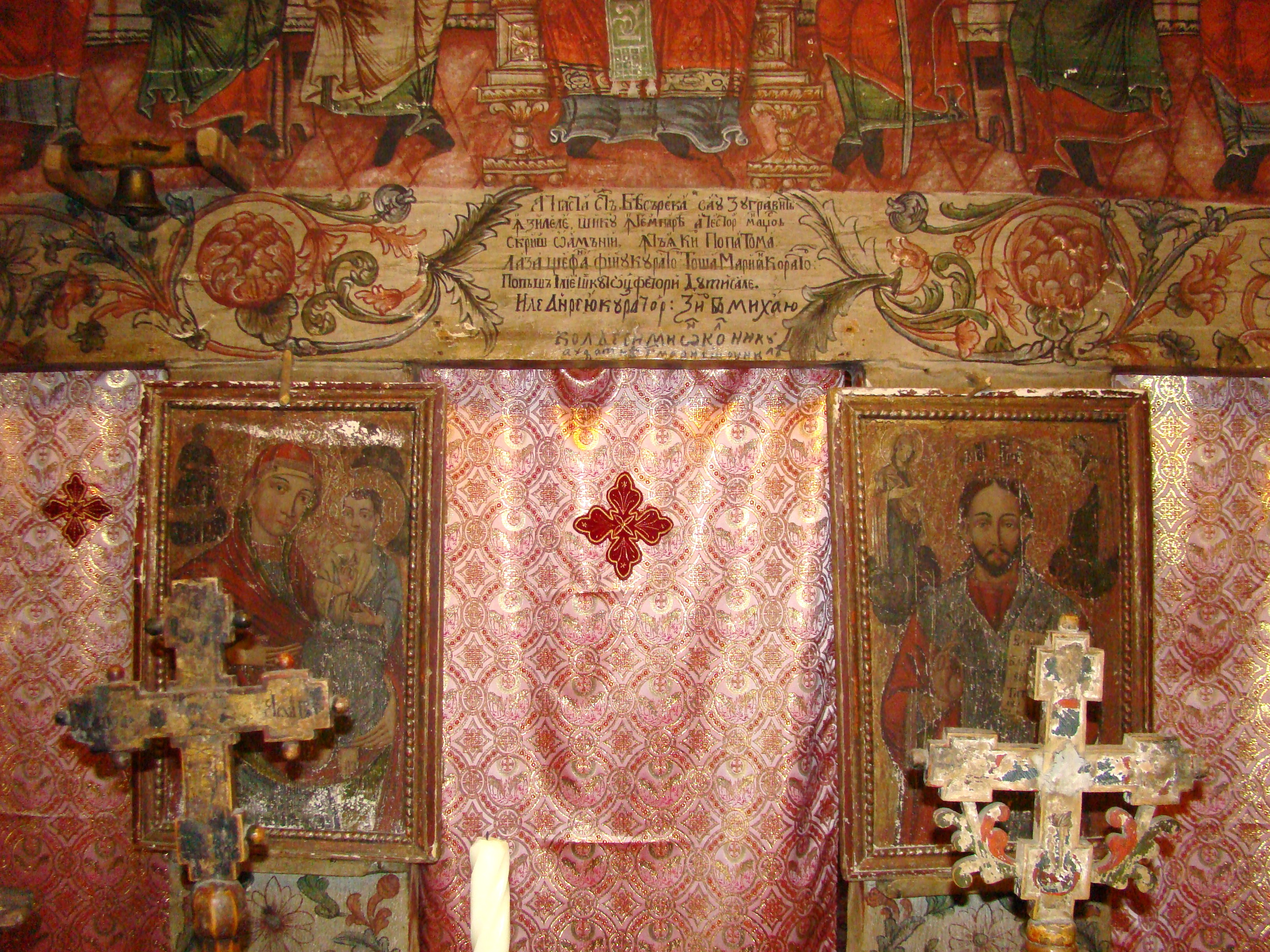
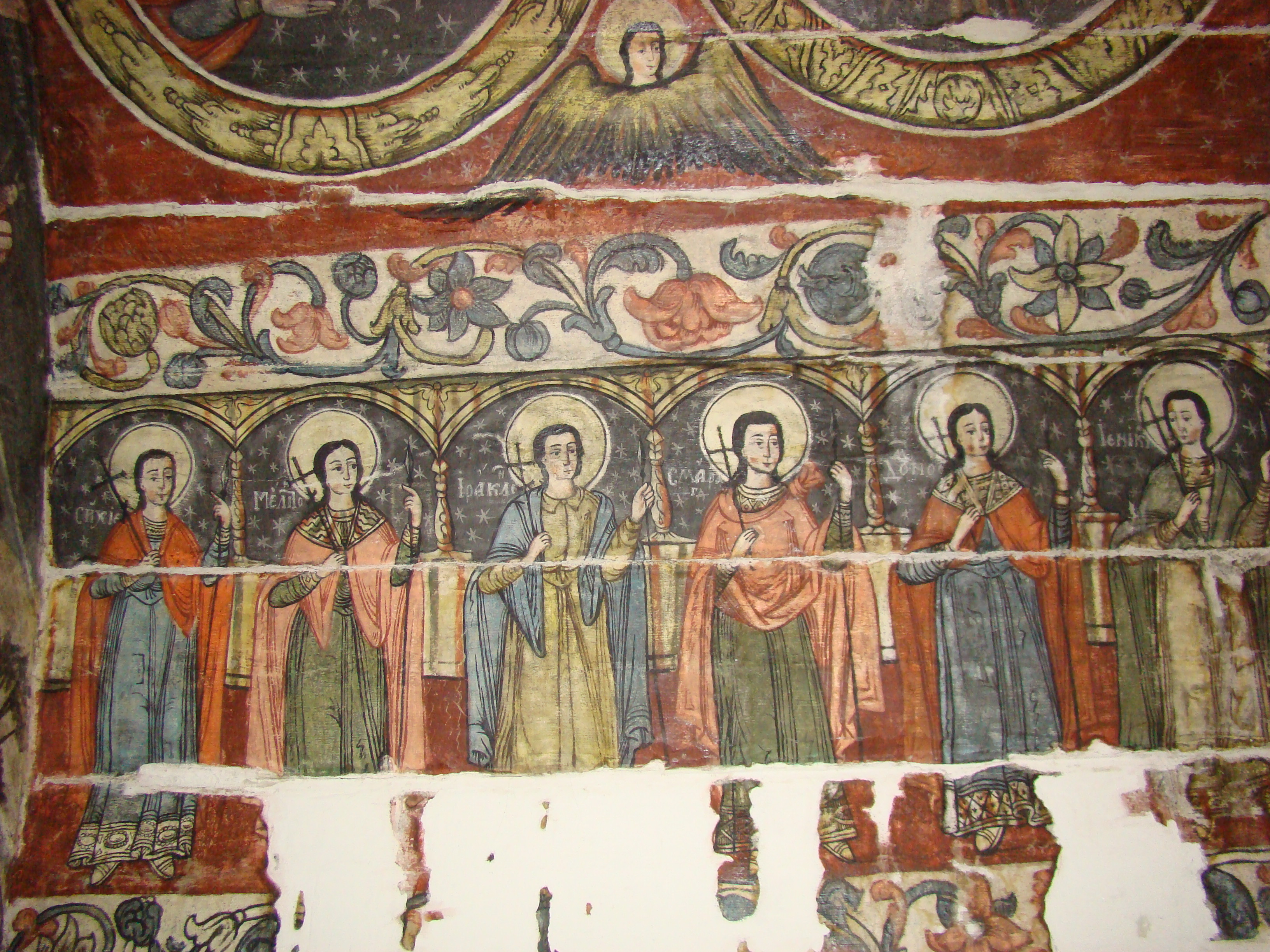
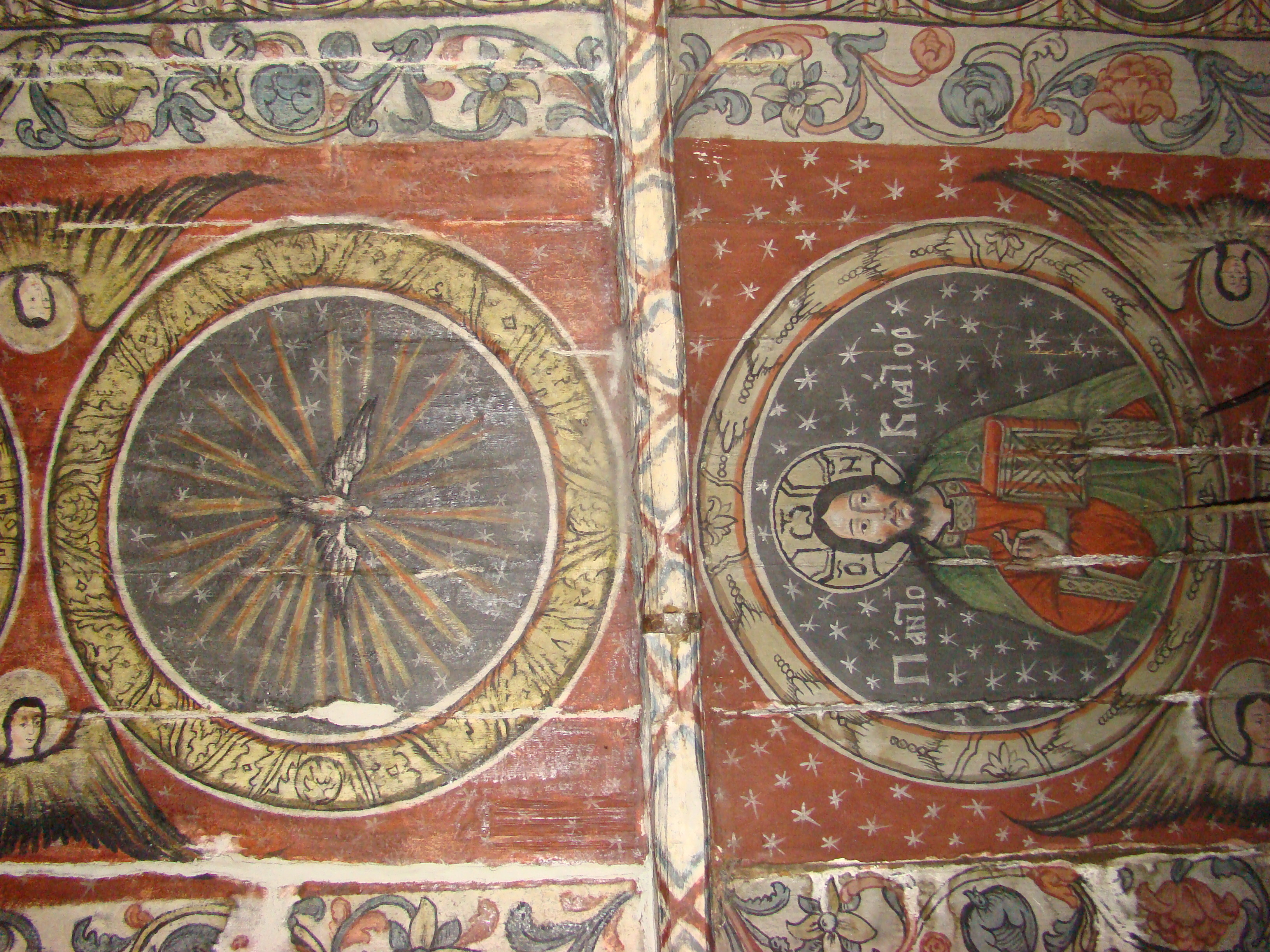
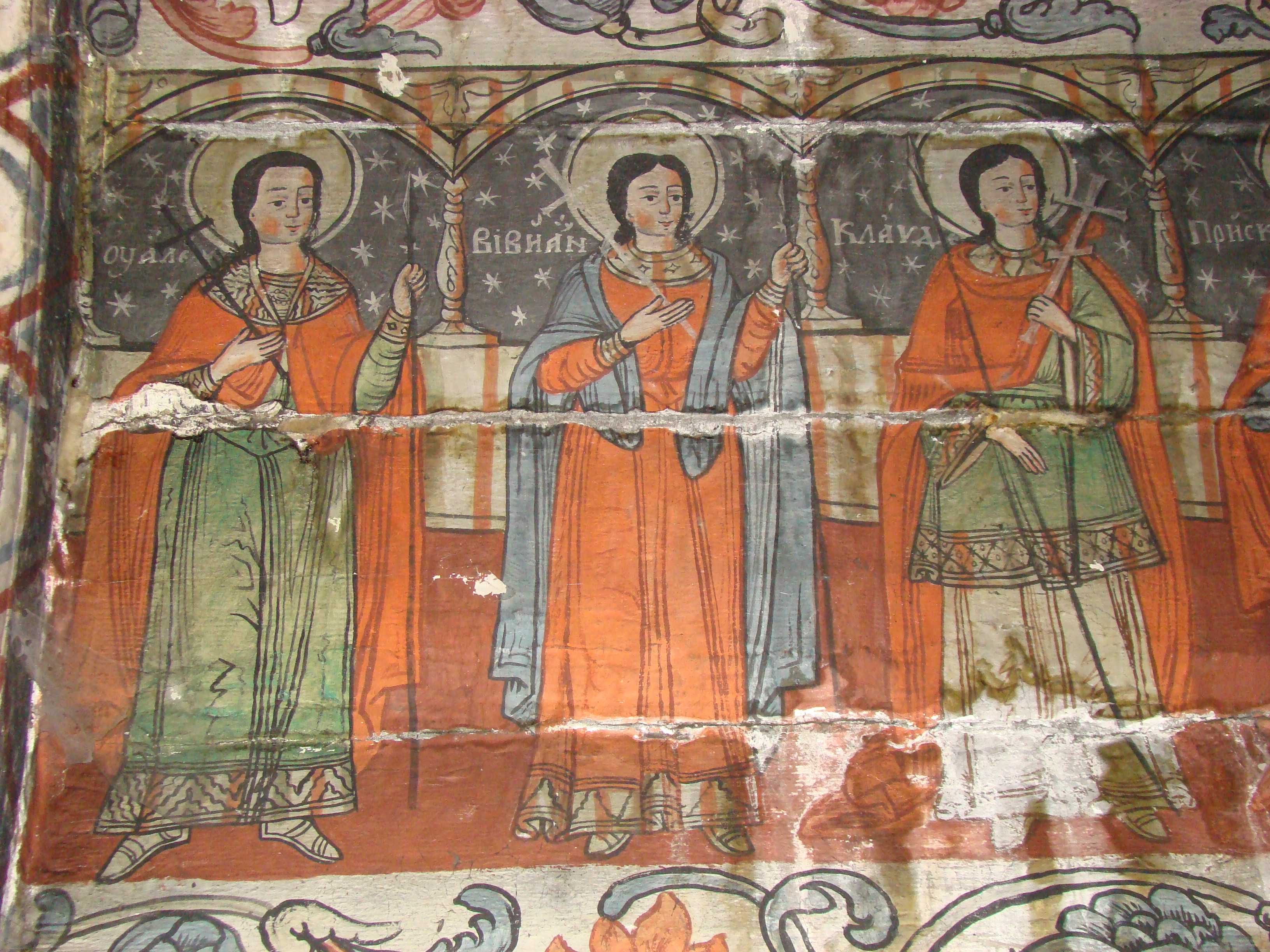
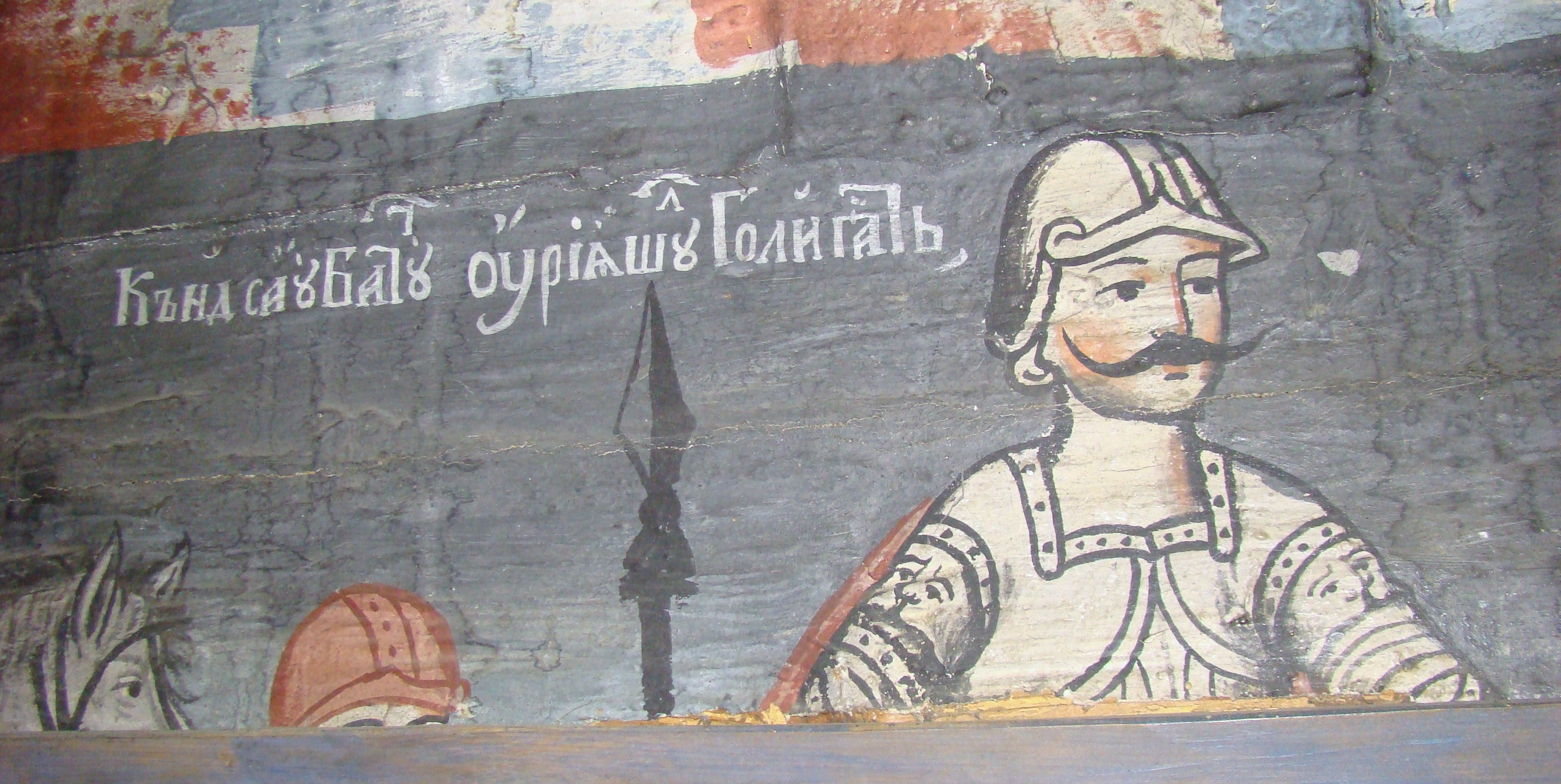
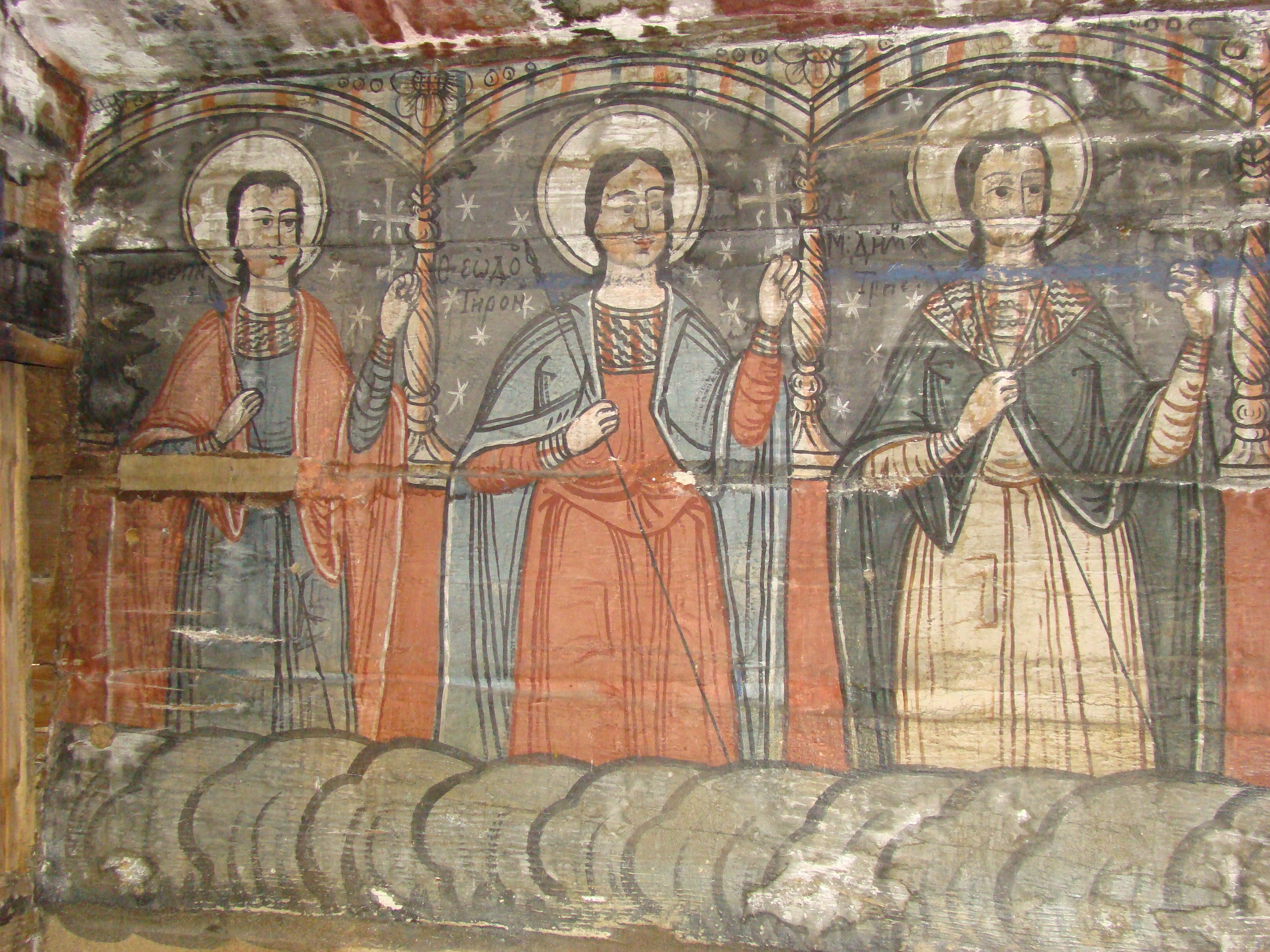
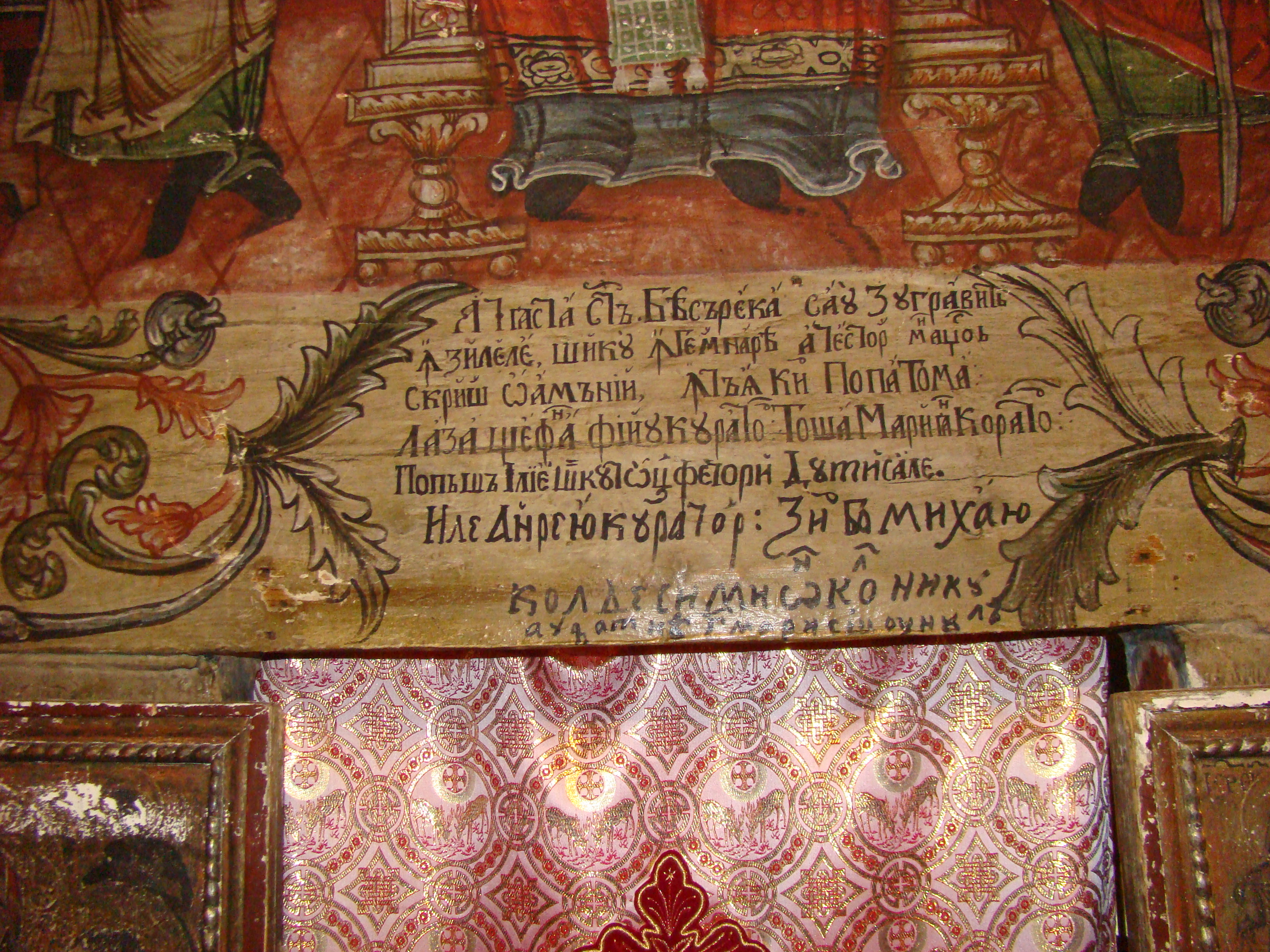
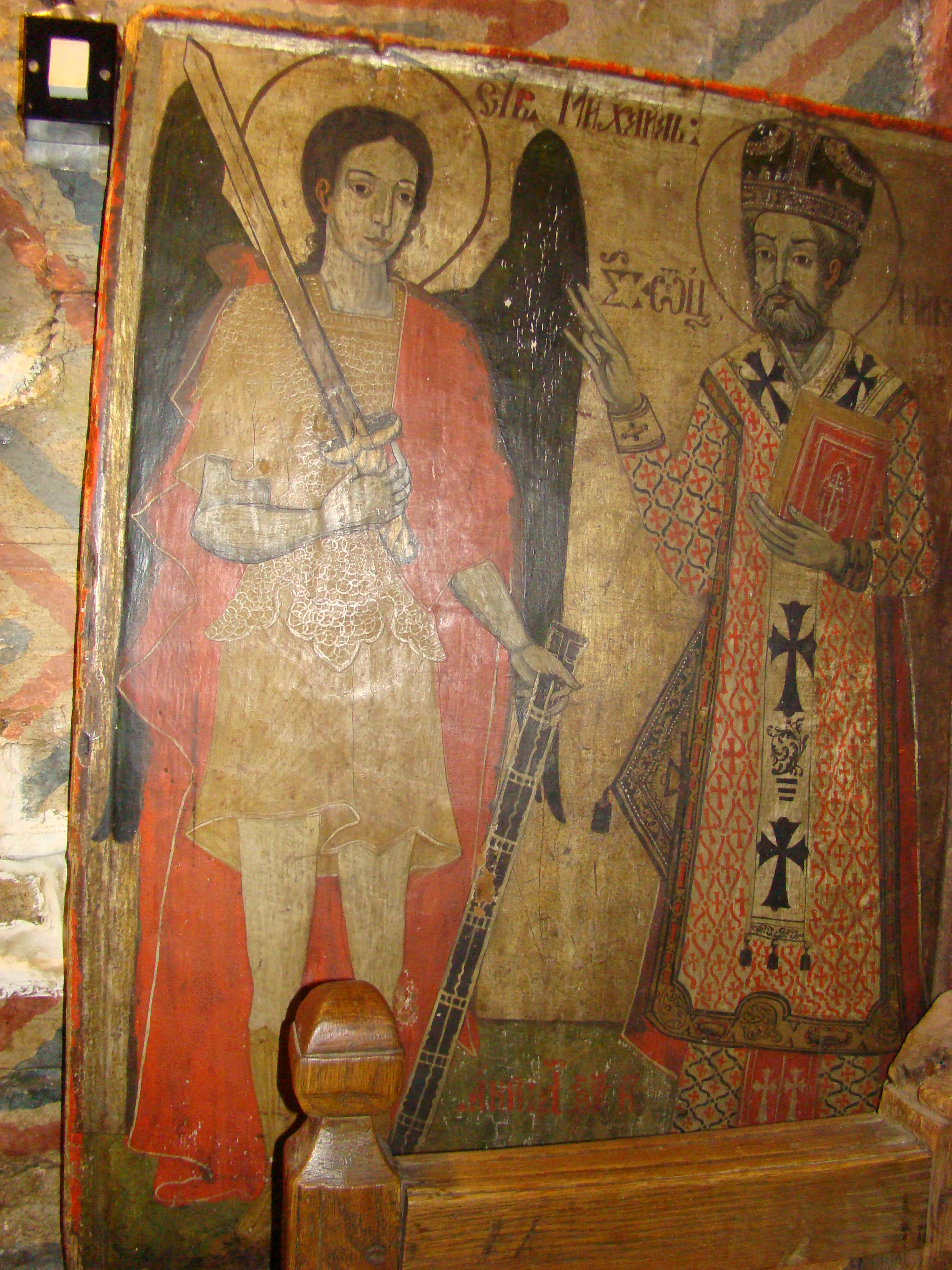
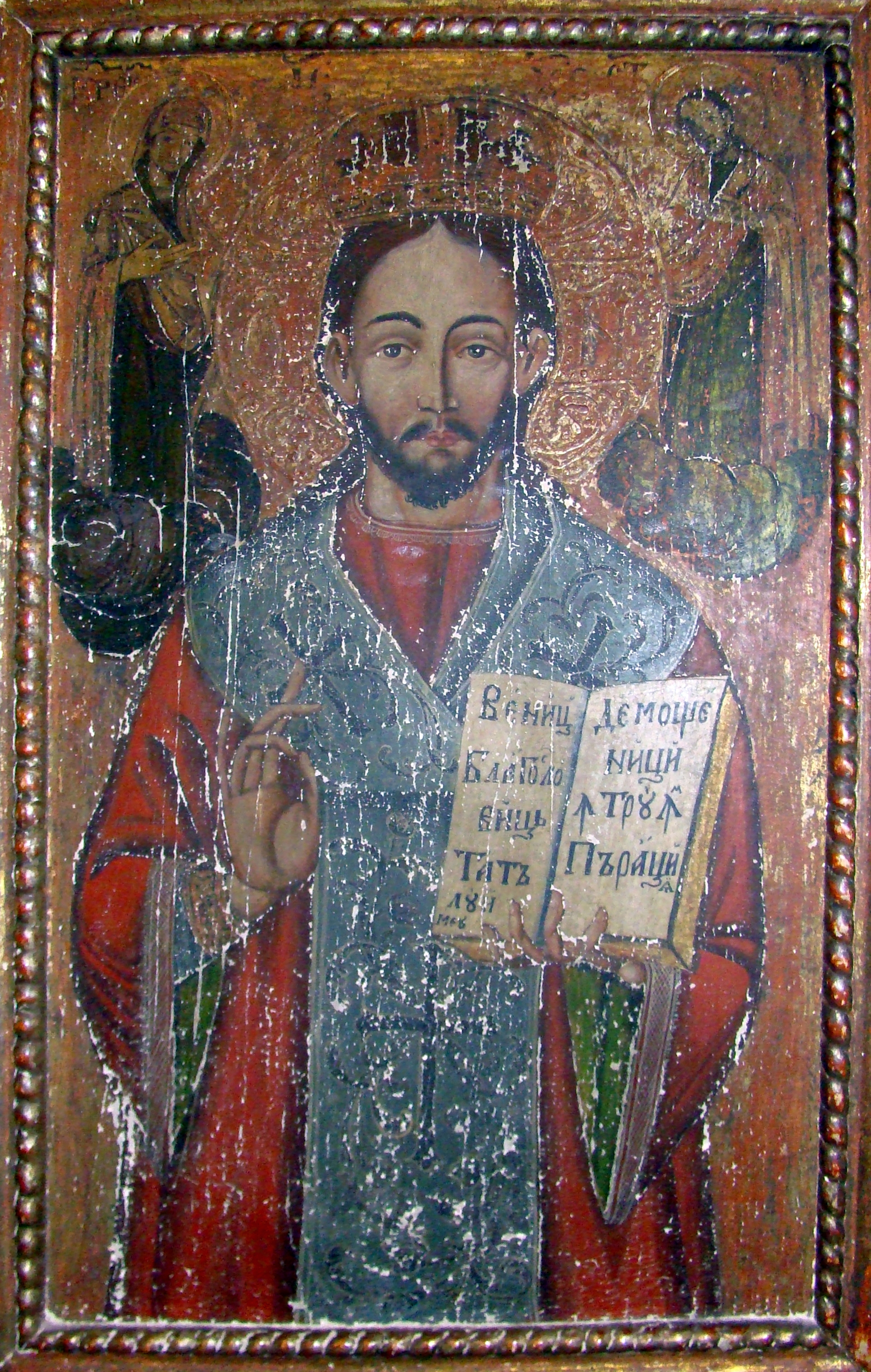
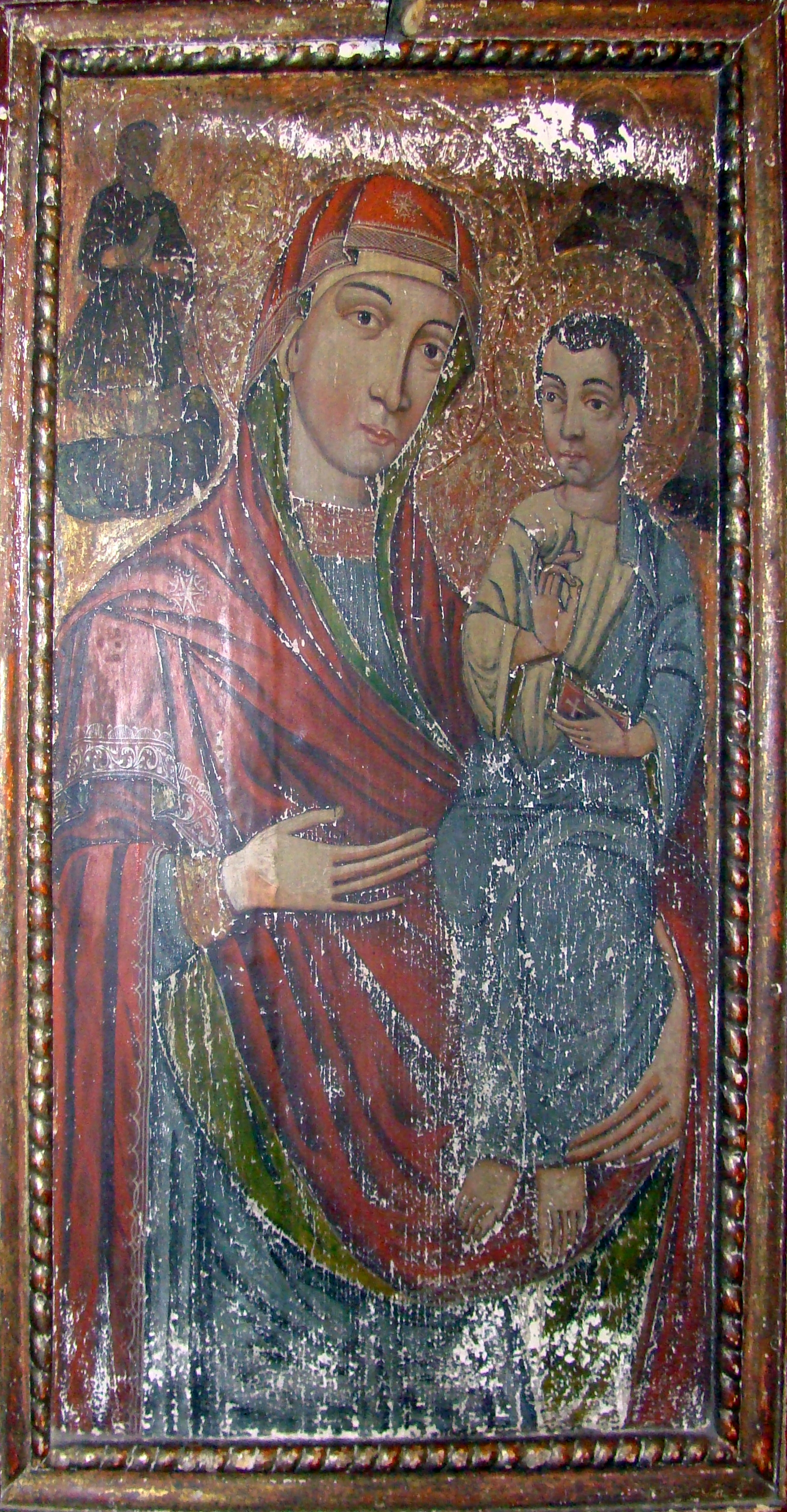
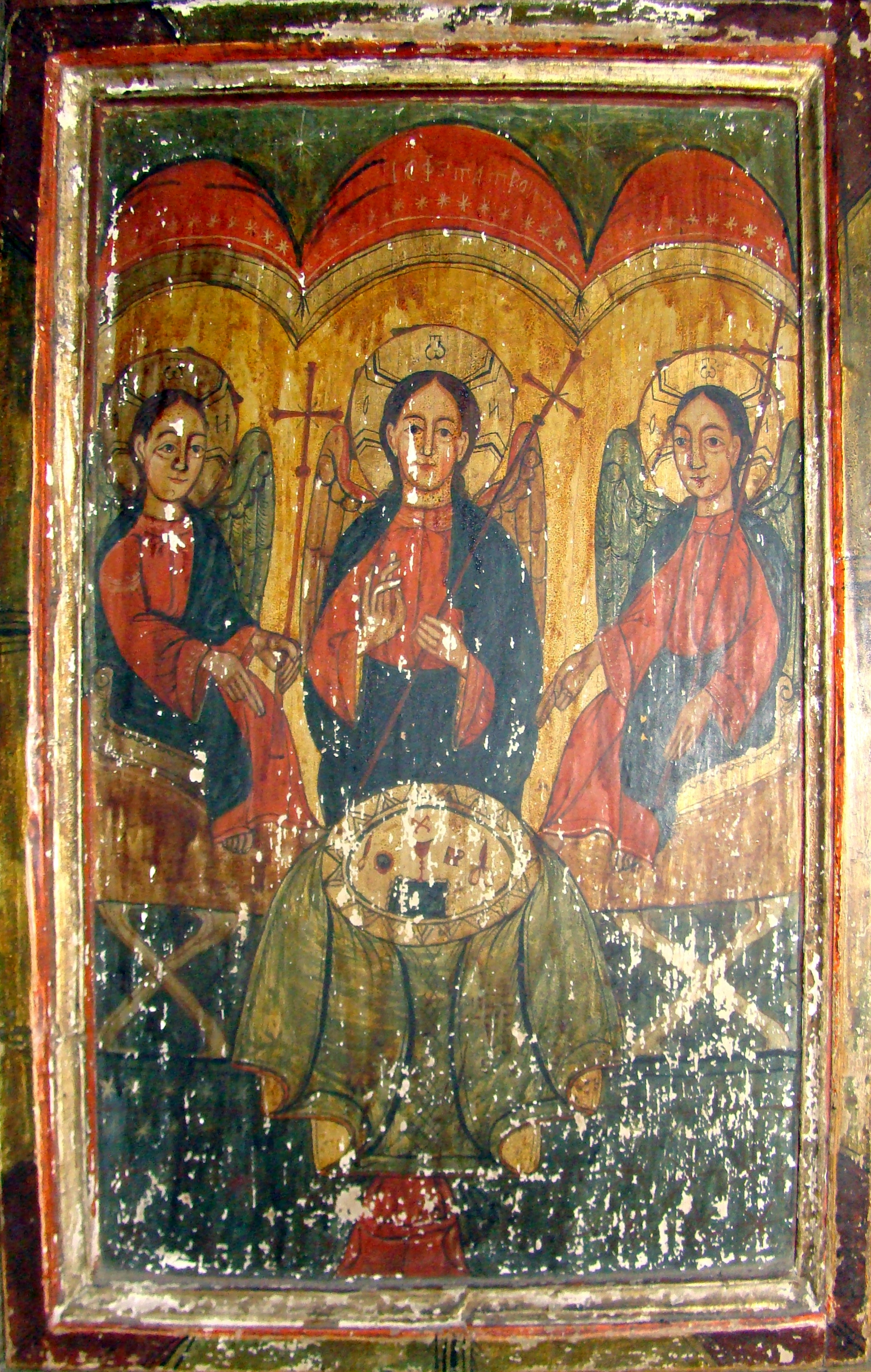
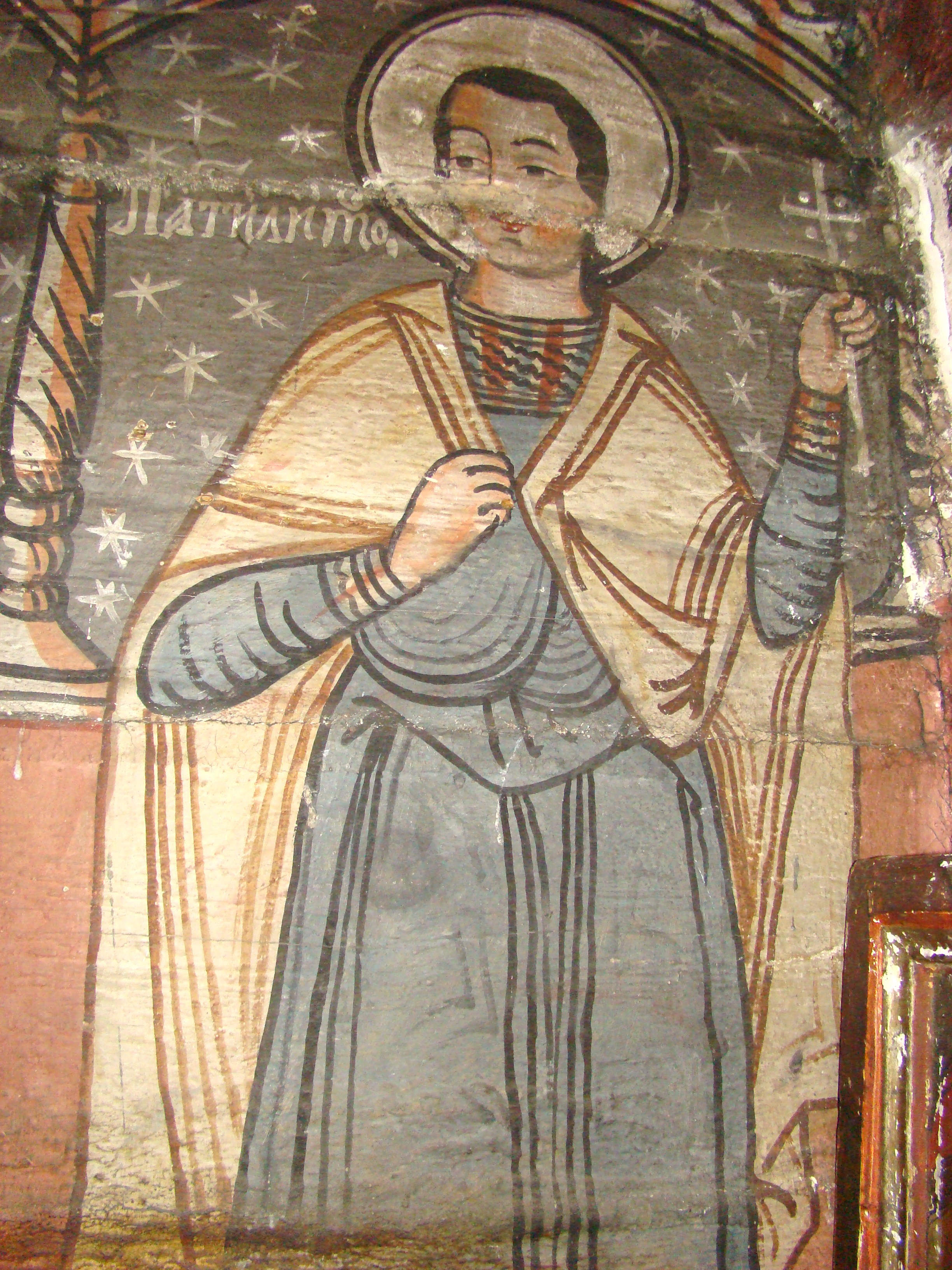
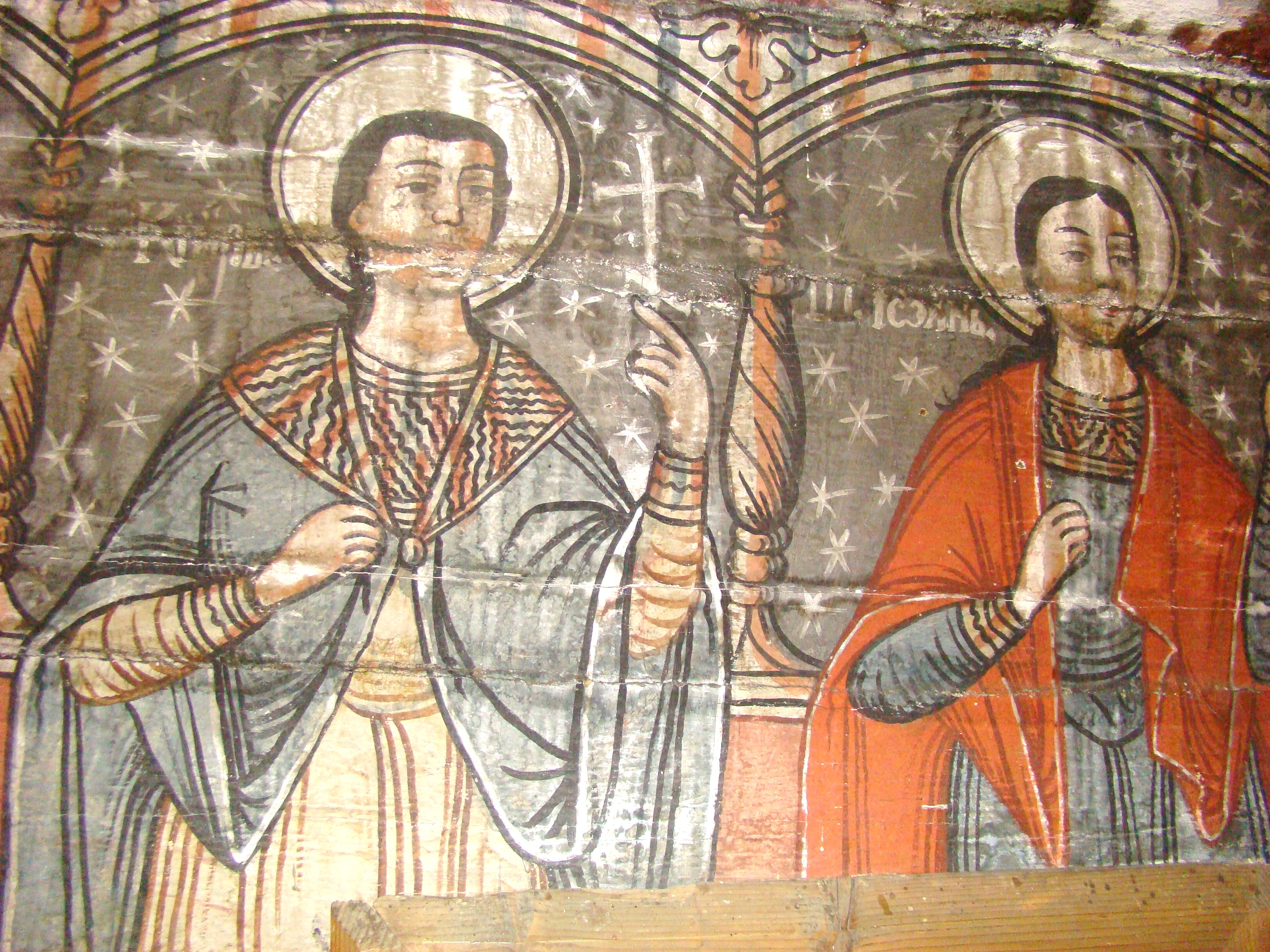
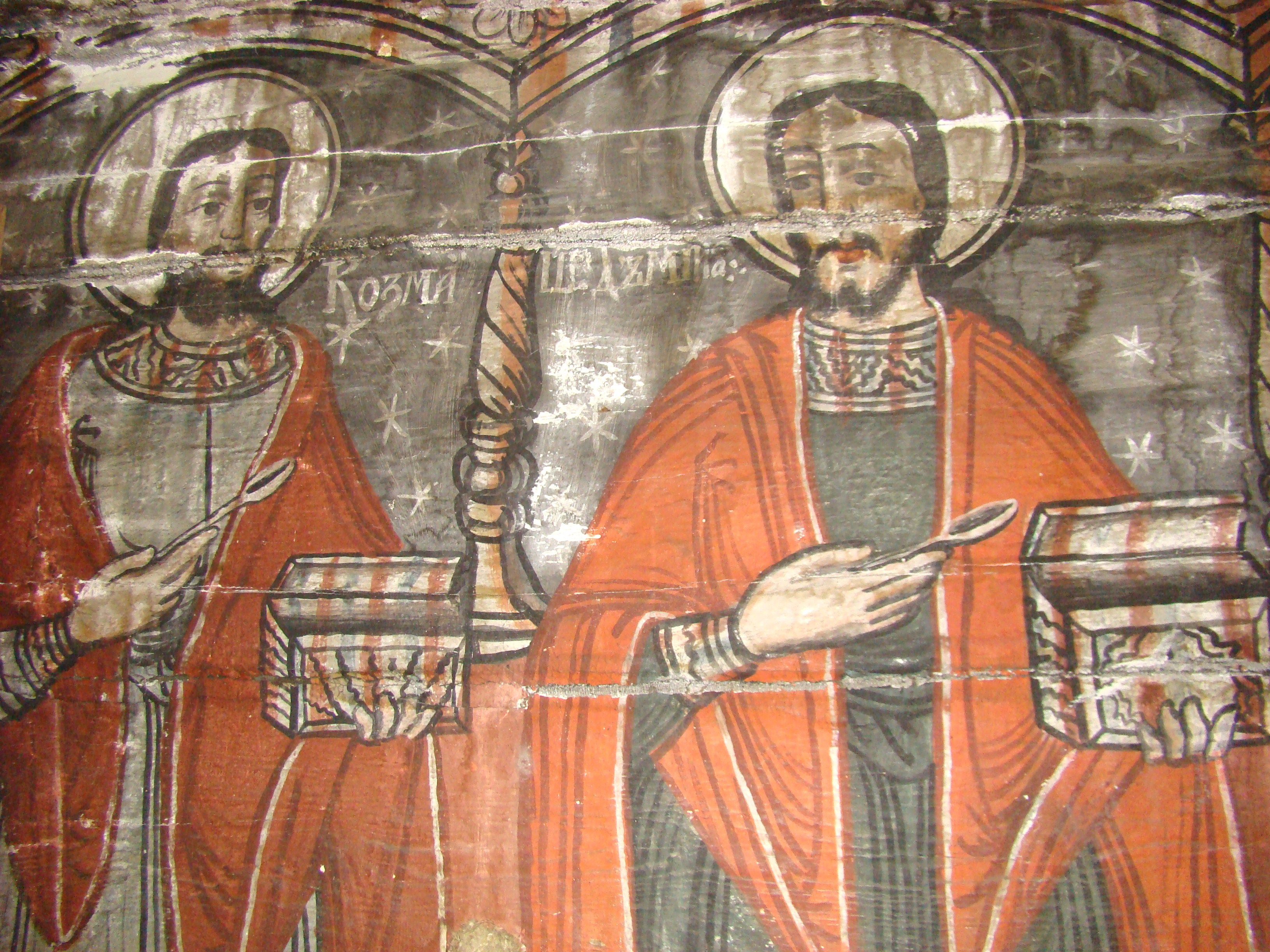
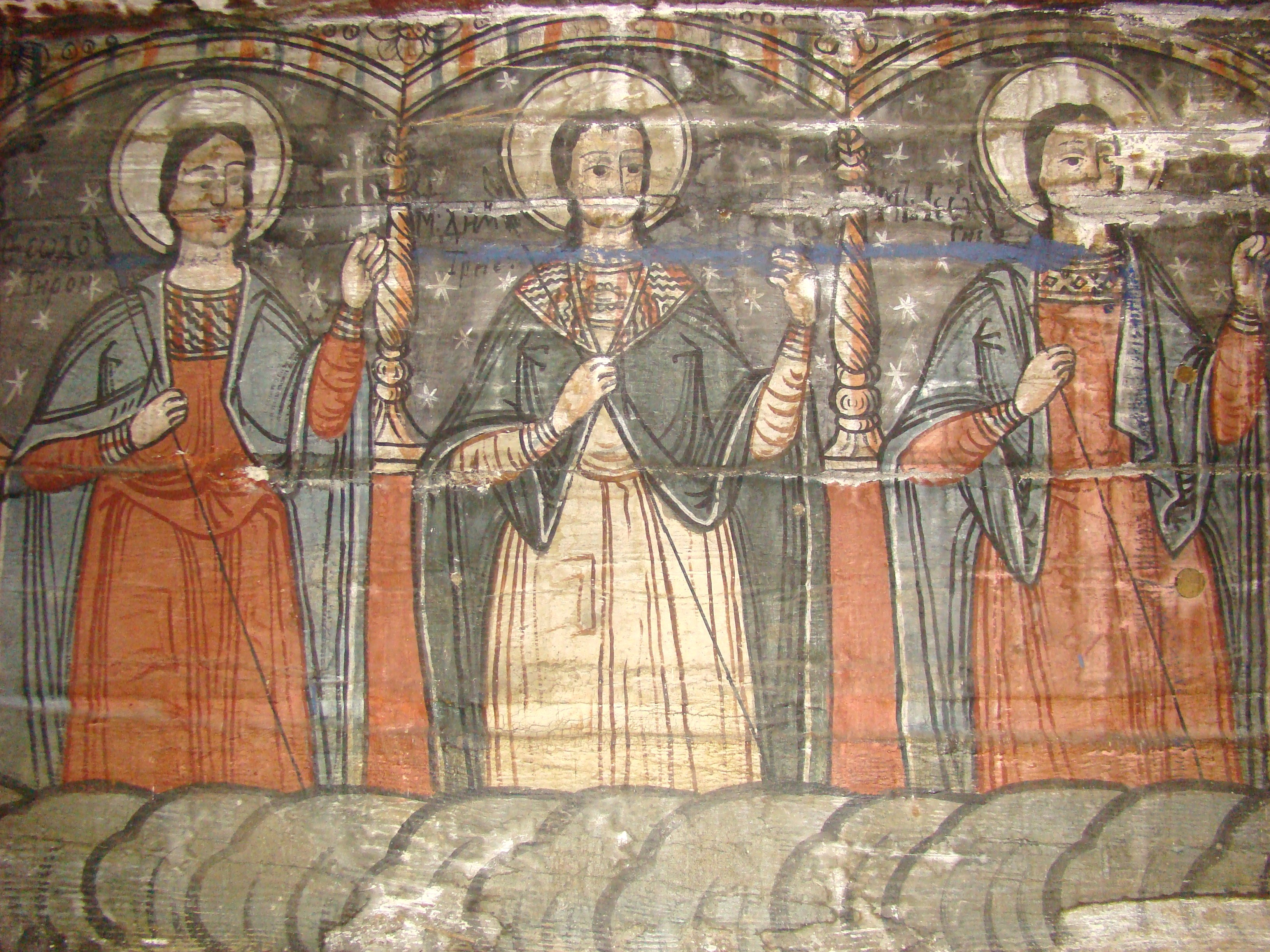
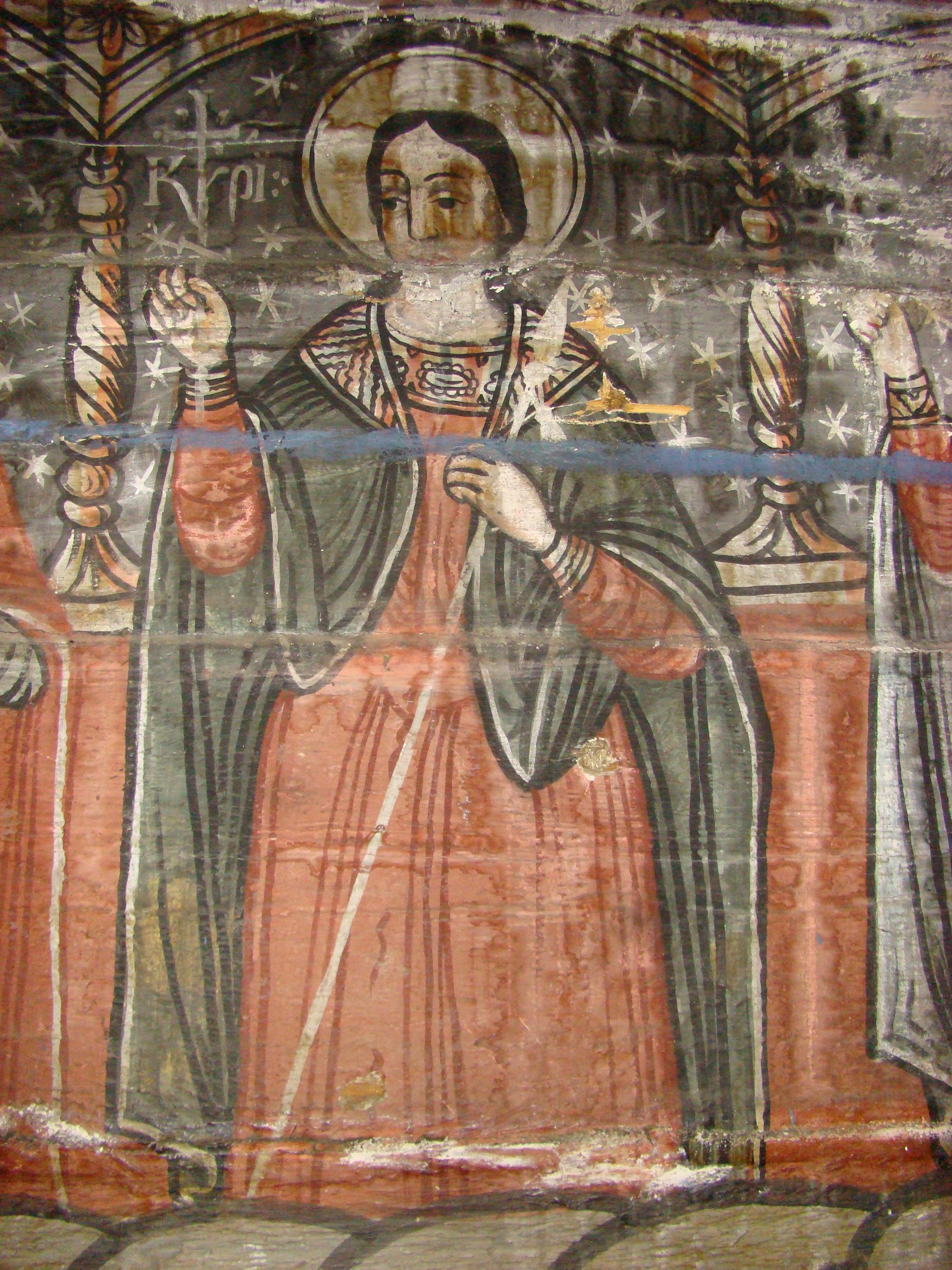
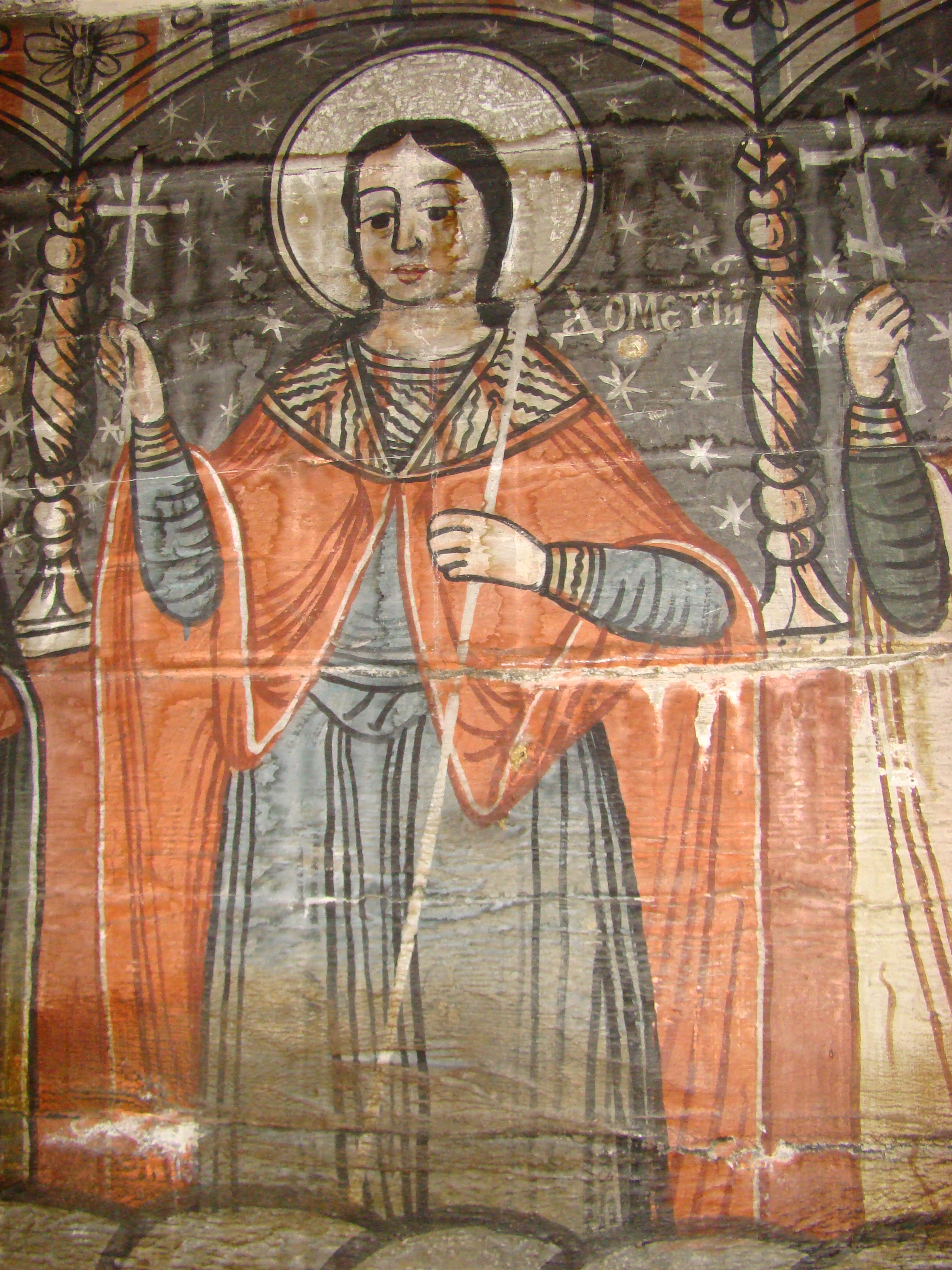
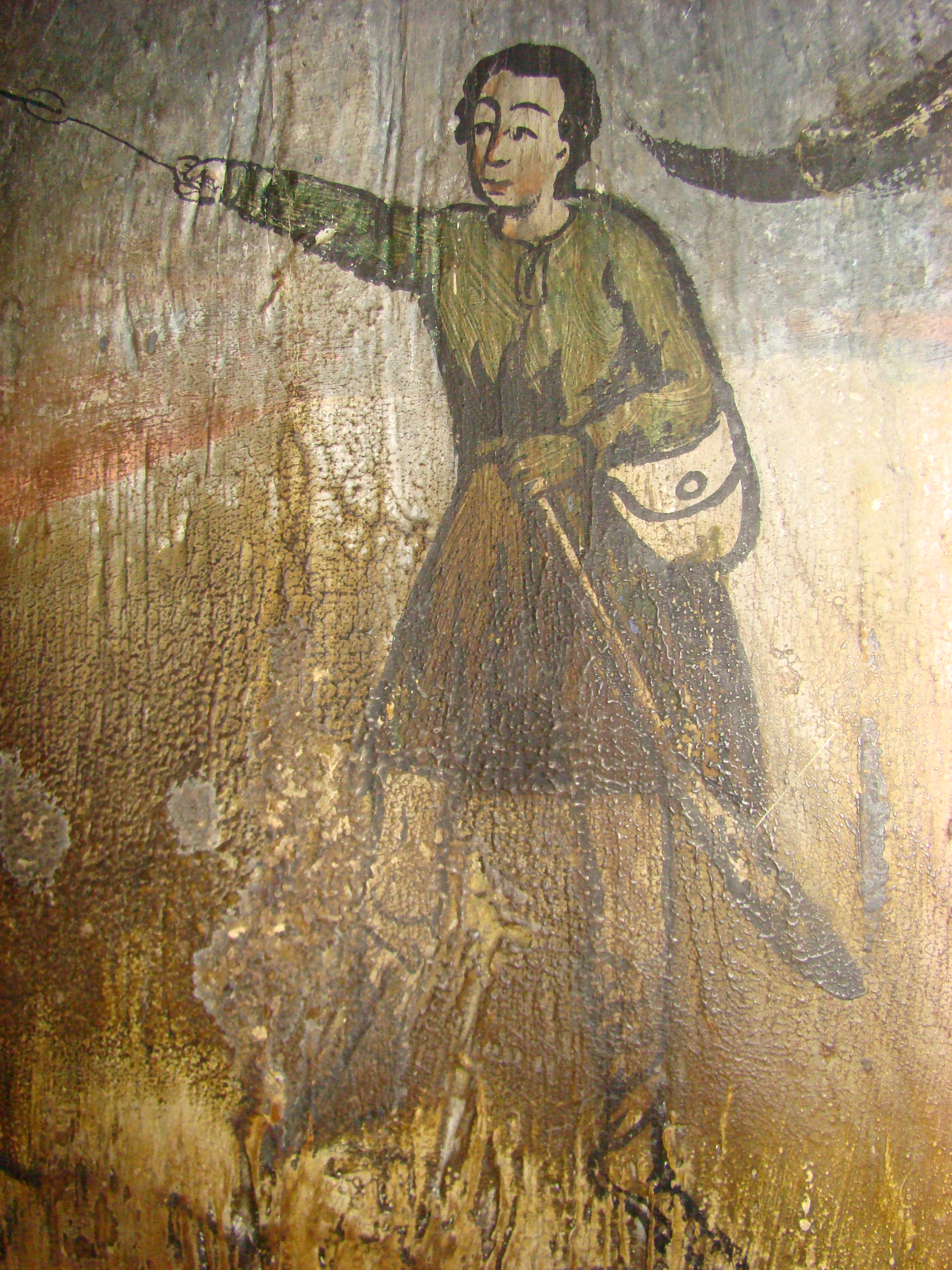
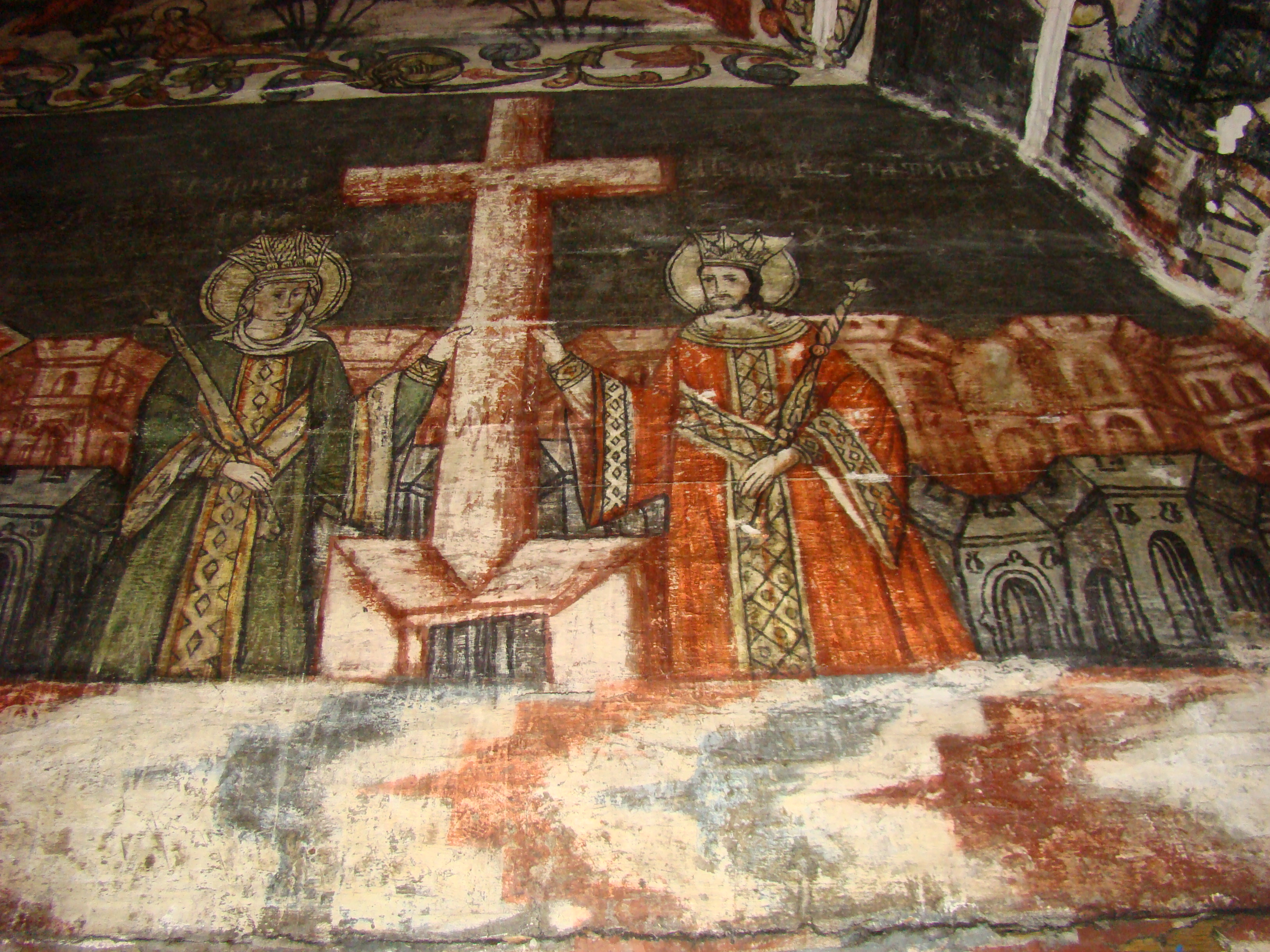
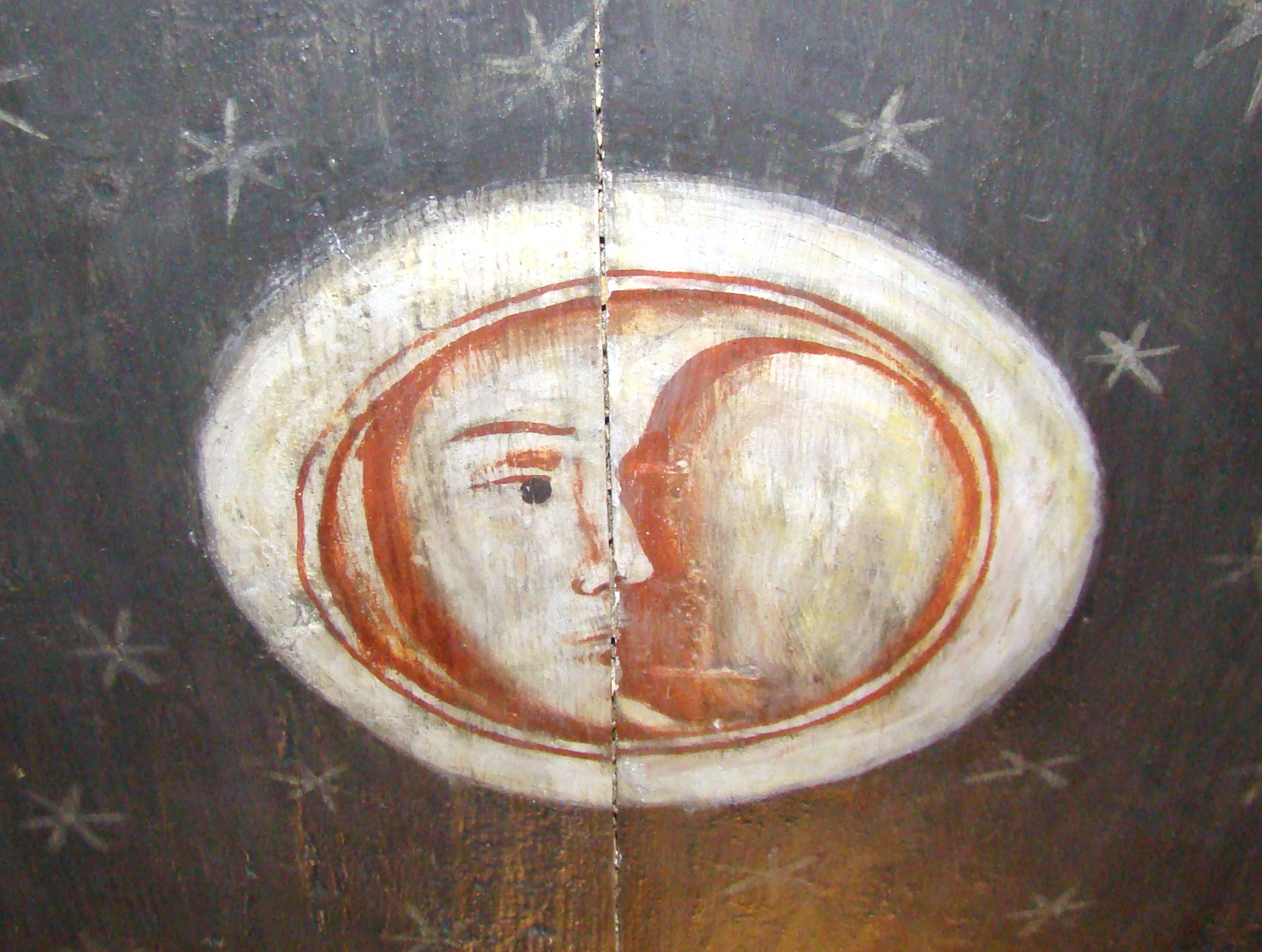
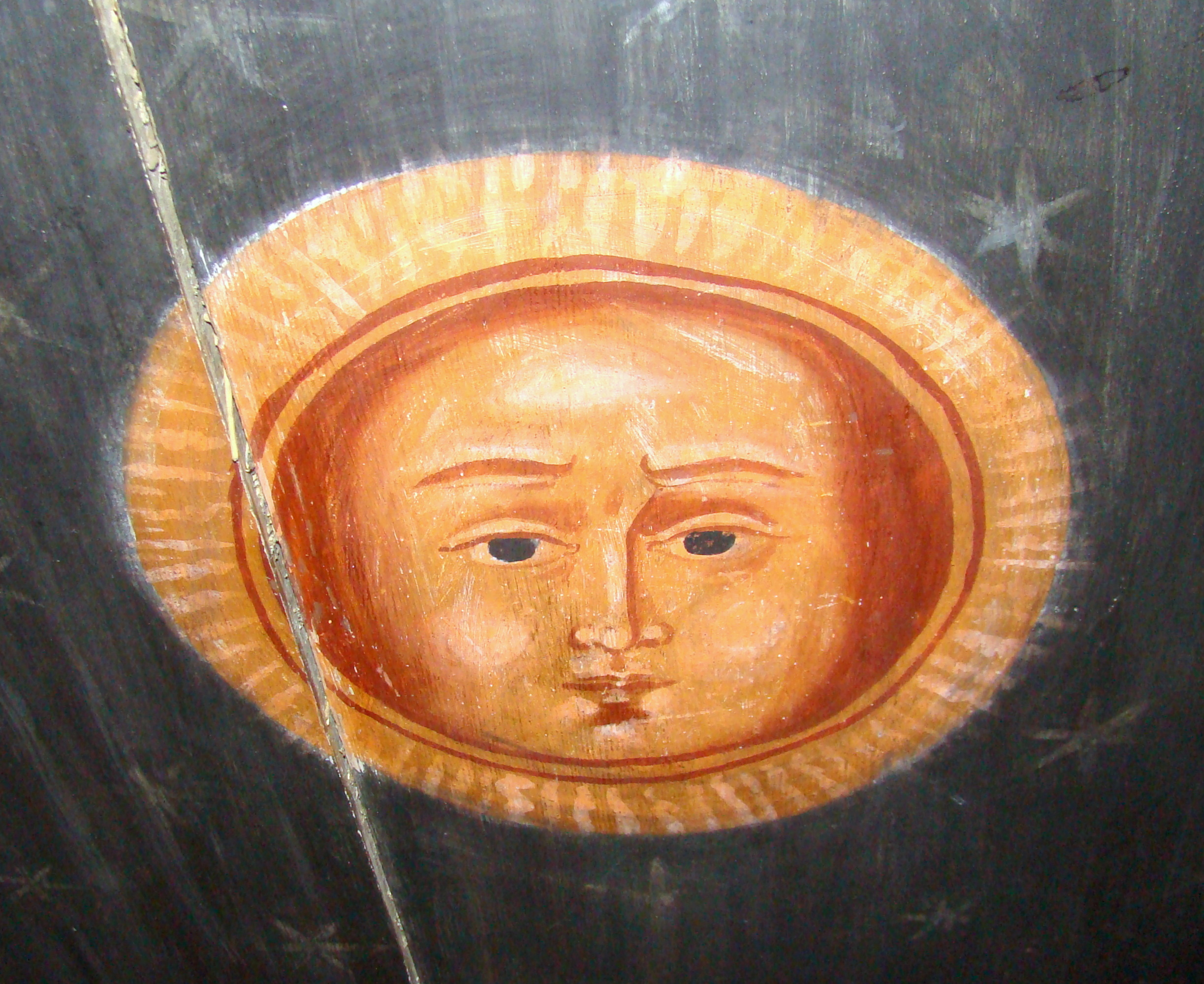
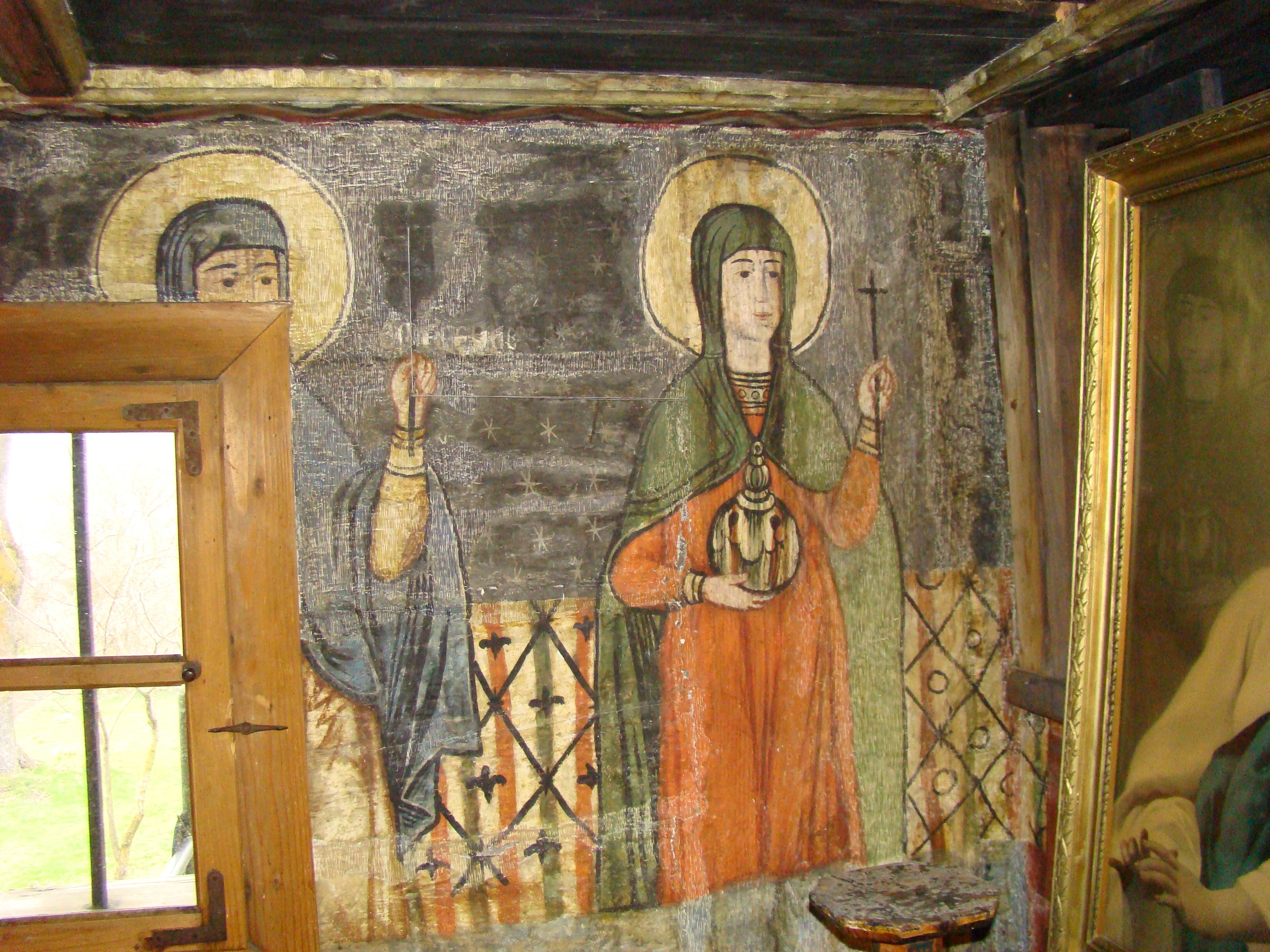
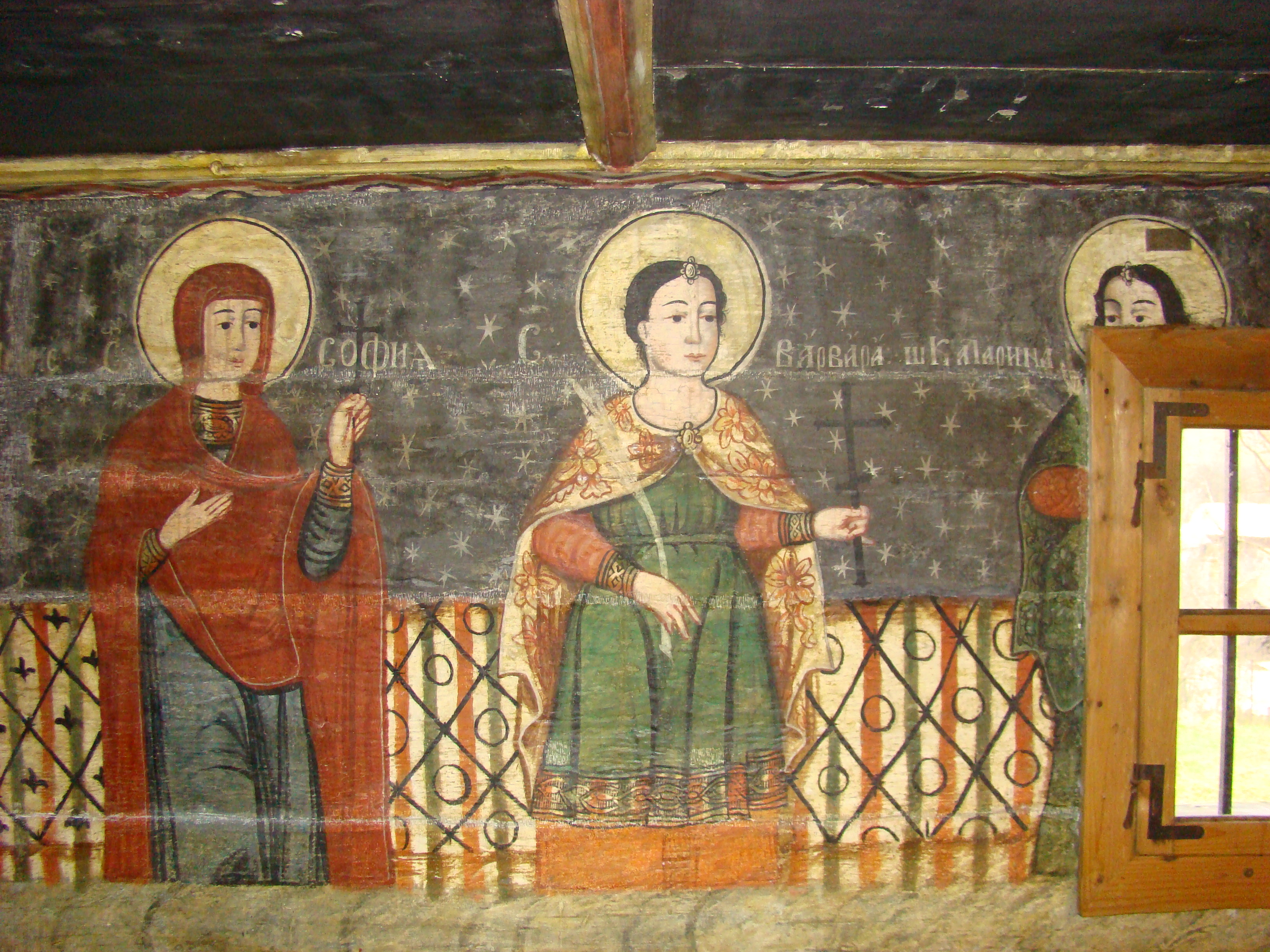
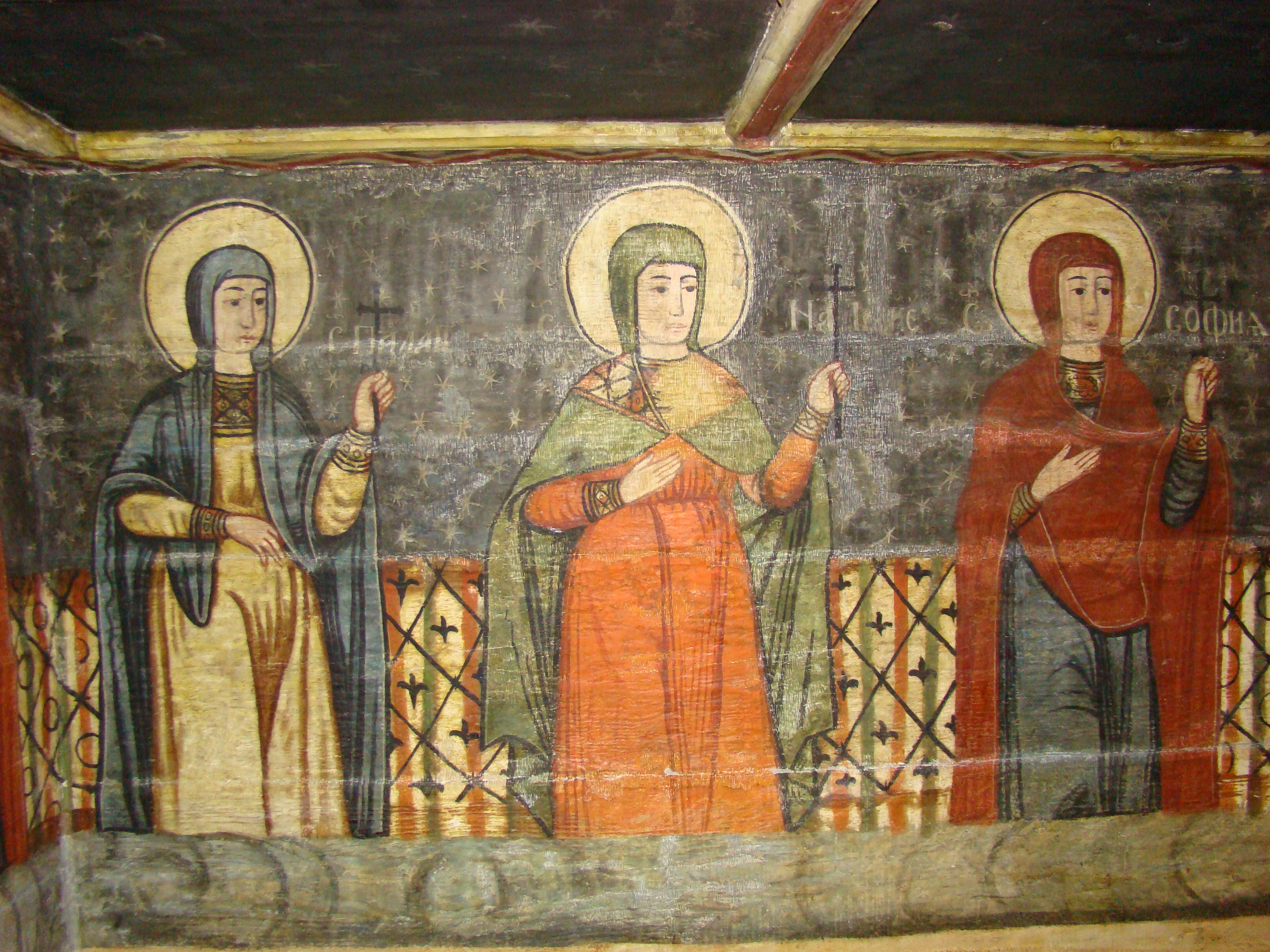
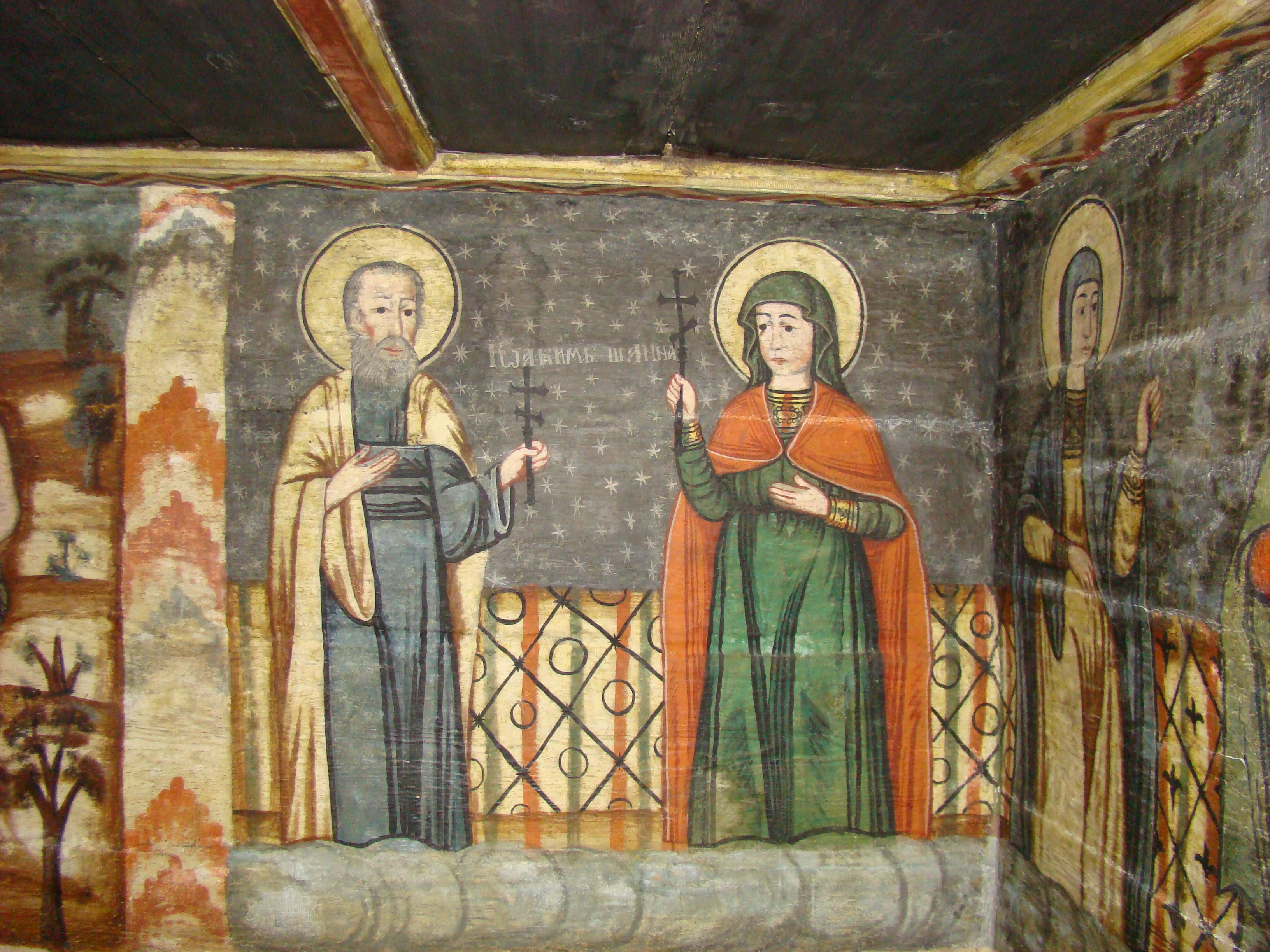
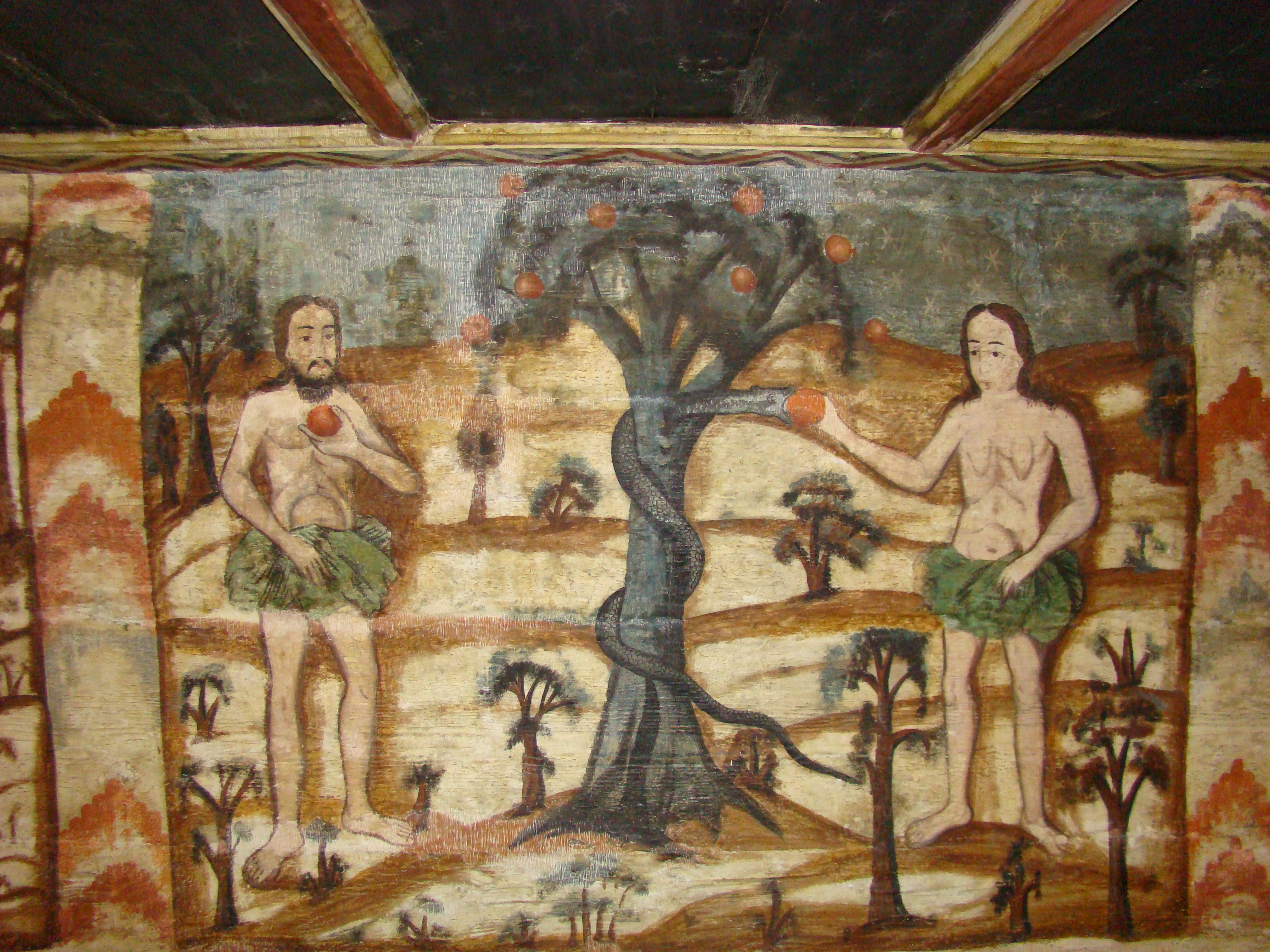
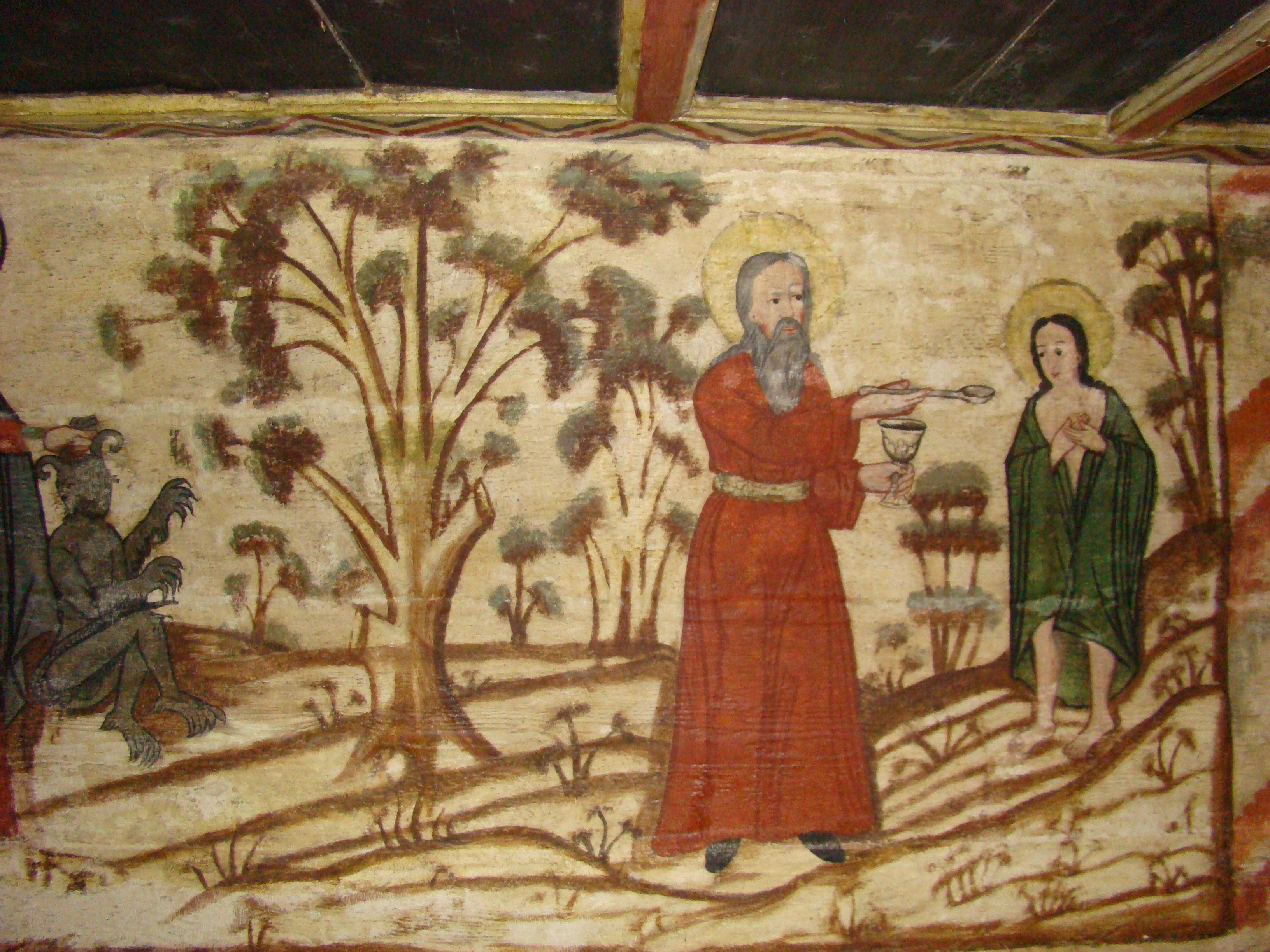
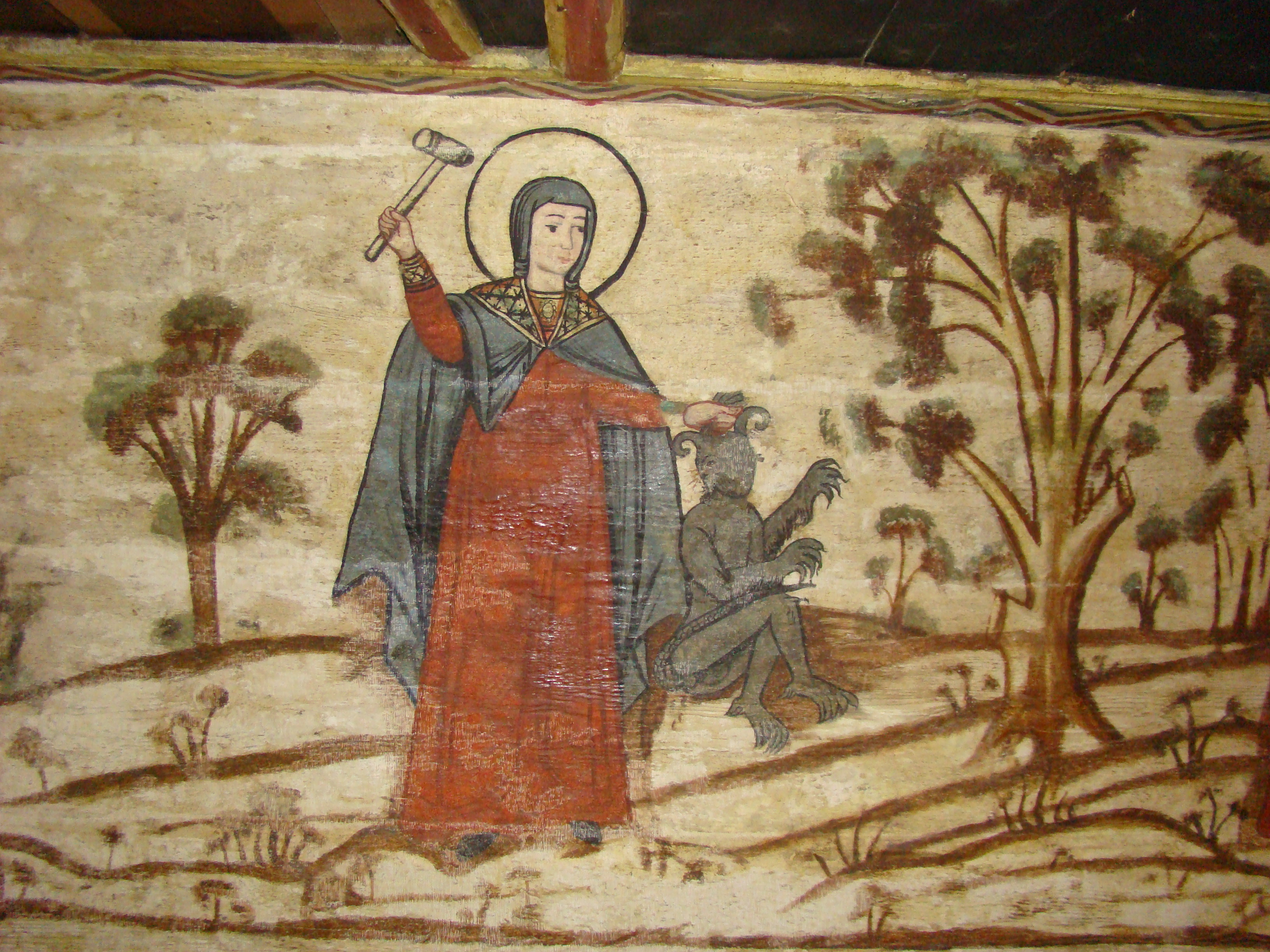
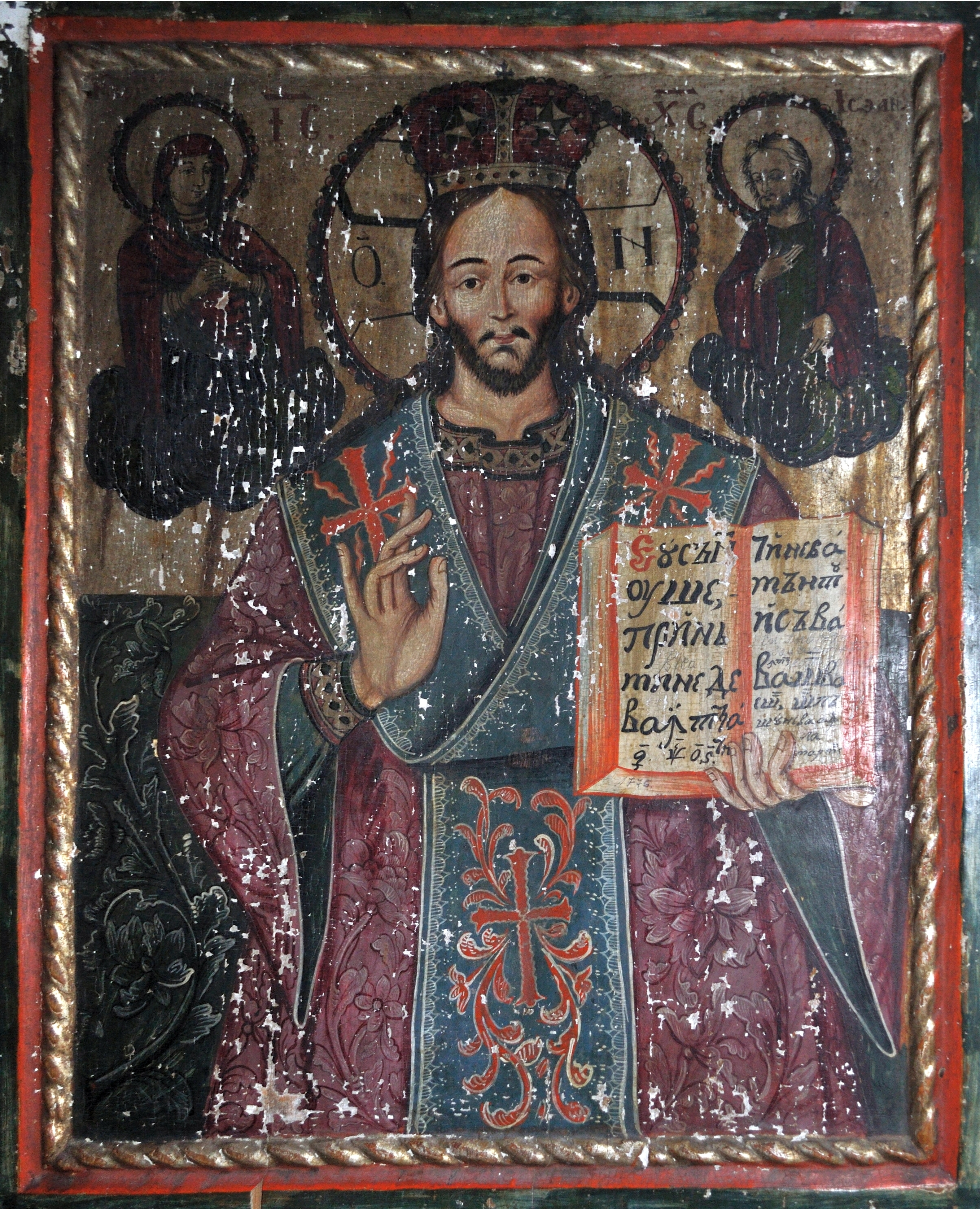
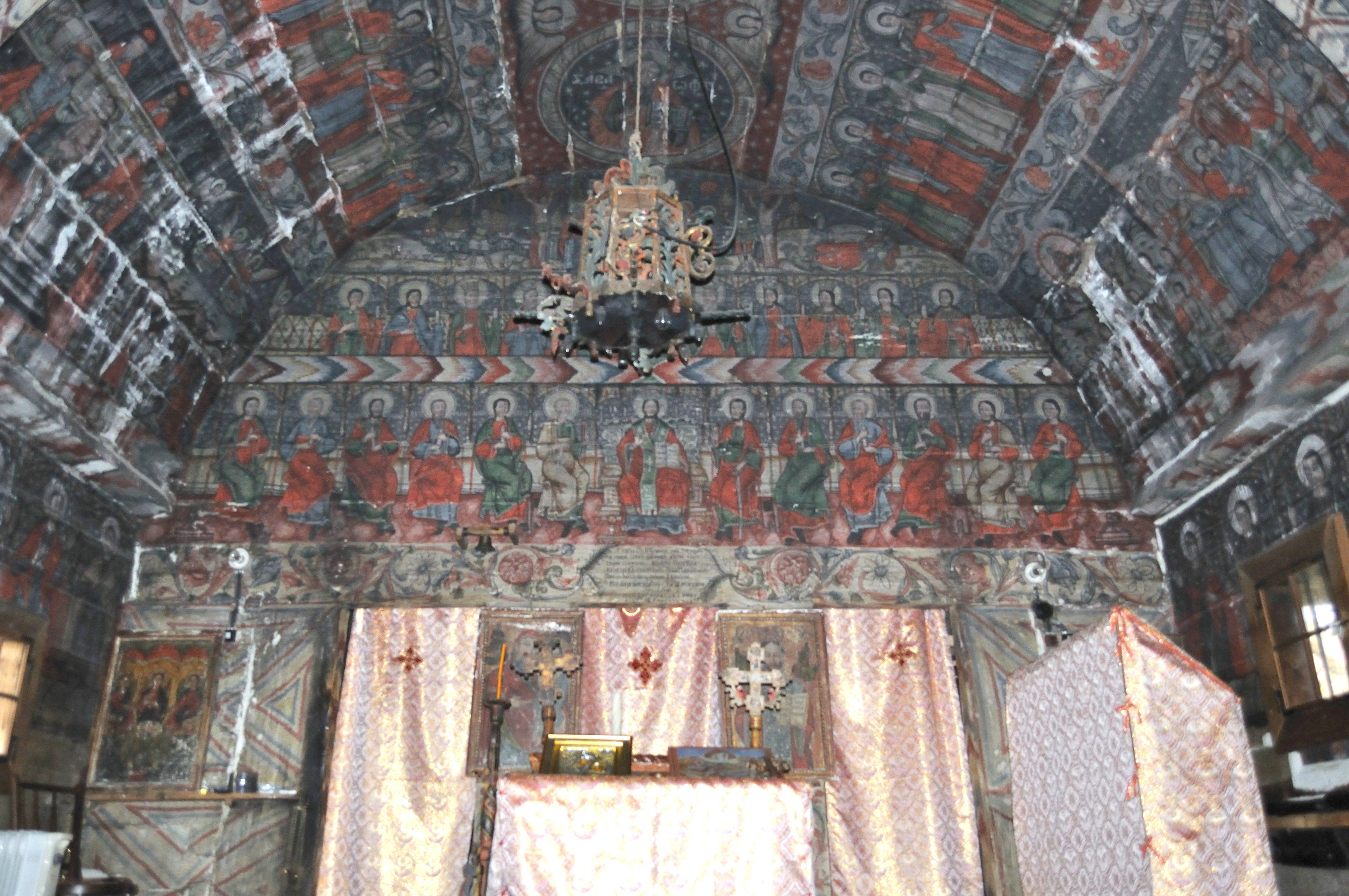
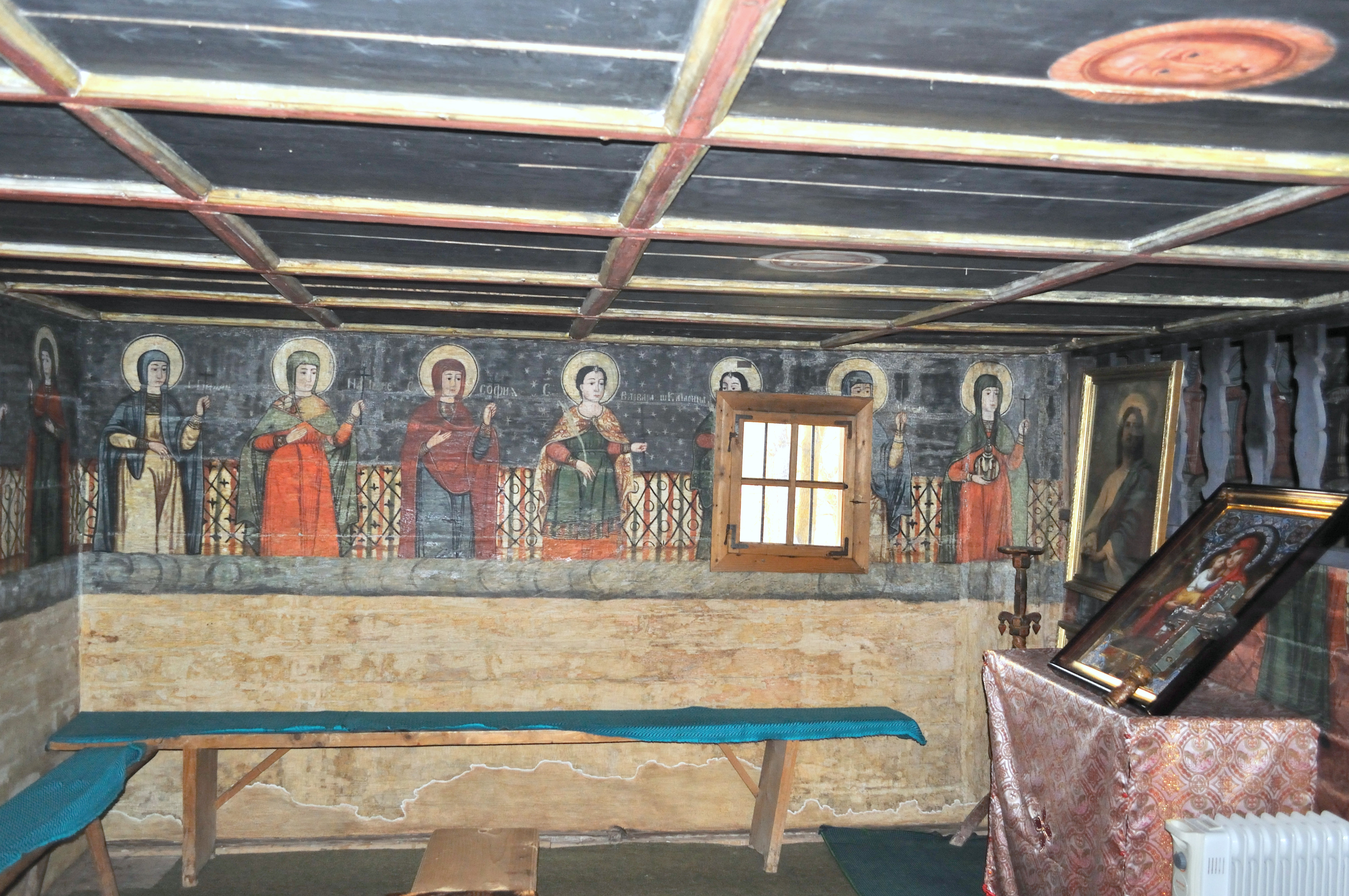
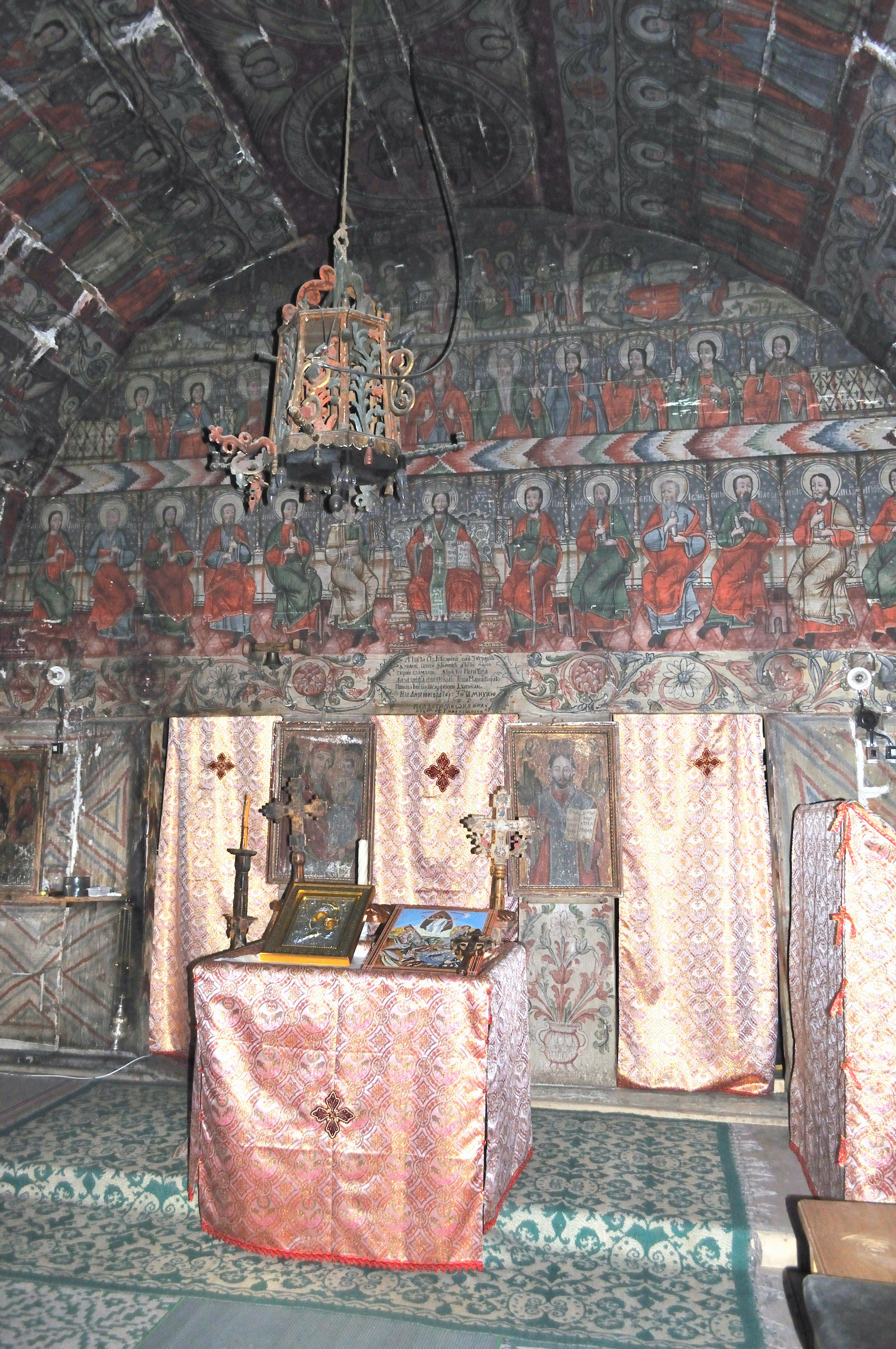
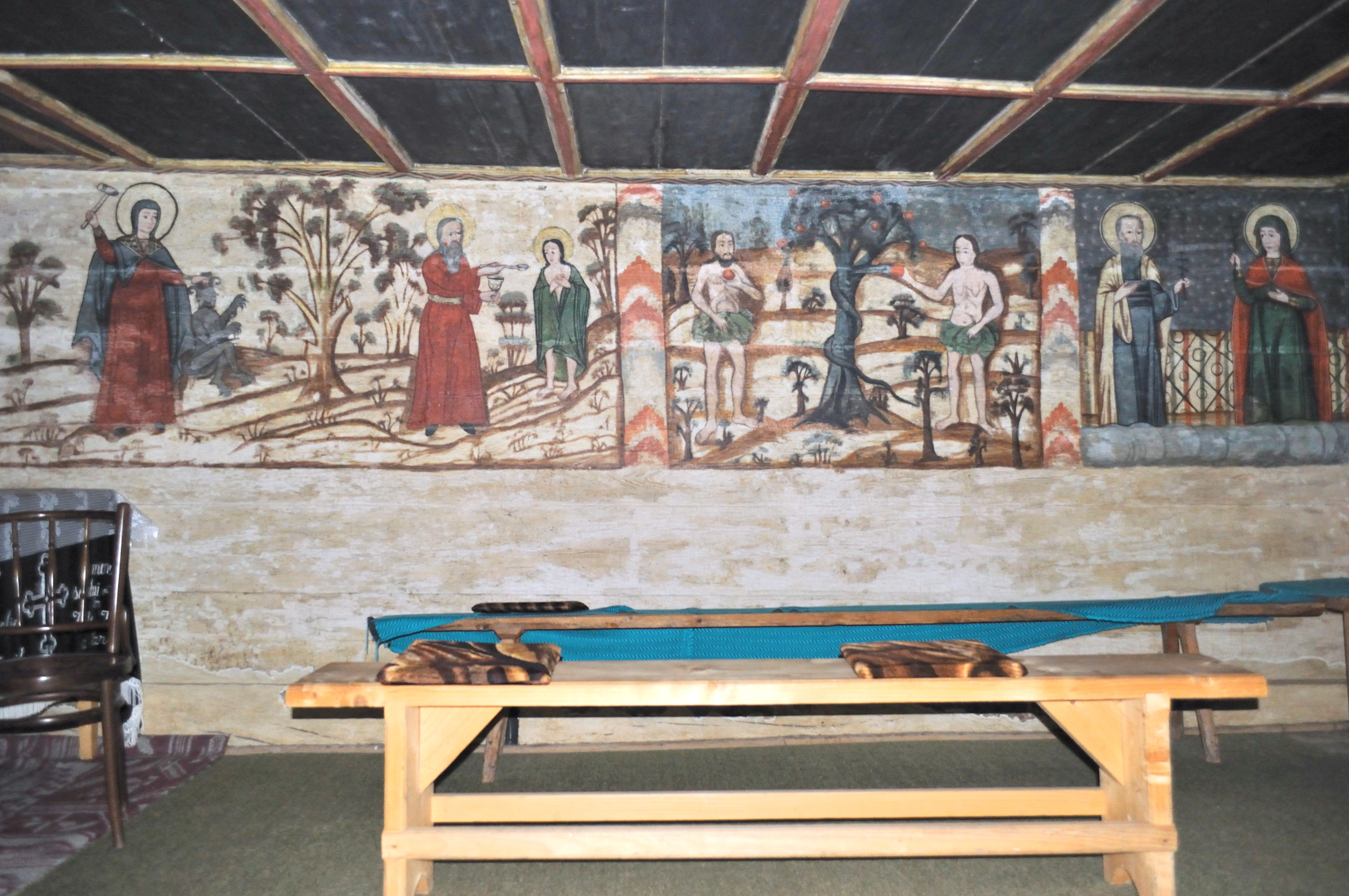
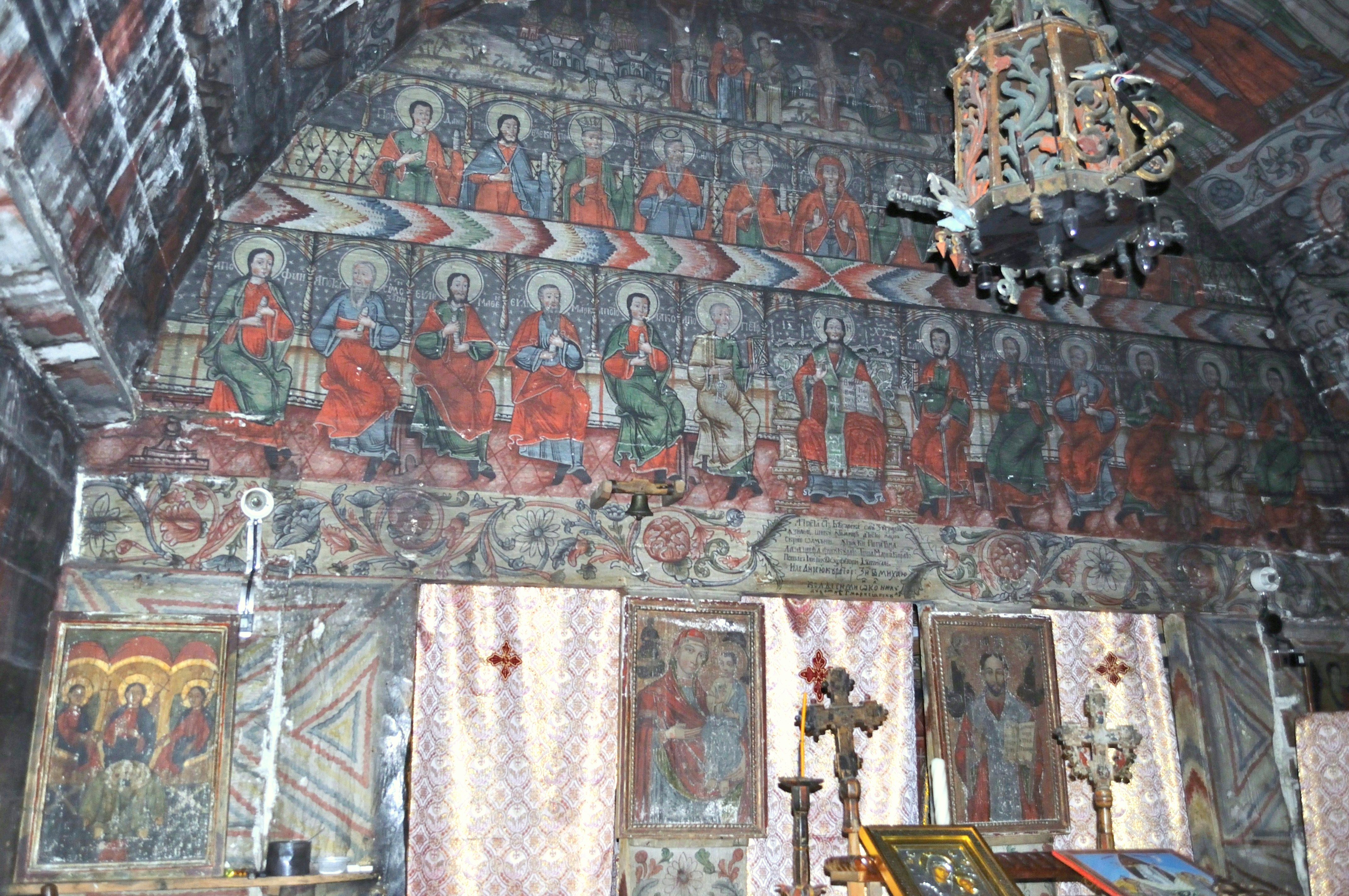
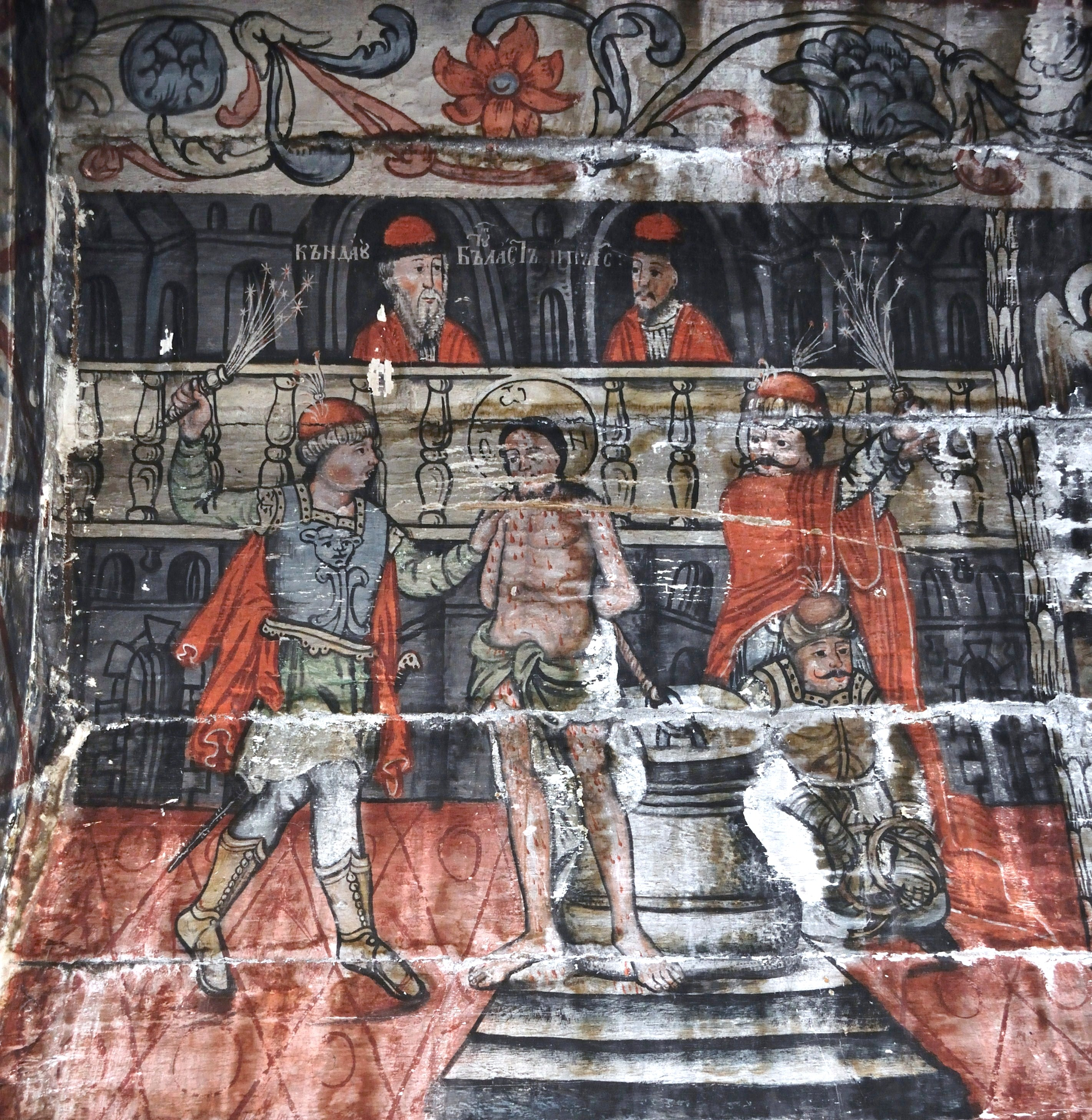
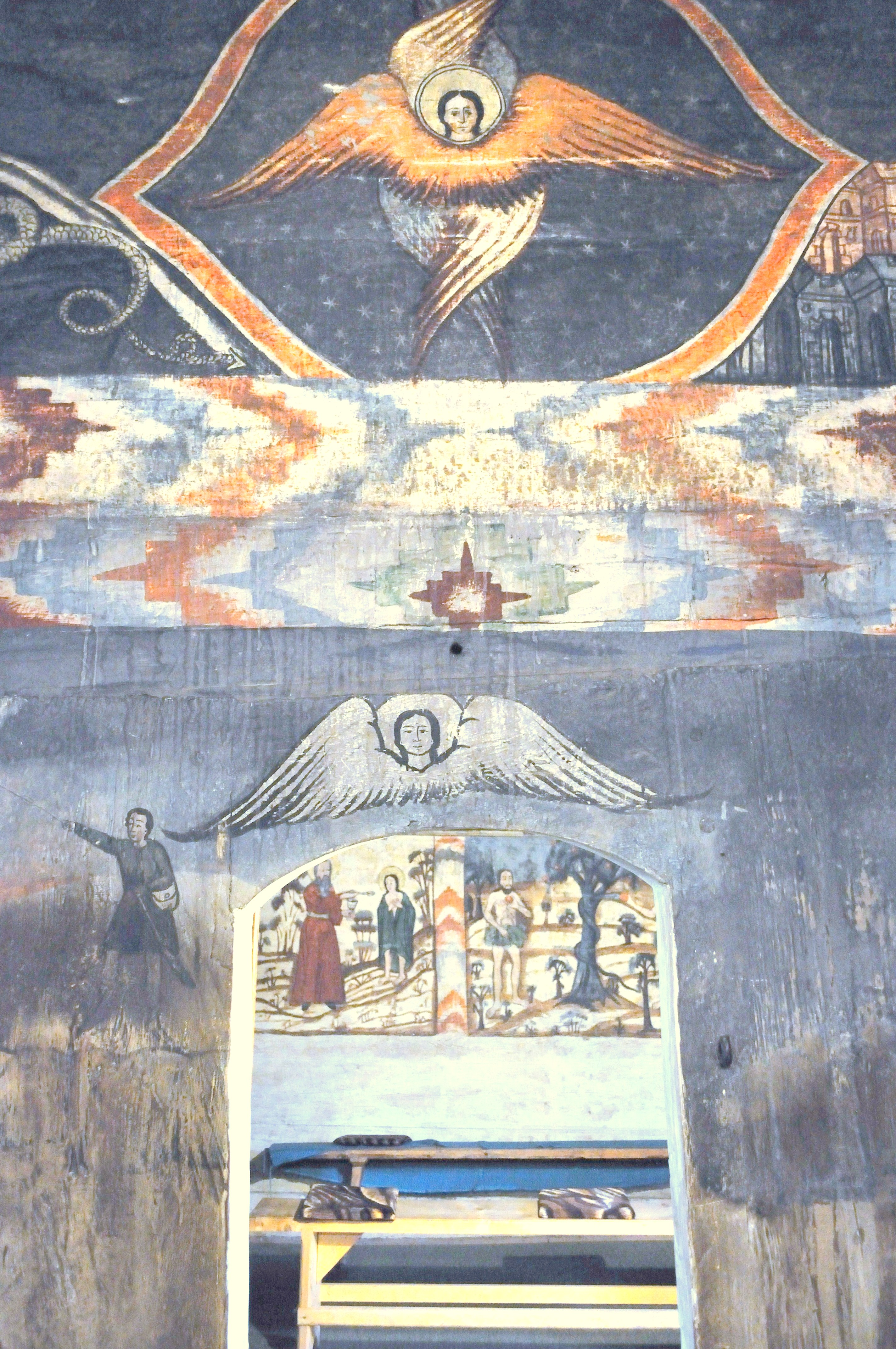
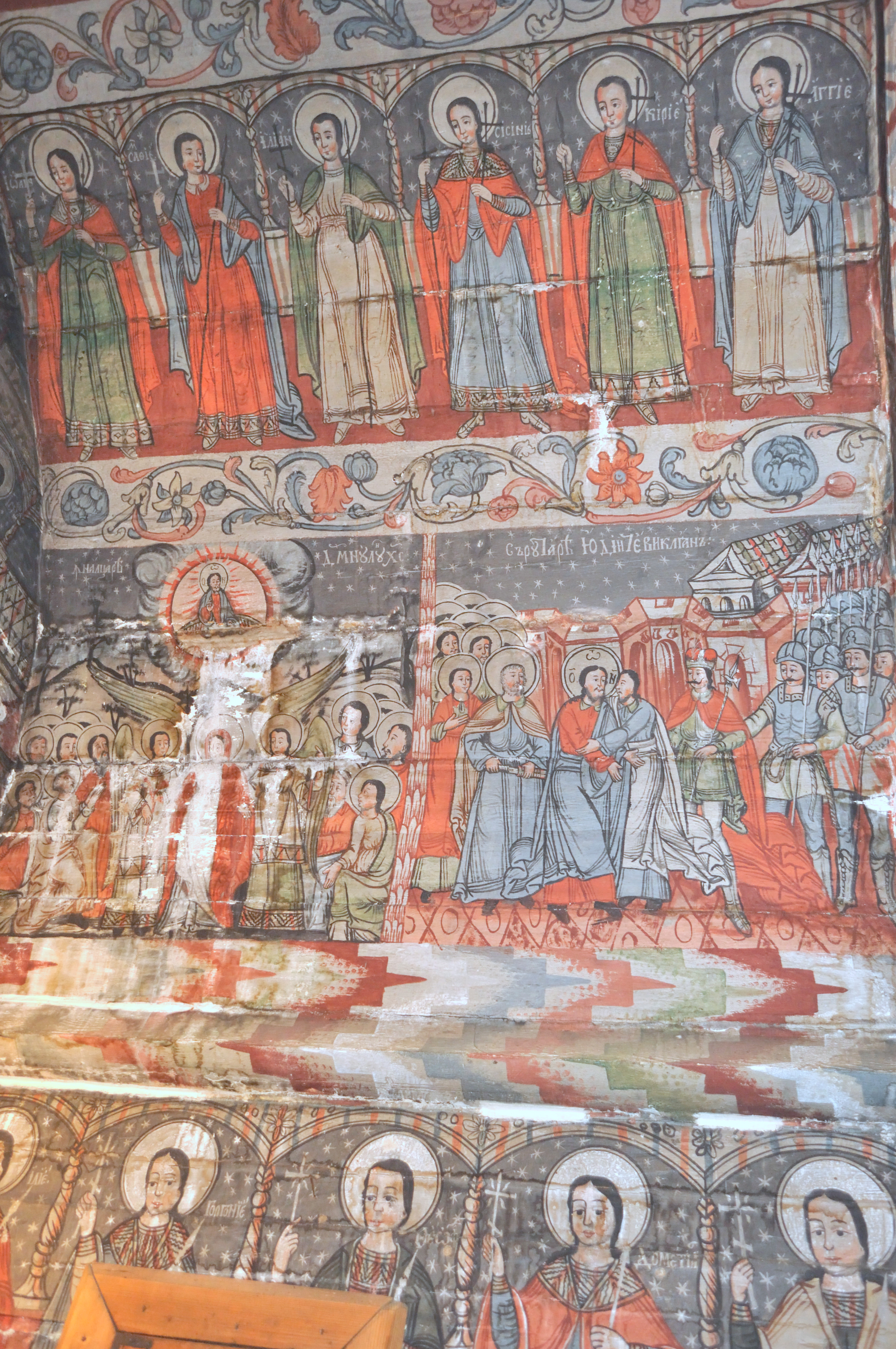
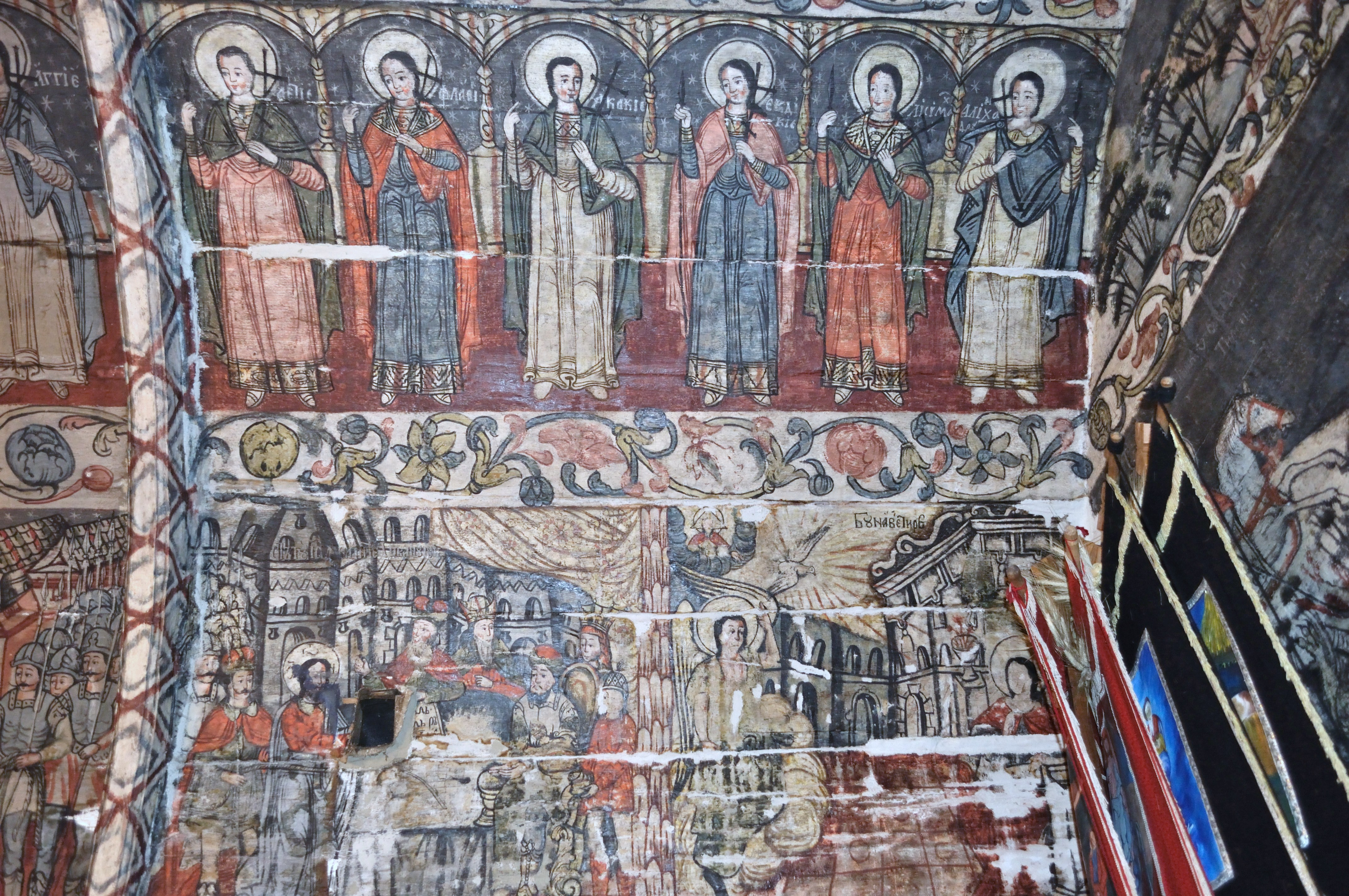
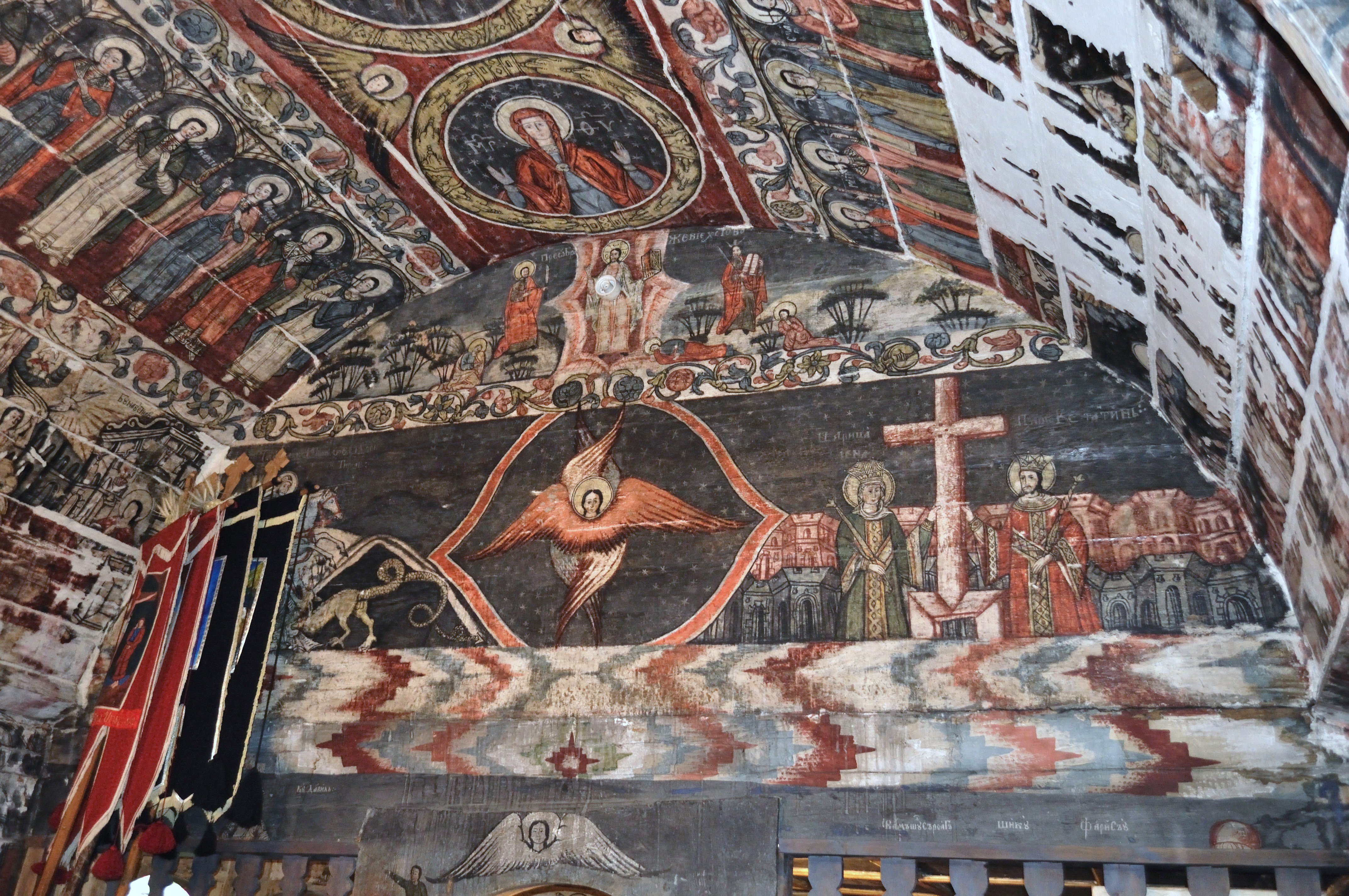
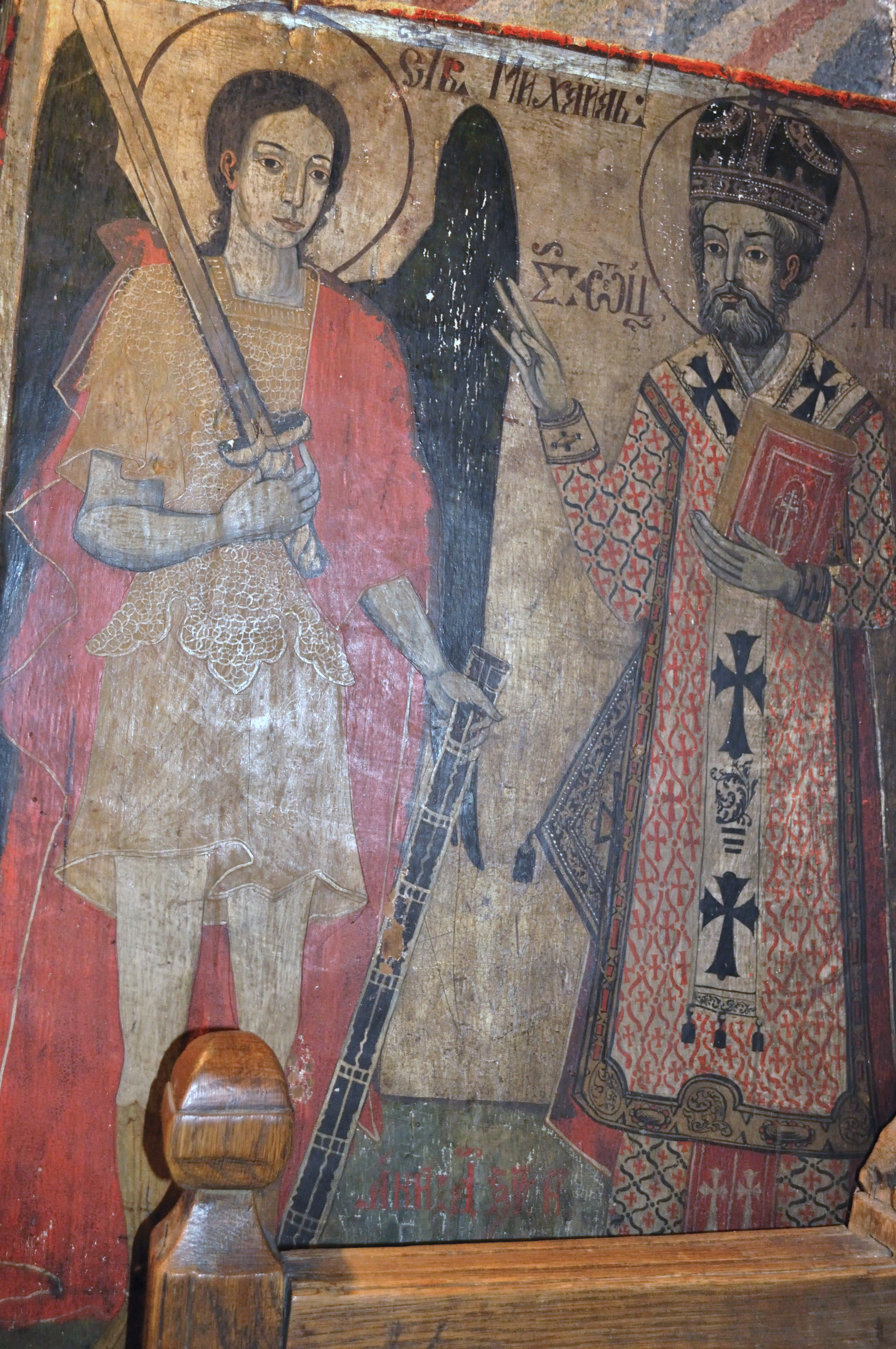
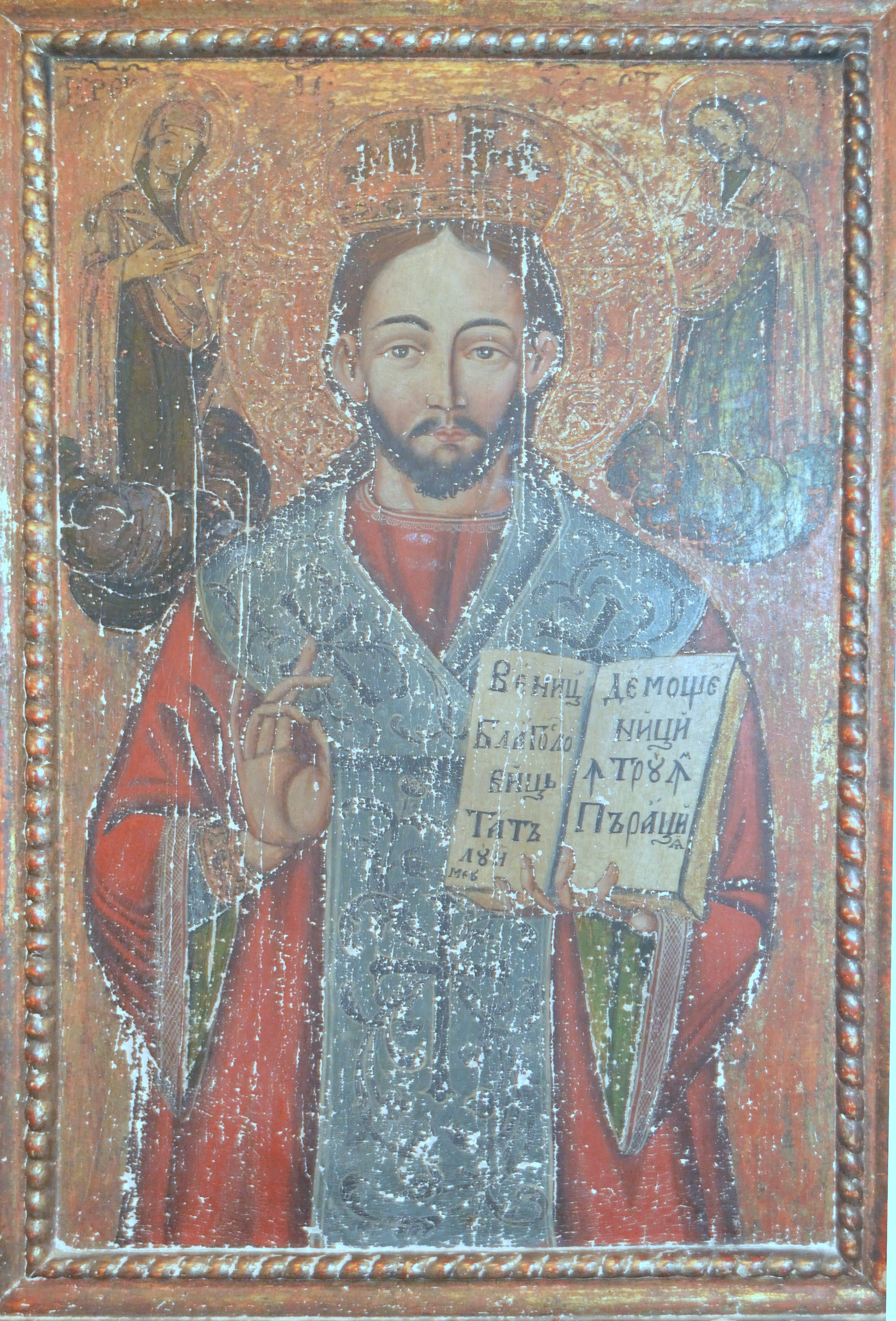
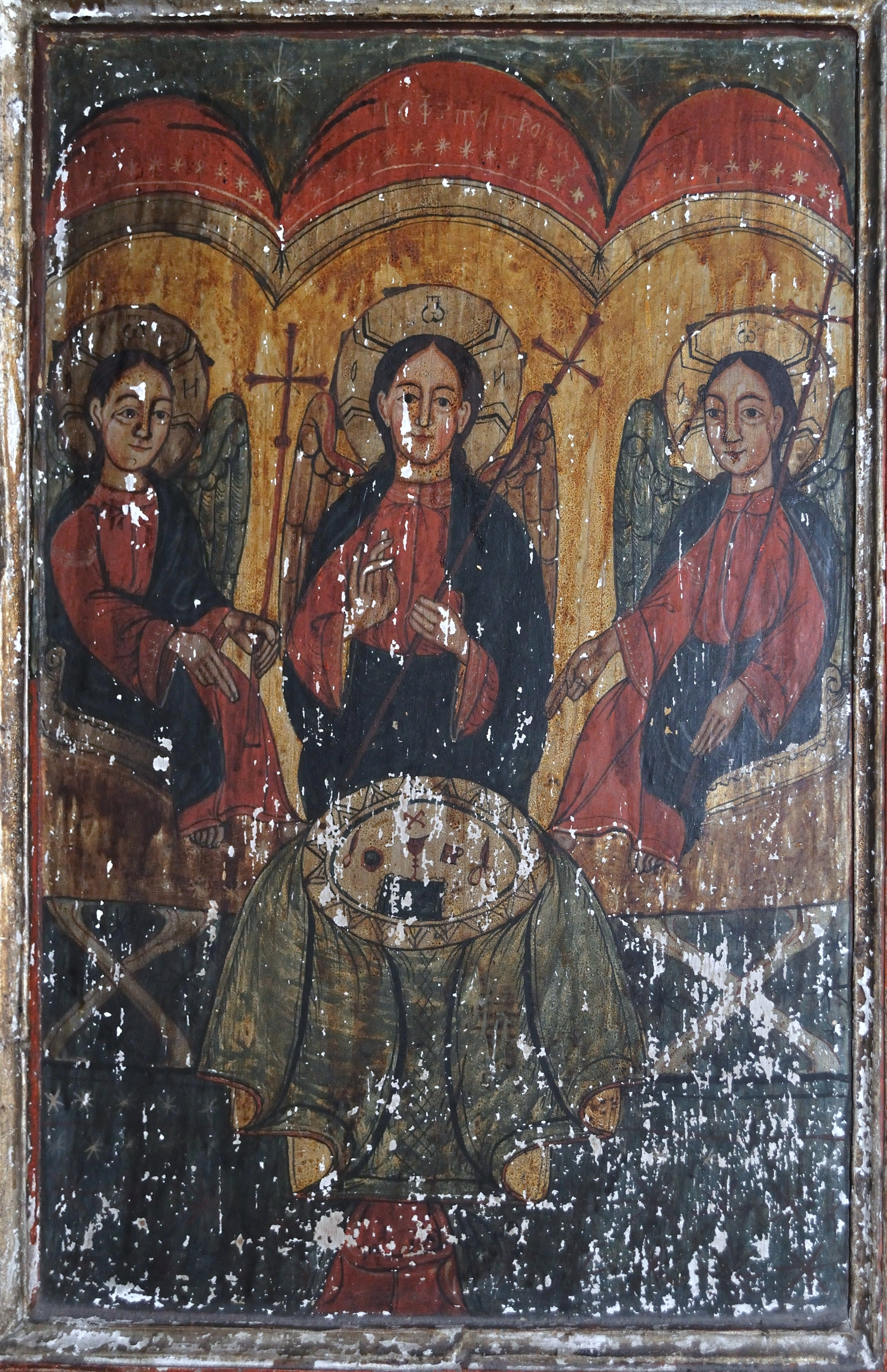